# Tidslinje over Ruslands invasion af Ukraine 2022
Dette er en tidslinje over Ruslands invasion af Ukraine, der begyndte den 24. februar 2022.

## Baggrund
Angrebet 24. februar 2022 var en optrapning af den foregående russisk-ukrainske krig som begyndte i 2014. Den direkte foranledning til invasionen var den russiske-ukrainske krise 2021–2022 som tog til i 2021. Under denne krise stillede Rusland en række krav til NATO og Vesten. Blandt kravene var forsikringer om at Ukraine aldrig skal blive medlem af NATO, og at alliancen må udtrække en række styrker fra Østeuropa. NATO afviste kravene, og Rusland svarede med at opmarchere store styrker ved grænsen til Ukraine. I ugerne før blev der observeret (blandt andet på satellitbilleder) russiske styrkeopbygninger langs grænsen til Ukraine og Rusland havde militærøvelser inde i Hviderusland.

## Optakt
- Den 14. september 2020 godkendte den ukrainske præsident Volodymyr Zelenskyj Ukraines nye nationale sikkerhedsstrategi, som omfattede partnerskab med NATO.
- Den 10. november 2021 rapporterede USA om en usædvanlig bevægelse af russiske tropper nær Ukraines grænser. Inden den 28. november havde Ukraine rapporteret om en opbygning af 92.000 russiske soldater.
- Den 7. december 2021 advarede den amerikanske præsident Joe Biden Ruslands præsident, Vladimir Putin, om "stærke økonomiske og andre foranstaltninger", hvis Rusland angriber Ukraine.
- Den 17. december 2021 foreslog Putin begrænsninger af NATO's aktiviteter i Østeuropa, såsom et forbud mod, at Ukraine nogensinde slutter sig til NATO, begrænsninger som er afvist af Ukraine.
- Den 17. januar 2022 begyndte russiske tropper at ankomme til Ruslands allierede Hviderusland, angiveligt "til militærøvelser".
- Den 19. januar 2022 gav USA Ukraine 200 millioner dollars i sikkerhedshjælp.
- Den 24. januar 2022 satte NATO tropper på standby.
- Den 25. januar 2022 fandt russiske øvelser, der involverede 6.000 soldater og 60 jetfly, sted i Rusland nær Ukraine og Krim.

## Februar 2022

### 21. februar 2022
Kreml og den russiske præsident Vladimir Putin anerkender uafhængigheden af to regioner, Donetsk og Luhansk, i det østlige Ukraine. Det sker i en tv-transmitteret tale og Putin underskriver samtidig et dekret, der bekræfter den russiske anerkendelse af de selvudråbte "Folkerepublikken Donetsk" (DPR) og "Folkerepublikken Luhansk" (LPR) som uafhængige. Få timer efter meddelelsen går det russiske forsvarsministerium i gang med at sende tropper ind i områderne i det hvad Kreml kalder en "funktion af fredsbevarende" tilstedeværelse.

### 24. februar 2022
Klokken fire om morgenen den 24. februar 2022 rykkede russiske militærkøretøjer frem på ukrainsk territorium fra nord (inklusive fra Hviderusland), øst og syd (fra det besatte Krim). Forud for fremrykningen skete et langtrækkende bombardement af ukrainske mål, herunder nær Kiev. Den ukrainske præsident Volodymyr Zelenskyj sagde, at 137 ukrainere blev dræbt og 1.690 såret på den første dag.
Ifølge ukrainske kilder har Rusland mobiliseret 90 bataljoner til invasionen. Disse fleksible kamptropper består af 600 til 1000 soldater hver. Ruslands tropper er koncentreret i syd og øst: Hovedstaden Kiev skal blokeres, og Rusland ønsker at skabe en landkorridor fra Krim til separatistområderne og en anden landkorridor til den pro-russiske region Transnistrien (i Moldova).
Luftbårne tropper og kamphelikoptere indtog Hostomel-lufthavnen nær Kiyv. I løbet af nogle dage forhindrede ukrainske styrker at de store russiske transportfly kunne lande med forstærkninger, og Rusland måtte trække sig tilbage fra lufthavnen. Verdens største fly Antonov An-225 blev ødelagt under kampene.
Ifølge ukrainske oplysninger har russiske tropper erobret det tidligere Tjernobyl-atomkraftværket i den nordøstlige del af Kiev Oblast og Slangeøen i Sortehavet ud for Rumæniens kyst.

### 25. februar 2022
06:47 sprængte en enhed ukrainske styrker broen over Téteriv i luften, en biflod til Dnepr nær Ivankiv. Dette var beregnet til at stoppe passagen af russiske kampvognskolonner, der kommer fra Tjernobyl. Den ukrainske generalstab udtalte, at faldskærmstropper engagerede russiske styrker i træfninger ved Ivankiv og Dymer.
Ved middagstid rapporterede talrige medier om kampe i byen Kyiv. Om eftermiddagen havde russiske kampenheder, der kom fra syd, krydset floden Dnepr for første gang, hvilket gav dem adgang til den strategisk vigtige by Kherson.
Hen på aftenen meddelte Kreml-talsmanden Peskov, at Rusland var villig til at forhandle om ukrainsk neutralitet. Minsk blev foreslået som stedet for forhandlingerne, hvilket den ukrainske side afviste. Ifølge udenrigsminister Sergej Lavrov er betingelsen for Rusland også at de ukrainske væbnede styrker overgiver sig. Dette blev forudsat af tilbud om forhandlinger fra den ukrainske ledelse. Putin opfordrede ukrainerne til at lave et kup mod præsident Zelenskyjs regering, som han beskrev som en "bande af stofmisbrugere, nynazister og terrorister".
Angrebet førte til en stor bevægelse af flygtninge i Ukraine. Folk flygtede til grænserne og til udlandet; tusinder har allerede forladt landet. Ifølge FN's flygtningeorganisation (UNHCR) var mere end 100.000 mennesker blevet berørt på det tidspunkt. Hvis situationen i landet fortsætter med at forværres, kan op mod fire millioner ukrainere blive ramt. Forskellige nabostater og andre lande har meddelt, at de ønsker at tage imod flygtninge.
Den russiske udenrigsminister Lavrov udtalte, at 110.000 mennesker allerede var flygtet til Rusland fra separatistområderne i øst.
Amnesty International har klaget over, at russiske styrker bruger ulovlig klyngeammunition mod civile. Den 25. februar blev byen Okhtyrka beskudt med klyngeammunition. Et hospital og en børnehave blev ramt og dræbte tre civile, inklusive et barn. 

### 26. februar 2022
I løbet af natten udførte Rusland flere krydsermissilangreb. Ifølge deres egne udsagn indtog den invaderende hær den første større by Melitopol.
Ruslands medieregulator, Roskomnadzor, beordrede alle medier til at fjerne rapporter, der indeholder ord som " invasion " eller " krig " og bruge de officielle oplysninger under trussel om bøde eller suspension. Med hensyn til udbredelsen af "upålidelig information" navngav myndigheden Novaya Gazeta , Dozhd og Echo Moskvy , som er Ruslands medier , der især anses for uafhængige.
Analytikere bemærkede, at den russiske plan var optimistisk omkring en hurtig sejr, hvis ikke en varm velkomst fra den ukrainske befolkning. Den britiske forsvarsminister forventer også en stigning i brutalitet på grund af det stigende antal tropper indsat af Rusland.
Om aftenen den 26. februar havde Rusland ifølge amerikanske kilder affyret 250 kortdistancemissiler mod Ukraine.

### 27. februar 2022
Ifølge den ukrainske hær var der tidligt om i morgenen træfninger ved Adyrovtsy nord for Kyiv.
Den 27. februar var antallet af flygtninge vokset til 276.000 mennesker ifølge FN's Flygtningehøjkommissariat . Af disse var 116.000 flygtet til nabolandene og 160.000 var flygtet internt i Ukraine.
Tre medlemmer af den russiske Duma var kritisk over for krigen; alle medlemmer af det kommunistiske parti.

### 28. februar 2022
En ukrainsk delegation ankom til grænsen til Belarus for at forhandle. Delegationen omfattede bl.a. Ukraines forsvarsminister Oleksii Reznikov og Ukraines repræsentant ved EU Mykola Totschyzkyj. Vladimir Medinsky og en viceforsvarsminister ankom fra den russiske side.
Ifølge skøn fra amerikanske militæreksperter havde de russiske væbnede styrker fra om morgenen den 28. februar indsat over 300 kortdistancemissiler, de fleste af dem ballistiske missiler (SRBM'er), mod Ukraine.
Zelenskyj har tilbudt fængselsfanger med kamperfaring amnesti, hvis de kæmper med den ukrainske hær mod det russiske militær.

## Marts 2022

### 1. marts 2022
I løbet af natten til den 1. marts var der voksende tegn på, at det russiske militær planlagde en omringning og et afgørende slag om Kyiv. På satellitbilleder blev der identificeret lange konvojer af køretøjer, der bevægede sig mod Kyiv. I mellemtiden fortsatte den russiske hær sin fremrykning i den østlige del af landet.
Den 1. marts gentog den russiske forsvarsminister Sergej Sjojgu, at man ville angribe Ukraine, indtil "de fastsatte mål er nået". Lederen af Folkerepublikken Donetsk, Denis Puschilin, sagde, at omringning af den vigtige havn Mariupol ved det Azovske Hav var den næste opgave. Russerne havde tidligere rapporteret, at Ukraine ikke længere havde adgang til det Azovske Hav.
Ifølge ukrainske kilder fandt den første fangeudveksling mellem det ukrainske og russiske militær sted den 1. marts i Sumy oblast.
Efter at den hviderussiske hersker Aleksandr Lukasjenko den 1. marts udelukkede en invasion af sine tropper i Ukraine, erklærede det ukrainske parlament samme dag, at hviderussiske tropper havde invaderet Ukraine i nærheden af byen Tjernihiv.
Satellitbilleder taget den samme dag viste bevægelser af kamphelikoptere og køretøjer i Hviderusland, omkring 30 kilometer fra den ukrainske grænse.
Den 1. marts anmodede den ukrainske præsident NATO om at oprette en flyveforbudszone over Ukraine og krævede, at Rusland stoppede bombningerne, hvis forhandlingerne med Rusland skal fortsætte.
Som betingelser for at afslutte invasionen af Ukraine erklærede den russiske præsident Vladimir Putin samme dag, at Ukraines regering anerkender "Folkerepublikken Lugansk" og "Folkerepublikken Donetsk" samt Krim som en del af Rusland, at Ukraine demilitariseres og konverteres til en neutral status.

### 2. marts 2022
Byen Zjytomyr, 120 kilometer vest for Kyiv, blev om natten ramt af krydsermissiler. Fire mennesker blev dræbt i en beboelsesejendom. 
Ifølge den ukrainske hær har russiske faldskærmstropper angrebet Kharkiv. Også om morgenen rapporterede det russiske militær, at de havde taget fuld kontrol over byen Kherson. Byens borgmester benægtede dette.
Mariupol blev omringet af russiske tropper
Rusland informerede Det Internationale Atomenergiagentur om, at det havde taget kontrol over Ukraines største atomkraftværk i Zaporizjzja.
Ved et dekret tillod den ukrainske præsident udlændinge (undtagelse:russere), der ønsker at kæmpe for Ukraine, at komme ind i landet uden visum. Inden den 2. marts var mere end 1.000 pro-ukrainske frivillige krigere fra 16 lande kommet ind i landet. Zelenskyj tilbød de russiske krigsfanger frihed, hvis de vil kæmpe for Ukraine.
Mariupols viceborgmester Serhiy Orlov fortalte BBC, at byen havde været under artilleri- og missilangreb i de sidste 15 timer, og hundredvis af mennesker menes at være døde. Om aftenen var der udover beskydningen på Mariupol, som ødelagde forsyningen af vand, varme og elektricitet, også beskydning på hovedbanegården i Kiev. Der var kampe i forstæderne til Kyiv.
De seneste dage har en 64 kilometer lang russisk militærkonvoj nærmet sig den ukrainske hovedstad. Men onsdag holder de militære køretøjer fortsat parkeret lige øst for Antonov-lufthavnen godt 30 kilometer nordvest for Kiev.
Dermed har de ikke rykket sig siden tirsdag morgen.
Flere medier, herunder svenske Aftonbladet og amerikanske NPR, skriver, at den gigantiske konvoj bestående af soldater, pansrede køretøjer, kampvogne, selvkørende artilleri og andre køretøjer simpelthen er løbet tør for mad og benzin.
Men der kan også ligge taktiske overvejelser bag det pludselige stop. Spekulationer har der været mange af. Nogen mener, at konvojen er gået i stå, mens andre tror, at knap 15.000 russiske soldater er vendt tilbage i jagt på forsyninger før et angreb på Kiev.

### 3. marts 2022
Den Internationale Straffedomstol (ICC) iværksatte undersøgelser af mulige krigsforbrydelser i Ukraine. Ud over kampe og luftangreb på Kyiv blev der tidligt om morgenen rapporteret om luftangreb på byerne Izjum og Kharkiv.
Bekymringerne stiger, for man ved ikke, hvor den gigantiske konvoj på 64 km befinder sig, og hvilken trussel den udgør. For The Guardian beretter nemlig, at den seneste skydække over Ukraine har forhindret Maxar Technologies - der tog de første satellitbilleder af konvojen - i at tage nye billeder. Sidst, den russiske militærkonvoj blev fotograferet (Tirsdag d. 1. marts 2022), holdt den parkeret øst for Antonov-lufthavnen godt 30 kilometer nordvest for Kyiv. Konvojen består af forskellige køretøjer, kampvogne, lastbiler og massevis af våben. Ukrainerne mente, at russerne har planer om at angribe Kiev med konvojen. Ifølge efterretninger fra Storbritanniens forsvarsministerium bevægede en flere kilometer lang militærkonvoj med russiske soldater sig langsomt mod den ukrainske hovedstad, Kyiv torsdag morgen befandt den sig omtrent 30 kilometer fra Kyiv.

### 4. marts 2022
Ifølge ukrainske kilder beskød den russiske hær atomkraftværket i Zaporizjzja i løbet af natten. En brand, der brød ud i en tilstødende bygning, blev bragt under kontrol.

### 5. marts 2022
Om morgenen den 5. marts tillod det russiske militær at civile kunne forlade de to omringede byer Mariupol og Volnovakha. Ifølge Mariupols borgmester har byen været under beskydning i over 40 timer, også hospitaler og skoler er ramt.

### 6. marts 2022
Ukraine hævder at der er over 11.000 dræbte russiske soldater.
Efter at våbenhvilen om at skabe en humanitær korridor nær Mariupol mislykkedes den 4. marts, blev der den 6. marts gjort et nyt forsøg på at evakuere civilbefolkningen fra byen. Samme dag beskyldte begge parter hinanden for at overtræde våbenhvilen ved den humanitære korridor.
Ifølge den ukrainske præsident forsøger russiske tropper at omringe byerne Kyiv, Kharkiv og Mykolaiv.
Ved Irpin, 27 km nord for Kyiv, fortsatte fægtningerne og bombardementerne, som var begyndt flere dage før.
Telefonopkald fra Frankrigs præsident Emmanuel Macron, Israels premierminister Naftali Bennett og Tyrkiets præsident, Recep Tayyip Erdoğan, med Putin mislykkedes. Putin insisterede på at håndhæve sine mål med forhandling eller krig.

### 7. marts 2022
Der er forsat russiske beskydninger i Irpin, en forstad til Kyiv. Ifølge de lokale myndigheder i byen er cirka 2000 mennesker blevet evakueret.
I havnebyen Mykolajiv er beboelsesbygninger i nat ramt af russisk artilleri.
Efter at russiske styrker har omringet Mariupol, hvor der er stor mangel på elektricitet, vand og mad. Det er endnu ikke lykkedes at skabe humanitære korridorer, hvor de civile kan evakueres igennem.
Ifølge Lvivs borgmester er presset af flygtninge nu nået til bristepunktet. Byen er blevet et knudepunkt for flygtninge, der forsøger at rejse mod Polen.
Samtidig lader det til, at den mere end 60 kilometer lange russiske militærkonvoj, der har retning mod den Kyiv, er gået helt i stå.

### 8. marts 2022
Byerne Kharkiv, Tjernihiv, Sumy og Mariupol er omringet af russiske styrker og udsat for tungt bombardement. Ifølge en efterretningsbriefing fra det britiske forsvarsministerium er der kampe nordvest for Kyiv, men de russiske styrker har ikke gjort nævneværdige fremskridt.
Man vurderer, at det ukrainske luftforsvar har haft "betydelig succes" mod Ruslands moderne jagerfly, der ikke har opnået kontrol over luftrummet.
USA's præsident, Joe Biden, har meddelt, at al import af olie, naturgas og kul fra Rusland til USA vil blive forbudt.
I mellemtiden holdt det kinesiske leder Xi Jinping, den franske præsident Macron og den tyske forbundskansler Olaf Scholz en videokonference for at drøfte mulige veje ud af krisen.

Antallet af flygtninge fra Ukraine, som er flygtet til andre lande er nu over 2 millioner.

### 9. marts 2022
I havnebyen Mariupol bombede den russiske hær et børnehospital.
En dag efter den amerikanske præsident Joe Biden besluttede at forbyde import af olie og gas fra Rusland, opsummerede det russiske præsidentkontor, at USA havde erklæret en økonomisk krig mod Rusland.

### 10. marts 2022
Mens det russiske forsvarsministerium dagen før benægtede angrebet på børnehospitalet i Mariupol, erklærede den russiske udenrigsminister, med henvisning til flere påstande, at angrebet var berettiget.
Pressesekretæren i Det Hvide Hus, Jen Psaki, advarede om, at de russiske påstande om, at Ukraine havde udviklet biologiske og kemiske våben, kunne pege på et muligt planlagt brug af kemiske våben fra russisk side.
Den 10. marts var den russiske hær inden for fire dage rykket frem fra hovedstaden Kiev til byen Brovary. Kievs borgmester meddelte, at omkring halvdelen af Kievs indbyggere har forladt hovedstaden.
En nødhjælpskonvoj, der var på vej til Mariupol, måtte vende tilbage på grund af vedvarende beskydning. På grund af blokaden af byen, kollapsede forsyningen, med det resultat af supermarkeder og apoteker blev plyndret, og der udviklede sig et sort marked for dagligvarer i byen.

### 11. marts 2022
Ifølge US-amerikanske angivelser kunne de russiske styrker om natten til den 11. marts vinde mindre arealområder i udkanten af den vestlige del af Kiev.
Satellitbilleder bekræfter at den 60 km lange russiske militærkonvoj nu befinder omkring Kiev-forstaden Hostomel. Konvojen var flere gange fra 1. marts udsat for ukrainske angreb og har i de sidste dage kun bevæget sig langsomt fremad. 

### 12. marts 2022
Flere end 2,5 millioner ukrainere er siden slutningen af februar flygtet fra landet på grund af krigen, men flere og flere vender retur, og mange af dem gør det for at kæmpe for hjemlandet. Cirka 220,000 ukrainere er siden den russiske invasion vendt hjem, skriver det østeuropæiske medie Nexta. Ifølge landets vagttjeneste ved grænsen til Ukraine drejer det sig om cirka 18.000 mænd og kvinder det seneste døgn.
Rusland gentog sin advarsel om en optagelse af Sverige og Finland i NATO. Dette ville få militære og politiske konsekvenser, sagde Sergej Beljajev, direktør for europæisk politik i det russiske undervisningsministerium, til Interfax.

### 14. marts 2022
Den 14. marts begyndte de to krigsdeltagere med en to dages forhandling, denne gang som videokonference.
I den omringede by Tjernihiv blev byens vand og gasforsyning afbrudt. Også flere boligblokke i Kyiv blev bombarderet.
Ruslands nationalgardes direktør Wiktor Solotow indrømmede, at den "militæriske operation" ikke kom så hurtigt frem som det var planlagt. 

### 15. marts 2022
I Kyiv modtog den ukrainske præsident regeringscheferne fra EU-landene Polen, Tjekkiet og Slovenien.
Ifølge egne angivelser har de ukrainske stridskræfter afværget russiske angreb ved flere fronter (ved Kyiv, Makariw, Mariupol, Mykolajiv og ved Lysytjansk). Således har fjenden om natten til den 15. under kampene i Mariupol haft indtil 150 faldne og har trukket sig tilbage. Flere medier meddelte den 15. marts, at omkring 20.000 indbyggere fra Mariupol i deres biler kører i retning mod Luhansk. Imidlertid er en hjælpekonvoj igen ikke kommet igennem til Mariupol.
Ifølge Pentagon vinder de russiske tropper ved de omringede byer ikke terræn.

### 16. marts 2022
Ifølge den ukrainske generalstab har den russiske hær mistet indtil 40 procent af sine enheder, der siden den russiske indmarch den 24 februar har medvirket i kampene.
Forhandlingerne mellem Ukraine og Rusland fortsætter i dag. Begge parter melder om forsigtig optimisme i forhold til mulige kompromisser, selvom der ifølge Ukrainerne er "grundlæggende uenigheder".
Om aftenen blev et teater i den belejrede by Mariupol angrebet. Satellitbilleder viser, at man på russisk havde skrevet "børn" uden for bygningen. Ifølge de lokale myndigheder befandt der sig mindst 500 civilister i teatret. Rusland afviser at have angrebet teatret.
Den russiske journalist Marina Ovsjannikova har ikke tænkt sig at forlade sit hjemland, selv om hun frygter for sin sikkerhed efter at have protesteret mod krigen i Ukraine på russisk stats–tv.

### 17. marts 2022
Det britiske forsvarsministerium meddelte, at den britiske efterretningstjeneste vurderer at invasionstropperne har væsentlige problemer med at forsyne tropperne med fødevarer og brændstof. Grundene er sandsynligvis det manglende luftherredømme, manglende brobygningskapacitet, og tilbageholdenhed med at bevæge sig i terrænet. Ukrainske angreb på de russiske forsyningslinjer tvinger de russiske stridskræfter til at bruge kræfter på at afvise disse angreb og dermed ikke have overskud til offensive angreb. 
Efter angivelser fra Mariupols byråd er der siden belejringen begyndte den 1. marts, beskadiget cirka 80 procent af byens lejligheder ; deraf er cirka 30 procent total ødelagt.
Ifølge den ukrainske grænsevagt er der siden den russiske invasion begyndte, rejst over 320.000 i udlandet boende ukrainere ind i Ukraine.

### 18. marts 2022
Ifølge det ukrainske militær blev de russiske enheder de ved Kyivs bygrænse trængt tilbage.
Ifølge Mariupols borgmester Wadym Boitschenko har der været kampe i bymidten med kampvogne og maskingeværer. Ifølge præsident Volodymyr Zelenskyj er der indtil nu reddet 130 mennesker i det teater i Mariupol, der blev bombet den 16. marts.

### 19. marts 2022
Ifølge det ukrainske militær angreb ukrainske enheder natten til den 19. marts igen den russiske besatte Kherson lufthavn i regionen Kherson oblast .
Den samme nat traf tre russiske raketter en kaserne ved Mykolaiv, hvor der var anbragt mere end 240 soldater. Mindst 50 døde blev bjerget. Samme dag udvidede det russiske militær deres bombarderinger af byen.

### 20. marts 2022
Ifølge Tjernihivs borgmester Wladyslaw Atroschenko er byens strøm- vand og varmeforsyning afbrudt. Boligområder og et sygehus blev beskudt.
Mariupols byledelse meddelte, at i den sidste uge er flere tusinder af byens beboer mod deres vilje blevet deporteret til Rusland.

### 21. marts 2022
Efter skøn fra det amerikanske Center for Strategic and International Studies (CSIS) sendte de russiske stridskræfter fra begyndelsen af overfaldet på Ukraine til den 21. marts over 1100 ballistiske missiler og krydsermissiler mod mål i Ukraine.

### 22. marts 2022
Den strategisk vigtige by Makariw, Kyiv oblast, blev tilbageerobret af de ukrainske tropper.Fra Makariw kan den vestlige motorvej fra Kyiv kontrolleres og dermed råder de ukrainske stridskræfter over en forsyningsrute.
Ukrainske stridskræfter har under svære kampe afværget et russisk angreb ved Hostomel.

### 23. marts 2022
Som reaktion på sanktionerne forlanger Rusland nu, at EU-staterne, USA, Storbritannien og Canada betaler den russiske naturgas med russiske rubler.

### 24. marts 2022
Forstaden Moschun nord for Kyiv, blev tilbageerobret.
Ifølge det ukrainske militær blev den russiske landingsbåd BDK-69 Orsk/Орск Projekt 1171 Alligartor/Tapir sænket i Berdyansk havn

### 25. marts 2022
Den 25. marts indrømmede Sergej Rudskoj, vicechef for generalstaben for Ruslands væbnede styrker, at man i Ukraine havde decimeret den ukrainske hær og dermed nået hovedmålet. Fra nu af vil man kun koncentrere sig om Donbass. Ifølge den russiske hær er der indtil nu 1.351 soldater dræbt og 3.825 såret. Men tallene kan være meget højere.
I den sydlige del af Ukraine har den ukrainske hær startet en offensiv med det mål at befri Kherson. Ifølge ukrainske og US-amerikanske angivelser blev russiske tropper fordrevet fra dele af byen. Den russiske generalløjtnant Sergej Rudskoj dementerede dette og hævdede, at byen stadig er under fuldstændig russisk kontrol.

### 26. marts 2022
Efter angivelser fra ukrainske og britisk side bliver Mariupol stadig bombet af russiske tropper.
Lviv blev ramt af flere raketter. Byen havde indtil da været skånet for vidtgående luftangreb. Fem mennesker blev såret.
Præsident Joe Biden besøgte dagen før i Polen stationerede US-amerikanske stridskræfter og mødtes den 26. marts med den polske præsident Duda, den ukrainske udenrigsminister Dmytro Kuleba og Ukraines forsvarsminister Oleksij Reznikow i Warszawa. Biden havde i de forgangne dage betegnet Putin som en krigsforbryder og en morderisk Diktator. I Polen sagde han også, at denne mand ikke burde blive ved magten.

### 27. marts 2022
De russiske stridskræfter havde ikke opgivet deres bestræbelser på at omgruppere sig til at udføre større offensive operationer nordvest for Kyiv. Den ukrainske generalstab berettede, at kampkraftsvage russiske enheder var blevet flyttet til Belarus for at blive udvekslet med friske enheder. De russiske stridskræfter havde sat alle enheder i Militærområde Øst omkring Kijev og omkring Tjernobyl under en enhedskommando, for at kunne koordinere deres operationer bedre.
I de sidste 24 timer havde de ukrainske stridskræfter flere steder slået begrænsede modangreb tilbage og vandt områder øst for Kijev, i Sumy oblast og omkring Kharkiv tilbage. Ligeledes efter angivelser fra den ukrainske generalstab er russiske angreb i regionerne Donetsk oblast og Luhansk oblast slået tilbage.

### 28. marts 2022
Ukrainske stridskræfter havde i de sidste 24 timer i byen Browary øst for Kyiv afværget et russisk angreb. De russiske landstridskræfter havde mistet angrebskraften i det nordøstlige Ukraine og havde i de sidste 24 timer ikke gennemført nogen vellykkede offensive operationer mod Tjernihiv, Sumy eller Kharkiv.
De russiske stridskræfter gjorde yderligere fremskridt i Mariupol, men kunne ikke i Mykolajiv vinde areal.
Det russiske militær har ifølge ukrainerne om natten fortsat luftangrebene blandt andre på byerne Kyiv, Lutsk, Rivne og Kharkiv. I Lutsk i det nordvestlige Ukraine blev et brændstofdepot ramt.
Rusland har meddelt at de vil indskrænke indrejse fra uvenlige stater.

### 29. marts 2022
Ifølge den russiske forsvarsminister Sergej Sjojgu vil de russiske styrker nu koncentrerede sig i den østlige region Donbass. "Befrielsen" af Donbass er nu hovedopgaven, sagde han ifølge det russiske nyhedsagentur Interfax. Den første hovedopgave er afsluttet.
Regeringen i Kyiv meddelte, at de igen genoptog evakueringen af de omkæmpede ukrainske byer. I dag er tre humanitære korridorer blevet frigivet, erklærede den stedfortrædende regeringschef Iryna Vereshchuk i onlinetjenesten Telegram.

### 30. marts 2022
Rusland har ikke gennemført nogen offensive operationer omkring Kyiv og trak derfra tropper til Belarus, for sandsynligvis der at omgruppere sig. For eventuelle fremtidige offensive operationer omkring Kyiv holder de Imidlertid stillingen. Ukrainske stridskræfter har afvist flere russiske angreb i oblaterne Donetsk og Luhansk og russiske stridskræfter har indtaget flere arealafsnit i Mariupol, men led store tab under kampene.
Under samtalerne mellem den russiske og den ukrainske delegation i Istanbul havde der efter angivelser fra Kreml den 30. marts ikke været nogen gennembrud. Samtalerne om en mulig fredsaftale fortsætter to dage senere, udtalte den ukrainske forhandler David Arakhamia.

### 31. marts 2022
Energoatom, det ukrainske agentur, som overvåger Tjernobyl-atomkraftværket, meldelte at de russiske tropper har forladt anlægget. Der er forekommet tilfælde af strålesyge, som har ført til panik og næsten til mytteri.

## April 2022

### 1. april 2022
Det britiske forsvarsministerium meddelte om eftermiddagen den 1. april, at ukrainerne har tilbageerobret landsbyerne Sloboda og Lukashiwka syd for Tjernihiv og indtaget stillinger ved hovedforsyningsruten mellem Tjernihiv og Kyiv. Ukrainerne gennemførte også vellykkede, men begrænsede modstød mod russiske stridskræfter øst og nordøst for Kyiv. Både Tjernihiv og Kyiv var udsat for flere russiske luft- og raketangreb.

### 2. april 2022
De russiske tropper trak sig ud af det nordøstlige Kyiv, mens angrebene i sydøst tog til. Mariupol og Tjernihiv nordøst for Kyiv blev angrebet fra luften.
Ifølge det britiske efterretningstjeneste blev der omkring Kyiv tilbageerobret 30 landsbyer. De russiske tropper trak sig også tilbage fra spærrezonen omkring Tjernobyl-atomkraftværket, lufthavnen ved Kyiv-Hostomel og fra grænseområderne ved Belarus. De forlæggges til Donbass og til Kharkiv.

### 3. april 2022
Den britiske udenrigsminister Liz Truss krævede efter bekendtgørelsen af ligfundene i de af de russiske tropper forladte byer, at de på civilister i Ukraine begåede grusomheder skal forfølges som krigsforbrydelser ved Den Internationale Straffedomstol.

### 4. april 2022
Zelenskyj anklagede Rusland for folkedrab og sagde at vestens sanktioner ikke er nok til at imødegå de russiske handlinger. USA vil suspendere Rusland fra FN's menneskerettighedsråd. Putin underskrev et dekret om at uvenlige landes borgeres nægtes visum til Rusland.
Pressetalskvinden i det russiske forsvarsministerium, Maria Zakharova, beskyldte USA og Nato for at have "bestilt" billeder af døde civile i Bucha som en del af et komplot mod Rusland.
Joe Biden fordømte drabene og erklæret, at Putin skal stå til ansvar for krigsforbrydelserne i Bucha.

### 5. april 2022
I en tale til FN's sikkerhedsråd fortæller den ukrainske præsident, Volodymr Zelenskyj, at russiske soldater har begået en lang række grusomheder under invasionen. FN’s Sikkerhedsråd lever slet ikke op til sin rolle, sagde Zelenskyj og efterlyste reformer.

### 6. april
Pave Frans kritiserer de internationale organisationers magteløshed og fejlslagne strategi til at stoppe invasionen.
Regionerne Kharkiv, Luhansk og Donetsk var onsdag udsat for de værste bombardementer siden invasionen 24. februar. I byen Sievjerodonetsk i den del af provinsen Luhansk, der er under Ukraines kontrol, landede granater og raketter med faste intervaller.

### 7. april
De russiske stridskræfter koncentrerer sig nu overvejende om at få kontrol over den østlige del af Ukraine, hvor der meldes om hårde kampe. Ukraines præsident beder igen Vesten om at gå hårdere til Rusland med sanktioner.
FN's generalforsamling suspenderede Rusland fra FN's menneskerettighedsråd. 93 stemte for, 24 stemte imod.

### 8. april
Ifølge det britiske efterretningsvæsen har de russiske tropper trukket sig helt ud af det nordlige Ukraine og taget over grænsen til Belarus og Rusland. Ifølge US-angivelser har mindst 24.000 russiske soldater forladt områderne omkring Kyiv og Tjernihiv. 
Ruslands raketstridskræfter har ifølge egne angivelser om morgenen den 8. april beskudt 81 „militærobjekter“. Ved et raketangreb på banegården i Kramatorsk, hvor mennesker ventede på at blive evakueret, er der efter ukrainske angivelser blevet dræbt 50 personer og 100 såret.

### 9. april
Europa-Kommissionen har på en international donorkonference i Warszawa doneret 10 milliarder euro til støtte for Ukraine og til landene, som modtager flygtningene.

### 10. april
Satellitbilleder fra dokumenterede en cirka 13 kilometer lang russisk militærkonvoj på vej gennem den østukrainske by Welykyj Burluk i kørselsretning mod Kharkiv.
I landsbyen Busowa vest for Kyiv er der opdaget en massegrav med et stort antal civilister.

### 11. april
Efter egne angivelser har stridskræfter fra den selvudnævnte folkerepublik Donetsk indtaget Mariupols havn.

### 12. april
Den ukrainske politifuldmægtige indledte i 2019 en undersøgelse af den ukrainske oligark og politiker Viktor Medvedtjuk på grund af anklager for forræderi og separatisme. Anklagen mod Medvedtjuk bygger på hans forslag om, at Ukraine giver Donbass-regionen uafhængighed, så Donbass får sit eget parlament. Den 12, april blev han arresteret af de ukrainske myndigheder, og der blev delt et fotografi af ham iført camouflageuniform og håndjern.

Mariupols borgmester berettede, at siden den russiske invasion begyndte er cirka 21.000 civile indbyggere i havnebyen blevet dræbt.
Forhandlingerne mellem ukrainerne og russerne for at få en afslutning på de krigeriske handlinger fortsætter online.

### 13. april
Både Rusland og Ukraine hævder at de har opnået militær fremgang i Mariupol.<
Ifølge en meddelelse fra Odessas guvernør Maksym Martschenko, blev den russiske Sortehavsflådes flagskib, missilkrydseren Moskva ramt af 2 ukrainske Neptun sømålsmissiler og sat i brand, hvorefter ammunition ombord eksploderede og 510 besætningsmedlemmer blev evakueret.

### 14. april
Den russiske hær har ifølge egne angivelser beskudt en lufthavn i den østukrainske by Dnipro. Derudover er to våbenlagre blevet angrebet i områderne Odessa og Donetsk.
Ifølge ukrainske informationer er missilkrydseren Moskva sunket.
Ukraines parlament klassificerede Rusland som en „nynazistisk terrorstat“, der udfører folkedrab mod det ukrainske folk.

### 15. april
Byerne Kyiv, Kherson, Kharkiv og Ivano-Frankivsk meldte om svære eksplosioner.
Ifølge ukrainske angivelser blev russiske enheder slået tilbage ved forsøg på at indtage byerne Popasna og Rubischne ved Luhansk.

### 16. april
Ifølge det russiske forsvarsministerium beskød og ødelagde den russiske hær en panserfabrik i Kyiv-bydelen Darnyzja. Der blev også udført angreb på et værk for panserteknik og på et lager med raketter og artilleri i byen Mykolaiv og angreb i området omkring havnebyen Odessa og i Poltava.
Om kampene i Mariupol var der modstridende angivelser. 2500 ukrainske soldater skulle have forskanset sig i stålværket Asowstal. Deres situation er katastrofal.

### 17. April
Mariupol har været omringet siden begyndelsen af marts. Om natten opfordrede den russiske hær igen de ukrainske stridskræfter i Mariupol til at overgive sig. Rusland indsatte et Tupolev Tu-22M supersonisk bombefly til at angribe stålværket Asowstal i Mariupol. 

### 18. april
Ifølge Lvivs borgmester ramte 4 raketter byen.
Kharkiv står igen under beskydning. Mindst 15 mennesker døde.
Belejringen om de cirka 2.500 ukrainske soldater på Mariupols stålværk strammer til. Den russiske forsvarsminister truede med at udslette forsvarerne.
Ifølge den ukrainske generalstab begyndte Rusland den ventede offensiv i det østlige Ukraine, især i områderne Kharkiv oblast og Donetsk oblast.

### 19. april
Om natten den 19. april skete der ifølge de ukrainske medier eksplosioner langs med frontlinjerne ved Mykolaiv, Zaporizjzja, Marjinka, Slavjansk, Kramatorsk og Kharkiv.

### 20. april
Om morgenen den 20. april blev der meldt, at prorussiske separatister havde indtaget byen Kreminna i Luhansk oblast. Ifølge en analyse fra US-Krigsforkningsinstituttet "Institute for the Study of War" (ISW) var dette den eneste russiske jordoffensiv, med betydende fremskridt som er sket indenfor de sidste 24 timer.

### 21. april
Efter britiske angivelser har det russiske militær vundet areal i regionen før Kramatorsk og nærmer sig byen. I det østlige Ukraine forsøger det russiske militær at ødelægge det ukrainske luftforsvar.
Den lige siden krigens begyndelse belejrede havneby Mariupol blev ifølge det russiske militærs angivelse erobret med undtagelse af stålværket Asow- i den østlige del af byen. Ruslands præsident Vladimir Putin befalte den 21 april, at stålværket ikke skal stormes, men sættes under en blokade.

### 22. april
Kommandøren for de russiske stridskræfter general Rustam Minnekajew erklærede til det russiske nyhedsbureau ITAR-TASS, at de russiske stridskræfters mål er at få fuldstændig kontrol over Donbass og Sydukraine og dermed opnå en landkorridor til Krim og skabe en tilgang til Transnistrien.

### 23. april
Havnebyen Odessa er den 23. april blevet beskudt flere gange. Ifølge lokale myndigheder blev også boliger ramt af raketter.
Moldovas udenrigsministerium har indkaldt den russiske ambassadør til samtale på grund af general Rustam Minnekajews udtalelser.

### 24. april
Ukraine beskylder Rusland for at have tvunget værnepligtige og medicinsk personale i de besatte områder til at tjene ved fronten.

### 25. april
De russiske stridskræfter har efter egne angivelser om natten bombarderet 56 af det ukrainske militærs faciliteter.
Det ukrainske militær erklærede om morgenen den 25. april, at de havde afværget flere russiske angreb i retning af Izjum og Kramatorsk.

### 26. april
Det britiske forsvarsministerium skønnede den 26. april at de russiske landoperationer i Østukraine, er et forsøg på at omringe og isolere de ukrainske styrker og støde til byerne Slovjansk og Kramatorsk fra nord og øst.

### 27. april
Ifølge det britiske forsvarsministerium kontrollerer ukrainerne igen en stor del af det ukrainske luftrum. Det er ikke lykkedes, at ødelægge det ukrainske luftvåben.

### 28. april
Ifølge den ukrainske jernbane fortsætter det russiske militær angrebene på banegårde, broer og skinner. Indtil nu er over 100 beskæftigede ved den ukrainske jernbane blevet dræbt.

### 29. april
I en analyse fra det britiske forsvarsministerium blev operationen i Donbass stadig vurderet som de russiske stridskræfters primære fokus med det mål, at få fuldstændig kontrol over oblasterne Donetsk og Luhansk. De vigtigste kampe var i Lysytjansk og Severodonetsk med et forsøg på et hovedstød fra Izjum i retning mod Slavjansk. Med heftig ukrainsk modstand opnåede de russiske kræfter kun en begrænset arealgevinst med store tab.

### 30. april
Ruslands udenrigsminister erklærede, at Rusland ikke ønsker en atomkrig: Risikoen for en bevæbnet konflikt mellem atommagter skal indskrænkes til et minimum eller helt forhindres. Lavrov kritiserede igen NATO for at levere våben til Ukraine. Lavrov, der tidligere har advaret om risikoen for en Tredje verdenskrig, erklærede den 30. april, at ideen om at Rusland truer vesten med anvendelsen af atomvåben, er falsk.

## Maj 2022

### 1. maj
Det britiske forsvarsministeriums situationsrapport den 1. maj handler om de russiske bestræbelser for at indsætte en prorussisk administration i det besatte Kherson og fra den russiske side meddele, at det opnåede mål nu er varig og at rubelen indføres som betalingsmiddel. Det britiske forsvarsministerium leder derudfra at Kherson er et nøgleområde for de videre russiske operationer i det nordvestlige Ukraine.

### 2. maj
Ukrainske stridskræfter afværgede efter egen fremstilling en række russiske angreb i retning mod storbyen Zaporizjzja i den sydlige del af landet og stabiliserede fronten i den sydøstlige del af byen.

### 3. maj
Trods mislykkede videre evakueringer af civilister fra det belejrede stålværk Azovstal har de russiske tropper genoptaget beskydningen og angrebet af området. Rusland har efter egne angivelser med raketter beskudt et logistikcentrum på en militærflyveplads ved Odessa og derved ødelagt en hangar med vestlige våbenleveringer.

### 4. maj
I den daglige situationsmeddelelse fra fra det det britiske forsvarsministerium blev der vurderet at indsatsen af 22 russiske bataljoner i området Izjum, at de er på vej mod Kramatorsk og Severodonetsk . Så kunne kontrollen over det nordøstlige Donbass blive konsolideret og blive et mellemmål til at omringe de ukrainske tropper. 
Efter et skøn fra Center for Strategic and International Studies (CSIS) har de russiske stridskræfter siden begyndelsen af overfaldet affyret over 1950 ballistisk missiler og krydsermissiler mod mål i Ukraine.

### 5. maj
Efter et skøn fra det britiske forsvarsministerium er de belarussiske manøvrer som begyndte den 4. maj normale aktiviteter, men er for Rusland fordelagtig, da de vil binde de ukrainske kræfter i nord.

### 6. maj
Det britiske forsvarsministerium berettede om russiske angreb de sidste to dage på stålværket Azovstal; dette står i modsætning til officielle russiske angivelser, at værket kun skulle omringes.

### 7. maj
Ruslands militær oplyser, at de har ødelagt et stort lager af militært udstyr fra USA og europæiske lande nær Bohodukhiv-banegården i Kharkiv oblast. De hævdede også, at de om natten havde ramt 18 ukrainske militærfaciliteter, herunder tre ammunitionslagre.
Ukraines hær oplyser lørdag, at de med en Baykar Bayraktar TB2-drone har sænket et russisk landgangsfartøj ved Slangeøen i Donau-deltaet.

### 8. maj
Oblast Luhansks guvernør, Serhij Hajdaj, meldte, at russiske tropper har erobret byen Popasna i Luhansk oblast og undveget de ukrainske troppers stillinger udenfor byen. Derudover er Popasna på grund af to måneders beskydning „total ødelagt“. I den samme Oblast blev en skole i Bilohoriwka, hvor 90 personer havde søgt tilflugt i skolens beskyttelsesrum, beskudt. 60 mennesker døde.

### 9. maj
Nyhedsbureauet Reuters berettede om en indkaldelse den 12 maj af FN's menneskerettighedsråd med henvisning til de i Ukraine begåede krigsforbrydelser.

### 10. maj
Ved en høring i Senatet i USA vurderede den amerikanske efterretningschef Avril Haines, at Rusland ikke er tilfreds med at have en anneksion af Donbass som krigsmål, Rusland vil stadig forfølge sine strategiske mål i Europa og vil indstille sig på en længere krigsføring. Rusland regner med at det amerikanske og europæiske engagement i Ukraine vil svækkes på grund af stigende inflation og fødevareknaphed. Man kan sandsynligvis ikke regne med et russisk forhandlingsberedskab.

### 11. maj
Det britiske forsvarsministerium berettede om en forstærkelse af kampen om Slangeøen og det derværende havområde. Rusland forsøger, at forstærke sine stillinger, og med indsats af luftvåben og krydsermissiler at dominere den nordvestlige del af Sortehavet. Ukraine har succes med at angribe russiske luftforsvars- og forsyningsskibe med bayraktar-droner. Efter Ruslands flådes tilbagetog til Krim og efter tabet af krydseren «Moskva» har Ruslands forsyningsskibe i den vestlige del af Sortehavet kun minimal beskyttelse.

### 12. maj
Omkring 25 kilometer fra byen Lyman i Donetsk oblast led en russisk bataljon med omkring 1000 soldater svære tab, da de ved hjælp af en pontonbro med flere militærkøretøjer ville krydse floden Donets og derved blev beskudt af ukrainsk artilleri og raketter.

### 13. maj
Institute for the Study of War ISW henviser til flere tiltagende beretninger om de russiske troppers demoralisering og lydighedsnægtelse i det østlige Ukraine. Også den ukrainske modoffensiv ved Kharkiv tvang de russiske tropper til forsvarskampe i stedet for angrebskampe.

### 14. maj
Institute for the Study of War ISW vurderer den 14. maj følgende:
Den russiske militærføring har sandsynligvis besluttet sig til, at trække sig fuldstændig tilbage fra sine stillinger ved byen Kharkiv. De russiske enheder havde indtil nu forsøgt med få undtagelser, at hævde sig mod de ukrainske stridskræfter.

### 15. maj
Ukraine hævdede at have indledt et modangreb mod russiske styrker i nærheden af Izjum.
Det britiske forsvarsministerium vurderer i sin morgenanalyse den nuværende militæriske situation: Rusland har indtil midten af maj sandsynligvis mistet en tredjedel af sine kamptropper, der blev indsat siden februar.

### 16. maj
Der er sandsynligvis en afslutning på belejringen af Mariupol på grund af evakueringen af de ukrainske styrker på stålværket Azovstal. Viceforsvarsminister Hanna Malyar sagde: "Takket være forsvarerne af Mariupol fik Ukraine tid til at danne reserver og omgruppere styrkerne. Og de opfyldte alle deres opgaver. Men det var umuligt at fjerne blokeringen af Azovstal med militære midler". 211 soldater blev evakueret via en humanitær korridor til Olenivka . Yderligere 260 soldater, herunder 53 alvorligt sårede blev bragt til et hospital i Novoazovsk. Begge byer i det østlige Ukraine har siden 2014 været kontrolleret af prorussiske separatister. Hanna Malyar siger dog, at alle de evakuerede soldater vil få muligheden for at "vende hjem" ved hjælp af fangeudvekslinger.

### 17. maj
Ukraine og Rusland ophørte den 17. maj foreløbig forhandlingerne om at slutte krigen. Baggrunden er – efter ukrainske angivelser – Ruslands krav om en diktatfred, som ukrainerne ikke vil acceptere, såsom den russiske førings opfattelse, at der eksisterer en "Ukrainsk nazisme“, men ingen "russisk". Betingelserne for en forsættelse af forhandlingerne er konkrete forslag. Den ukrainske forhandler og præsidentrådgiver Mychajlo Podoljak erklærede, at der kun kan diskuteres en våbentilstand efter et tilbagetog af de russiske tropper. Der russiske viceudenrigsminister Andrei Rudenko erklærede, at ukrainerne har forladt forhandlingerne.

### 18. maj
Ifølge russiske angivelser har yderligere 694 ukrainske soldater i de sidste 24 timer overgivet sig på stålværket i Mariupol. Dermed har 959 soldater overgivet sig siden den 15. maj, derunder er 80 sårede. De ukrainske hærenheders kommandant skulle stadig befinde sig på stålværket.

### 19. maj
Den amerikanske tænketank ISW berettede i sin analyse, at russiske tropper fra området Kharkiv den 19. maj blev flytte til Donetsk, for at udligne de derværende tab. Ifølge US-kilder, har de russiske stridskræfter stadig 106 taktiske bataljonsgrupper i indsats i Ukraine, men måtte opløse og sammenlægge nogen af dem, for at udligne tabene.

### 20. maj
Den 20. maj meddelte kommandant Denys Prokopenko, i det omringede stålværk Azovstal i Mariupol, at han er blevet kommanderet til at overgive sig sammen med de tilbageblevne soldater.
Rusland ramte Kulturpaladset-bygningen i Lozova i Kharkiv-regionen med missiler. Den ukrainske præsident Volodymyr Zelenskyj fordømte angrebet og beskrev det som "absolut ondskab" og "absolut dumhed".

### 21. maj
ISW analyserede formodede russiske hensigter, omringe og indtage Severodonetsk, efter at angrebene på andre angrebspunkter, særlig på Izjum er gået i stå. Under dette synspunkt vil den russiske hær udnytte terrængevinsterne i buen Rubizjne-Severodonetsk-Luhansk-Popasna og endelig omringe og belejre Severodonetsk – den sidste hjørnesten i Luhansk oblast.

### 22. maj
Den ukrainske præsident Volodymyr Zelenskyj forlængede landets krigsret i tre måneder til den 22. august 2022.
Ruslands hær hævdede, at de har ramt ukrainske styrker med luftangreb og artilleri i Mykolaiv og Donbass regionerne, rettet mod kommandocentre, tropper og ammunitionslagre.

### 23. maj
Denis Pusjilin, lederen af Folkerepublikken Donetsk, sagde, at de ukrainske soldater, der overgav sig ved Azovstal-stålværket i Mariupol, ville stå over for en retssag i separatistregionen. Han specificerede dog ikke, hvad de ville blive anklaget for.

### 24. maj
Kirill Stremousov, vicechefen for den civil-militære regionale administration i Kherson, sagde, at der ville blive fremsat en anmodning til Rusland om at oprette en militærbase i Kherson. Han tilføjede, at en russisk militærbase var afgørende for sikkerheden i regionen og dens indbyggere.

Ukraine hævdede, at russiske styrker havde indledt et fuldstændigt angreb for at omringe ukrainske tropper i byerne Severodonetsk og Lysytjansk, som er beliggende på henholdsvis øst- og vestbredden af floden Donets.

### 25. maj
Den Russiske Føderations statsduma vedtog en lov, der tillader rekruttering af ældre soldater. Et notat, der fulgte med lovforslaget, lød: "Til brug af højpræcisionsvåben, betjening af våben og militært udstyr er der brug for professionelle specialister. Erfaringen viser, at de bliver det i 40-45 års alderen."
Russiske styrker har beskudt Severodonetsk med morterer. Ukraine hævdede, at 6 mennesker blev dræbt.

### 26. maj
Ukraine hævdede at der er russiske offensive operationer på tværs af flere sektorer af fronten, med indsatsen fokuseret på at etablere fuld kontrol over byen og jernbanenettet i Lyman i Donetsk oblast, som en del af påståede forberedelser til et fornyet angreb på Slavjansk.

### 27. maj
Ukrainske embedsmænd vurderer, at 90 % af bygningerne i Severodonetsk er blevet beskadiget.
Ifølge britiske regeringseksperter, vil russerne fra slutningen af maj indsætte 50 år gamle T-62 kampvogne for at udligne taberne af moderne kampvogne.

### 28. maj
Ifølge Ukraines guvernør i Luhansk oblast må ukrainske styrker nær Severodonetsk sandsynligvis trække sig tilbage fra oblasten for ikke at blive omringet og fanget af russiske styrker.
Rusland erobrede Lyman i Luhansk oblast. Lyman er vigtig, da den har vej- og jernbanebroer, der krydser floden Donets.

### 29. maj
Den amerikanske tænketank "The Institute for the Study of War" udtalte, at russiske styrker havde lidt store tab i slaget ved Severodonetsk, men at Ukraine også havde tab.
Præsident Volodymyr Zelenskyj har aflagt sit første officielle besøg uden for Kiev, siden krigens start, for at besøge Kharkiv.

### 30. maj
Guvernøren i Luhansk oblast Serhiy Haidai sagde, at russiske tropper var kommet ind i udkanten af Severodonetsk.
USA's præsident Joe Biden har afvist at sende langtrækkende raketter til Ukraine, som kan give ukrainske styrker mulighed for at ramme mål i Rusland.

### 31. maj
Ukraine hævder at have en begrænset modoffensiv i den nordlige del af Kherson oblast. Russiske styrker har angiveligt iværksat en række angreb i løbet af de sidste 48 timer mod ukrainske stillinger nær floden Inhulets, tilsyneladende uden at nogen af parterne har gjort fremskridt.

## Juni 2022

### 1. juni
USA har indvilliget i at sende langt rækkende raketter (High Mobility Artillery Rocket System) til Ukraine. Kun på forsikring fra Ukraines ledere om, at det ikke ville blive brugt mod mål i Rusland.
En kemisk fabrik i Severodonetsk blev ramt af russiske bomber, ifølge Ukraine, en salpetersyretank. Det tvinger folk til at blive indendørs.

### 2. juni
Den amerikanske militærkommando U.S. Cyber Command bekræftede, at den udførte cyberoperationer på vegne af Ukraine. General Paul Nakasone, chefen for USCYBERCOM, sagde: "Vi har gennemført en række operationer over hele spektret: offensive, defensive og informationsoperationer. 

### 3. juni
Den 3. juni erklærede EU, at det ikke vil anerkende russiske pas udstedt til ukrainske statsborgere i Kherson og Zaporizjzja regionerne.

### 4. juni
Præsident Zelenskyj hævdede, at russisk artilleri ramte Svjatohirska Kloster, et tidligt 1600-tals ukrainsk-ortodoks kloster i det østlige Ukraine, og opslugte dens hovedkirke i flammer. Rusland nægtede involvering og anklagede ukrainske tropper for at sætte ild til klostret, før de trak sig tilbage.

### 5. juni
Ukraine hævdede at have dræbt chefen for den 29. armé i Rusland 29, generalløjtnant Roman Berdnikov. Derudover blev generalmajor Roman Kutuzovs død bekræftet af det russiske stats-tv. Kutuzov blev dræbt den 5. juni 2022 i slaget om Severodonetsk-Lysytjansk nær Lysytjansk.

### 6. juni
Den ukrainske hær hævdede, at den havde skubbet Ruslands Sortehavsflåde tilbage til en afstand på mere end 100 kilometer fra Ukraines Sortehavskyst. 

### 7. juni
Hjemmesiden for det russiske ministerium for byggeri, boliger og forsyningsvirksomhed blev hacket. Forsøg på at åbne hjemmesiden gennem en internetsøgning førte til et "Ære til Ukraine"-skilt på ukrainsk.

### 8. juni
Op til 100 lig fundet i ruinerne af højhuse i Mariupol bliver transporteret til lighuse og lossepladser, sagde en borgmesterassistent onsdag ifølge Associated Press. Petro Andryushchenko beskrev fjernelsen af ligene som en "endeløs dødskaravane" i et indlæg på Telegram. 
Moskvas overrabbiner, Pinchas Goldschmidt, flygtede fra Rusland efter at have afvist offentligt at støtte krigen i Ukraine.

### 9. juni
En domstol i det russisk-kontrollerede Donetsk har dømt to briter og en marokkaner til døden. Angiveligt anses de tre for at være lejesoldater og er blevet dømt for terror. Ifølge Storbritannien har mændene kæmpet for den ukrainske hær og har ret til at blive behandlet som krigsfanger.

### 10. juni
Den ukrainske vicechef for militær efterretning, Vadym Skibitsky, siger, at Ukraine næsten er løbet tør for ammunition. Ukraine har næsten opbrugt sine forsyninger af artilleriammunition og er afhængige af Vesten for at levere dem. Europas forsyning af ammunition er også begrænset, og den skal genopbygges.

### 11. juni
Præsident Zelenskyj hævdede, at Ukraine havde indledt luftangreb i den sydlige region af det russiske besatte Kherson.

### 12. juni
Den ukrainske præsident anslår det russiske tabstal til 32.000 døde soldater.

### 13. juni
Ifølge den ukrainske politiker Serhiy Haida er den sidste af tre broer, der forbinder Severodonetsk med resten af Ukraine, blevet ødelagt. Han har sagt om de tilbageværende beboere i byen: "ekstremt vanskelige forhold". Russiske styrker kontrollerer 70 % af byen.

### 14. juni
Fem blev dræbt og toogtyve blev såret som følge af den ukrainske beskydning af Donetsk.

### 15. juni
Ruslands væbnede styrker hævdede, at de havde ødelagt et ammunitionslager i Donetsk-regionen og en luftkontrolradarstation i Lysytjansk. Rusland hævdede også, at det havde dræbt 300 ukrainske soldater som følge af hårde kampe.

### 16. juni
Den tyske forbundskansler Olaf Scholz, den franske præsident Emmanuel Macron, den italienske ministerpræsident Mario Draghi og Rumæniens præsident Klaus Johannis rejste den 16. juni til Kyiv. De fire statsledere vil støtte, at Ukraine øjeblikkeligt bliver EU-kandidatland. Scholz sagde, at "Ukraine hører hjemme i den europæiske familie".

### 17. juni
Admiral Sir Tony Radakin, chef for den britiske forsvarsstab, sagde: "Præsident Putin har brugt omkring 25% af sin hærs magt til at vinde et lille territorium og 50.000 mennesker er enten døde eller sårede".
Præsident Putin talte på et økonomisk forum i Skt. Petersborg om økonomiske sanktioner og sagde: "Den økonomiske blitzkrig mod Rusland havde lige fra begyndelsen ingen chance for at lykkes". Han hævdede endvidere, at det ville skade dem, der pålægger dem, mere end Rusland og kalder dem "gale og tankeløse". Han sagde til investorerne: "Invester her. Det er mere sikkert i dit eget hus. De, der ikke lyttede til dette, har mistet millioner i udlandet." 

### 18. juni
Ifølge den ukrainske general Wolodymyr Karpenko har Ukraines hær siden begyndelsen af det russiske angreb tabt 1300 infanteri-kampfartøjer, 400 kampvogne og 700 artillerisystemer.

### 19. juni
Ifølge det russiske militær blev en kommandopost i nærheden af Dnipro ramt med flere Krydsermissiler, og at "over 50 generaler og officerer fra det ukrainske militær blev elimineret i angrebet"..

### 20. juni
Guvernøren i Luhansk oblast Serhiy Haidai bekræftede, at de russiske styrker erobrede Metyolkin i Severodonetsks østlige udkant.

### 21. juni
Ifølge MoD havde Folkerepublikken Donetsks milits mistet 55 % af sin styrke under kampene i Donbass. DPR-ombudsmanden hævdede, at 2.128 krigere var blevet dræbt, 8.897 såret, og 654 civile var blevet dræbt. Ukraines efterretningstjeneste hævder, at siden Rusland er holdt op med at sende værnepligtige, er de afhængige af lokale krigere.

### 22. juni
To droner, der fløj fra Ukraines retning, ramte et større russisk olieraffinaderi ved Novosjakhtinsk i Rostov oblast.

### 23. juni
Russiske tropper omringede ukrainske tropper i byerne Zolote og Hirske i Luhansk oblast.

### 24. juni
Den 24. juni blev ukrainske styrker beordret til at trække sig tilbage fra byen Sjevjerodonetsk ifølge Serhiy Haidai: "At forblive i stillinger, der ubønhørligt er blevet beskudt i flere måneder, giver bare ikke mening. Vore soldater har modtaget ordre om at trække sig tilbage til nye stillinger, og derfra fortsætte deres operationer. Lederen af Hirske kommune Oleksiy Babchenko meddelte, at hele byen er under russisk kontrol.

### 25. juni
Den 25. juni 2022 begyndte Ukraine at indsætte M142 HIMARS raketsystemet ifølge Ukraines generalstab, Valeriy Zaluzhnyi : "Artillerister fra Ukraines væbnede styrker ramte flere mål - fjendens militære mål på vores, ukrainske, territorium".

### 26. juni
Rusland affyrede 14 missiler mod Kiev, nogle af dem var X101-missiler affyret fra Tu-95 og Tu-160 bombefly over Det Kaspiske Hav, og beskadigede boligbygninger og en børnehave. Angrebene var de første angreb på Kiev i tre uger og dræbte en person og sårede seks andre.

### 27. juni
Rusland affyrede missiler mod et indkøbscenter i Krementjuk med mere end 1.000 mennesker inde i centeret og dræbte mindst to mennesker og sårede mindst 20 andre.

### 28. juni
Russiske styrker fortsatte med at beskyde Kharkiv by og bosættelser i dens nærhed. Desuden lancerede de mislykkede operationer i det nordvestlige Kharkiv oblast, sandsynligvis for at forhindre ukrainske styrker i at nå grænsen mellem Rusland og Ukraine, og for at forsvare dets positioner nær Izjum.
Ukrainske styrker har angiveligt generobret bosættelserne Zelenyi Hai og Barvinok nord for byen Kherson.

### 29. juni
Russiske tropper trak sig tilbage fra Slangeøen.

### 30. juni
Den 30. juni 2022 blev det bekendtgjort at ukrainerne havde generobret Slangeøen. Russerne sagde imidlertid, at de havde trukket sig ud af god vilje, med tanke på udførslen af korn fra ukrainske havne, mens ukrainerne sagde at det skete efter deres bombardement, som var blevet muliggjort af haubitsere leveret fra venligsindede lande.
Ifølge det russiske forsvarsministerium er mere end 6000 ukrainske soldater krigsfanger.

## Juli 2022

### 1. juli
Den russiske hær affyrede tre missiler mod landsbyen Serhiivka i Odessa oblast i Ukraine og ødelagde en boligbygning og et rekreativt center. Mindst 21 mennesker blev dræbt..

### 2. juli
To briter, Andrew Hill og Dylan Healy, er blevet anklaget af Folkerepublikken Donetsk for at være lejesoldater, den samme anklage, som to andre briter, Shaun Pinner og Aiden Aslin, blev dømt for i juni og dømt til døden for.

### 3. juli
Præsident Volodymyr Zelenskyj har erkendt tabet af Luhansk oblast og siger: "Hvis lederne af vores hær trækker folk tilbage fra bestemte punkter ved fronten, hvor fjenden har den største fordel i ildkraft, og det gælder også for Lysytjansk, betyder det kun én ting. At vi vil vende tilbage takket være vores taktik, takket være stigningen i udbuddet af moderne våben". Den ukrainske hær sagde i en erklæring om tilbagetrækningen fra Lysychansk: "Fortsættelsen af forsvaret af byen ville føre til fatale konsekvenser. For at bevare livet for ukrainske forsvarere blev der truffet en beslutning om at trække sig tilbage." 
Sergej Sjojgu, den russiske forsvarsminister, har informeret den russiske præsident Vladimir Putin om, at hele Luhansk-oblast er blevet befriet".

### 4. juli
Den ukrainske guvernør i Luhansk oblast, Serhiy Gaidai, sagde om russiske styrker, der kæmpede i Luhansk: "at de ikke tager alle deres sårede med sig". Han fortalte til det ukrainske TV "Hospitalerne er fulde til bristepunktet - ligesom lighusene," og sagde også: "Alle styrker fra den russiske hær og reserver er blevet omdirigeret til Luhansk. De lider store tab.

### 5. juli
Den russiske statsduma begyndte at forberede lovgivning for at konvertere til en krigsøkonomi for at kunne beordre virksomheder til at producere krigsforsyninger og få arbejdere til at tage overarbejde.

### 6. juli
Igor Konashenkov, det russiske forsvarsministeriums cheftalsmand, hævdede, at russiske luftaffyrede højpræcisionsmissiler havde ødelagt to amerikansk-forsynede HIMARS-systemer i Ukraine. Det ukrainske militær afviste påstanden.

### 7. juli
Præsident Zelenskyj har sagt om artilleriet fra de vestlige lande: "Det reducerer den russiske hærs offensive potentiale betydeligt. Besætternes tab vil kun stige hver uge". 

### 8. juli
Alexei Gorinov, et byrådsmedlem i Moskva, har modtaget en fængselsdom på 7 år. Den 15. marts blev han filmet og sagde: "Hvilken slags børnetegnekonkurrence kan vi tale om til børnenes dag, når vi har børn, der dør hver dag?" Under sin domsafsigelse holdt han et plakat op, hvor der stod: "Har du stadig brug for denne krig?". Efter sin domsafsigelse sagde han: "De tog min blyant, de tog min sommer, og nu har de taget syv år mere af mit liv".

### 9. juli
Pro-russiske besættelsesmyndigheder i Kharkiv oblast har afsløret et nyt flag indeholdende den russiske kejserlige dobbelthovedet ørn og symboler fra det 18. århundredes Kharkivs våbenskjold. Ifølge lederen af besættelsesmyndigheden er de et "symbol på de historiske rødder af Kharkiv oblast som en umistelig del af russisk land".”
Raketter affyret af russiske styrker ramte en boligblok i Tjasiv Jar og dræbte mindst 15 mennesker.

### 10. juli
Iryna Vereshchuk, Ukraines vicepremierminister og minister for reintegration af midlertidigt besatte områder, opfordrede ukrainske flygtninge, der "afventede krigen" inde på russisk territorium, til straks at vende tilbage til Ukraine eller evakuere til EU- lande og advarede om, at et "jerntæppe" hæmmede deres evne til at flygte. Hun hævdede, at russerne allerede var begyndt at oprette "filtreringslejre" ved grænserne til Estland for at forhindre ukrainere i at forlade Rusland og flygte til EU-landene. Hun forsikrede også ukrainske flygtninge i Rusland om, at de ikke ville blive betragtet som samarbejdspartnere der var berettiget til statsstøtte.

### 11. juli
Ukraines ombudsmand Oleh Kotenko hævder, at 7.200 ukrainsk personer der omfatter "Nationalgarden, grænsevagter og sikkerhedstjenesten", er forsvundet siden krigens begyndelse. Han håber at de kan returneres til Ukraine gennem fangebytte med Rusland.

### 12. juli
Præsident Zelenskyj har sagt, at Ukraine er blevet et associeret medlem af NATO's multilaterale interoperabilitetsprogram. Det betyder, at Ukraine kun vil implementere NATO-standarder og samtidig bidrage til udviklingen af nye standarder. Han hævder, at der er tale om et "bidrag til udviklingen af den kollektive sikkerhed i Europa". Han har også sagt om vestligt leveret artilleri: "Besætterne har allerede mærket, hvad moderne artilleri er, russiske soldater og det ved vi fra aflytninger af deres samtaler, er virkelig bange for vores væbnede styrker". Han anerkendte dog ukrainske tab: "Der er ofre, sårede og dræbte".

### 13. juli
Nordkorea anerkender Folkerepublikken Donetsk og Folkerepublikken Lugansks uafhængighed.

### 14. juli
Præsident Putin har underskrevet en række love, herunder de nylige "særlige økonomiske foranstaltninger". Disse omfatter at tvinge private virksomheder til at tage offentlige kontrakter samt at tillade den russiske regering at "midlertidigt genaktivere mobiliseringskapaciteter og faciliteter", mens de "låser op for statens reservemateriale". Regeringen kan også ensidigt ændre medarbejdernes arbejdsvilkår, såsom øget arbejdstid.

### 15. juli
Volodymyr Zelenskyj opfordrer indtrængende det "internationale samfund" til at anerkende Den Russiske Føderation som en "terrorstat".

### 16. juli
Mikhail Mizintsev, chef for Ruslands nationale forsvarskontrolcenter, har under en briefing sagt, at i løbet af de sidste 24 timer er "28.424 mennesker, inklusive 5.148 børn" blevet evakueret fra Donbass og andre dele af Ukraine til Rusland. I alt siden den 24. februar er "2.612.747 mennesker, hvoraf 412.553 er børn" blevet evakueret til Rusland. De ukrainske myndigheder har ikke været involveret i disse evakueringer, og både amerikanske og ukrainske embedsmænd betragter det som tvangsdeportationer.

### 17. juli
Chefen for det britiske forsvarsstab, admiral Sir Tony Radakin, sagde, at den russiske hær har mistet 50.000 dræbte eller sårede soldater sammen med næsten 1700 kampvogne og næsten 4000 kampkøretøjer, et tab på mere end 30% af Ruslands landstyrker; moralen er også et problem for de russiske soldater.

### 18. juli
Russiske styrker har styrket deres position i det sydlige Ukraine. Den ukrainske hær hævder, at russiske styrker nu forsøger at gemme sig "bag civilbefolkningen. 

### 19. juli
Det ukrainske parlament har stemt for at afskedige generalanklageren Iryna Venediktova og chefen for Ukraines sikkerhedstjeneste Ivan Bakanov; andre efterretningstjenestemænd er også blevet fyret, herunder vicechefen. 

### 20. juli
Syrien afbrød formelt de diplomatiske forbindelser med Ukraine.
I sin 16. hjælpepakke vil den amerikanske regering levere yderligere HIMARS-systemer, raketter og artillerigranater til Ukraine.
Den britiske forsvarsminister, Ben Wallace, har meddelt, at Storbritannien vil sende "50.000 artillerigranater, modbatteriradarsystemer og hundredvis af droner" og "mange" artillerikanoner i løbet af de kommende uger.

### 21. juli
Ukraine hævdede at have gjort nok skade til at forhindre Rusland i at bruge broen Antonivka Road Bridge i Kherson, som krydser floden Dnepr, til at transportere ammunition.

### 22. juli
Den amerikanske regering overvejer at sende amerikansk fremstillede kampfly til Ukraine, ifølge pressesekretæren i Det Hvide Hus, John Kirby. Men: "Det er ikke noget, der ville blive udført på kort sigt." USA har annonceret en ny hjælpepakke, som omfatter 580 Phoenix Ghost-droner.
Litauen har ophævet forbuddet mod transport af sanktionerede varer til Kaliningrad, fra Rusland, med jernbane over litauisk jord.

### 23. juli
Den 23. juli, mindre end et døgn efter underskrivelsen af en korneksportaftale med Ukraine, affyrede Rusland Kalibr-missiler ved Odesa-søhandelshavnen. Ifølge Ukraine blev to af de fire missiler opsnappet. Russian officials told Turkey that Russia had "nothing to do" with the missile strike.

### 24. juli
Den 24. juli bekræftede Igor Konashenkov, en talsmand for det russiske forsvarsministerium, angrebet og hævdede, at det ødelagde et ukrainsk krigsskib og et lager af Harpoon sømålsmissiler.

### 25. juli
Alexander Bastrykin, leder af den russiske efterforskningskomité, har beordret retten til at åbne over 1.300 anklager mod 92 medlemmer af Ukraines væbnede styrker involveret i "forbrydelser mod menneskehedens fred og sikkerhed". Lejesoldater" fra NATO-landene er også mistænkt.

### 26. juli
Russiske styrker erobrede Vuhlehirska kraftværket ved Svitlodarsk.
USA er parat til at behandle sårede ukrainske soldater på deres Landstuhl Regional Medical Center i Tyskland. Det er første gang en sådan behandling er blevet godkendt til ukrainske soldater på militære i stedet for civile hospitaler.

### 27. juli
Den delvis ødelagte Antonivka-bro over floden Dnepr i Kherson oblast er blevet lukket for civile. En talsmand for de ukrainske væbnede styrker sagde, at de ikke har planer om at ødelægge broen.

### 28. juli
Ukrainske soldater og officerer, der kæmper i Donetsk hævder, at der er tegn på en betydelig reduktion af russisk artilleriild, mens de anmoder om flere vestlige våben.

### 29. juli
Ifølge RIA dræbte en eksplosion i Olenivka-fængslet 40 ukrainske krigsfanger og sårede 75. Ukraines generalstab erklærede, at angrebet var begået af Rusland for at skjule tortur og henrettelser af ukrainske krigsfanger. Rusland hævdede, at fængslet blev ramt med HIMARS-missiler og tilbød fragmenter af raketten som bevis. Ukraine beder FN og Røde Kors om at undersøge sagen.
Russiske styrker har bygget en pontonbro under Antonivka-broens overbygning for at hjælpe med at beskytte den mod angreb; den fører både civil og militær trafik.

### 30. juli
Præsident Zelenskyj har under sin natlige tale beordret evakuering af civile fra Donetsk på grund af kampene. Røde Kors har den 29. juli anmodet russiske embedsmænd om adgang til fangelejren Olenivka, ingen svar er modtaget.

### 31. juli
Rusland har anklaget Ukraine for et droneangreb på Sortehavsflådens hovedkvarter i Sevastopol, der sårede fem og aflyste fejringen af flådens dag.

## August 2022

### 1. august
Det første fartøj med korn har forladt Odessa under FN og Tyrkiet-mægleraftalen mellem Ukraine og Rusland om eksport af fødevarer fra Ukraine. Ifølge Tyrkiet vil skibet være på vej mod Libanon.
USA har annonceret den 17. hjælpepakke til Ukraine til en værdi af 550 millioner dollars, inklusive 75.000 patroner med 155 mm og mere HIMARS ammunition.

### 2. august
Det første skib med ukrainsk korn er ankommet til Tyrkiet. Ifølge den ukrainske regering er der flere skibe på vej.

### 3. august
Rafael Grossi, lederen af Det Internationale Atomenergiagentur IAEA, har sagt, at Zaporizhzhia atomkraftværket i Enerhodar under den russiske besættelse, er "fuldstændig ude af kontrol".

### 4. august
Det tyrkiske forsvarsministerium har oplyst, at tre skibe lastet med ukrainsk majs, omkring 58.000 tons, har foretaget en sikker passage fra Tjornomorsk og Odessa.
Amnesty International har anklaget Ukraine for at bryde krigens internationale love ved at placere våben og lejre i civile områder. Præsident Zelenskyj har sagt, at disse påstande forsøger at give "amnesti for terrorstaten og flytte ansvaret fra aggressoren til offeret". 

### 5. august
Det britiske MoD har sagt, at krigen vil gå ind i en "ny fase", hvor russiske styrker flytter fra Krim og andre dele af Ukraine til en frontlinje, der strækker sig fra Zaporizjzja til Kherson langs floden Dnepr. Dette er som svar på en mulig ukrainsk modoffensiv i regionen.
Ukraine og Rusland har anklaget hinanden for at beskyde Zaporizjzja-atomkraftværket i Enerhodar, hvor granater har ramt elledningerne, hvilket har tvunget operatørerne til at afbryde en reaktor.

### 6. august
Vitaly Gura, en russisk-støttet vicechef for Kakhovka rajon, blev skudt og døde senere.

### 7. august
Yderligere fire kornskibe har forladt ukrainske havne på vej mod Tyrkiet.
Den ukrainske leder af Amnesty International Oksana Pokalchuk trådte tilbage på grund af en rapport fra Amnesty International, der anklager ukrainske væbnede styrker for at udsætte civile for militært angreb.

### 8. august
Pentagon har bekræftet, at Ukraine er blevet forsynet med AGM-88 HARM på en ukendt dato, efter at vraget blev fundet nær en russisk position.
Det amerikanske forsvarsministerium annoncerede den 18. militærhjælpspakke til Ukraine:
- Yderligere raketter til HIMARS-systemerne
- 75.000 155 mm artillerigranater
- 20 120 mm mortér
- 20.000 120 mm mortér runder
- Ammunition til NASAMS missiler
- 1.000 Javelin panserværnsmissiler og "hundreder" af AT4 antipanservåben
- Claymore miner
- C-4 sprængstoffer, nedrivningsammunition og nedrivningsudstyr
- 50 pansrede medicinske køretøjer
- Medicinske forsyninger, herunder førstehjælpskasser, bandager, monitorer og andet udstyr[250]

### 9. august
Der er blevet hørt omkring 12 eksplosioner ved den russiske militærluftbase Saki i Novofedorivka på Krim. Basen er omkring 220 kilometer fra de ukrainske styrker.

### 10. august
Præsident Zelenskyj sagde, at "denne russiske krig begyndte med Krim og må ende med Krim - med dens befrielse". Tidligere havde han sagt, at han ville acceptere fred med Rusland, hvis de faldt tilbage til deres stillinger den 24. februar.

### 11. august
Polen, Slovakiet og Tjekkiet er blevet enige om at udvide produktionen af "artillerisystemer, ammunition og andet militært udstyr" til brug i Ukraine.

Ifølge den ukrainske hær har Rusland fordoblet antallet af luftangreb på ukrainske militærstillinger og civil infrastruktur sammenlignet med den foregående uge. Nøjagtigheden af angrebene er dog ringe. Russiske fly og helikoptere fløj på afstand for at holde sig uden for rækkevidde af det ukrainske luftforsvar.

### 12. august
António Guterres, FN's generalsekretær, har bedt om at oprette en demilitariseret zone omkring atomkraftværket Zaporizhzhia, efter at den seneste beskydning ramte et område, der blev brugt til at opbevare radioaktivt materiale.To af arbejderne på atomkraftværket har via sms fortalt BBC, at personalet er gidsler, og at beskydning har forhindret dem i at udføre deres normale arbejde.
14 skibe, der transporterer korn og majs, har med succes forladt ukrainske havne.

### 13. august
Ukraine hævder at have ødelagt den sidste bro til Kakhovka vandkraftværket, som er den sidste bro for de russiske styrker til at komme ind eller ud af Kherson.

### 15. august
Ifølge oplysninger fra en kraftværksansat på Zaporizjzja-atomkraftværket, i Zaporizjzja oblast, forværres situationen på stedet fortsat; Beskydningen af atomkraftværkets område sker nu konstant.

### 16. august
Der er rapporteret om eksplosioner ved et våbenlager i landsbyen Maiske i Dzhankoi Raion i det nordlige Krim. To personer er kommet til skade. Russiske embedsmænd hævder, at det skyldtes en brand. En ukrainsk embedsmand sagde, at eksplosionerne var "demilitarisering i aktion". Jernbanetrafikken blev standset, og 2.000 mennesker blev evakueret.Det russiske forsvarsministerium beskyldte eksplosionen for "sabotage".

### 17. august
Russiske FSB hævder, at den har brudt en sekspersoners celle i den islamiske gruppe Hizb ut-Tahrir op, og hævder, at dens handlinger var rettet fra Ukraine. Gruppen hævdes at have opereret i Dzhankoi og Jalta.
Et russisk missil rammer en sovesal i Kharkiv og dræber syv civile og sårer 16 andre, ifølge byens borgmester og øverste militæradministrator.

### 18. august
Et trilateralt møde i Lviv blev afholdt mellem FN's generalsekretær António Guterres, den tyrkiske præsident Recep Tayyip Erdoğan og den ukrainske præsident Volodymyr Zelenskyj. Emner diskuteret på mødet omfattede sikkerheden af Zaporizhzhia-atomkraftværket, korneksportaftalen og udveksling af krigsfanger.

### 19. august
Den amerikanske regering har annonceret sin 19. militærhjælpspakke til Ukraine til en værdi af omkring 775 millioner USD. Det omfatter 15 Boeing ScanEagle overvågningsdroner, HIMARS-raketter, 1.000 Javelin panserværnsmissiler, omkring 40 MRAP køretøjer, seksten 105 mm kanoner og flere HARM - missiler.

### 20. august
Den russiske Sortehavsflåde rapporterer, at en ukrainsk drone styrtede ind i taget på dens hovedkvarter i Sevastopol, der blev ikke rapporteret om skader. Røg blev opdaget over bygningen; en embedsmand beskrev imidlertid sprængstofferne som "minimale".

### 21. august
I nærheden af Moskva blev Darya Dugina dræbt efter at en bombe sprængte hendes bil. Hun er datter af Aleksandr Dugin, omtalt som "Putins hjerne", som kan have været det tilsigtede mål. Ukraine er blevet anklaget for dette angreb, men har officielt nægtet involvering og siger, at de ikke er en terroristisk stat.

### 22. august
Præsident Volodymyr Zelenskyj annoncerede dannelsen af Kyiv-initiativet, et regionalt samarbejde mellem flere central- og østeuropæiske lande.

### 23. august
Ifølge den britiske militær efterretningstjeneste er russiske styrker "sandsynligvis" begyndt at bygge en pontonbro for at krydse Dnepr. Det siges at være i nærheden af den ubrugelige Antonivka-bro. Ifølge efterretningstjenesten har russerne brugt færgeforbindelser til at krydse floden i ugevis (efter at Antonivka-broen blev beskadiget).

### 24. august
På den ukrainske uafhængighedsdag fordømte mere end 50 lande Ruslands invasion af Ukraine og opfordrede Den Russiske Føderation til at "ophøre med total tilsidesættelse af dets forpligtelser i henhold til international lov, herunder FN's charter, international humanitær ret og international menneskerettighedslov."

### 25. august
Efter at et flertal på 6,5 millioner ukrainere stemte i en digital afstemningsproces for at omdøbe gadenavne, der minder om russiske og sovjetiske personligheder og kommunistiske bagmænd, godkendte Kievs borgmester, Vitali Klitschko, omdøbningen af 95 sådanne på gader og pladser i hovedstaden. Blandt de fjernede gadenavne er dem, der er relateret til russiske byer.

### 26. august
Efter en aftale mellem den russiske præsident Vladimir Putin og den hviderussiske diktator Alyaksandr Lukashenka er hviderussiske Sukhoi Su-24 kampfly blevet modificeret, så de kan bevæbnes med atomvåben.

### 27. august
Rusland har blokeret et udkast til den nukleare ikke-spredningstraktat, som er genstand for en femårig revision, over et afsnit, der refererer til Ukraine, der specifikt siger: "de kompetente ukrainske myndigheders tab af kontrol over sådanne steder som følge af de militære aktiviteter og deres dybtgående negative indvirkning på sikkerheden". Rusland hævdede, at sektionen manglede "balance", og at nogle paragraffer om traktaten var "åbenlyst politisk af natur".

### 28. august
Ifølge det amerikanske forsvarsministerium øger USA produktionen af M142 HIMARS og GMLRS-raketter for at hjælpe Ukraine.

### 29. august
Ukraine har angiveligt indledt en modoffensiv i syd.Den ukrainske regering sagde, at dens militær havde "brudt Ruslands første forsvarslinje nær Kherson", mens det ukrainske militær også hævdede at have ramt en russisk militærbase i Kherson-regionen, selvom denne påstand stadig ikke er bekræftet.

### 30. august
Ukraine hævder at have brugt falske HIMARS-systemer af træ for at snyde russerne. Dette kan forklare russiske påstande om at have ødelagt flere HIMARS-systemer. En amerikansk diplomat har bemærket, at russiske kilder har hævdet, at mere HIMARS er ødelagt, end USA har sendt. En anden amerikansk embedsmand i Pentagon har bekræftet, at ingen HIMARS er blevet ødelagt endnu.

### 31. august
Ifølge det britiske MoD trængt de ukrainske styrker den russiske "frontlinje et stykke tilbage nogle steder", på grund af, at Ukraine "udnytter et relativt tyndt holdt russisk forsvar".

## September 2022

### 1. september
IAEA var på vej til at besøge Zaporizhzhia-atomkraftværket, men deres rute var udsat for beskydning; en af de to operationelle reaktorer blev taget offline på grund af beskydningen. Senere på dagen ankom IAEA-inspektørerne til kraftværket.

### 2. september
Ifølge deres egne udsagn ødelagde de ukrainske væbnede styrker fem ammunitionslagre tilhørende de russiske væbnede styrker i Kherson oblast og et i byen Melitopol.

### 3. september
Det britske MoD sagde i sin seneste opdatering den 3. september, at der er tre hovedfremstød fra de ukrainske styrker ind i Kherson Oblast. De lokale medier rapporterede om skud tæt på centrum af Kherson. Ukraine har også ødelagt pontonbroer brugt af de russiske styrker.

### 4. september
Atomkraftværket Zaporizhzhia ved Enerhodar, er blevet afskåret fra sin hovedstrømledning, med kun en reserveledning i drift, som leverer strøm til nettet. Kun én af de seks reaktorer er fortsat i drift.

### 5. september
Forberedelserne til endnu en tilsyneladende "folkeafstemning" (om indlemmelsen af Kherson oblast i Den Russiske Føderation) er blevet standset under henvisning til sikkerhedssituationen i denne region.

### 6. september
Ifølge den amerikanske efterretningstjeneste har Rusland bestilt omkring en million artillerigranater fra Nordkorea. Det er ifølge efterretningstjenesten et tegn på, at den russiske økonomi ikke kan producere erstatninger for den brugte ammunition hurtigt nok.

### 8. september
En højtstående chef for de pro-russiske separatister i Donetsk, Alexander Khodakovsky, sagde, at der ikke er fundet beviser eller dokumenter, der understøtter Ruslands påstande om, at Ukraine planlagde et angreb på Rusland. Ifølge den ukrainske præsident Volodymyr Zelenskyj, der mødte USA's udenrigsminister Antony Blinken i Kiev den 8. september, har ukrainske styrker siden 1. september generobret et område på mere end 1.000 kvadratkilometer.

### 9. september
Ifølge russiske rapporter "evakuerer" russiske tropper den ukrainske civilbefolkning fra byerne Izjum, Kupjansk og Velykyi Burluk på grund af de ukrainske væbnede styrkers offensiv i nærheden af byerne.

### 10. september
I løbet af sin modoffensiv i Kharkiv oblast generobrede Ukraine de strategisk vigtige byer Kupjansk, Izjum og Lyman fra Rusland og brød igennem frontlinjen flere steder.
Serhiy Hajdaj, den ukrainske militærguvernør i den stort set russisk-besatte Luhansk oblast, udtalte, at ukrainske militærenheder var rykket frem til byen Lysytjansk, som i juli 2022 var den sidste større by i Luhansk oblast, der blev erobret af den russiske hær.

### 11. september
Offensiven af de ukrainske væbnede styrker i Kharkiv oblast fortsatte med at udfolde sig. Nord for Kharkiv har russiske tropper trukket sig tilbage fra grænsebyen Kosatscha Lopan. De ukrainske styrker havde generobret i alt 3.000 kvadratkilometer i Kharkiv Oblast, især i den sydøstlige del af oblasten

Russiske raketangreb på kritisk infrastruktur i Kharkiv og Donetsk oblasterne førte om aftenen til strømafbrydelser. Der var også rapporter om strøm- og vandafbrydelser fra Sumy, Dnipropetrovsk, Poltava, Zaporizhia og Odessa oblasterne.

### 12. september
Den ukrainske sydkommando rapporterer generobringen af 500 km² i Kherson oblast.
Den britiske militære efterretningstjeneste vurderer, at i lyset af det ukrainske militærs succeser forværres de russiske troppers tab af tillid til deres egen ledelse, og at de russiske væbnede styrker i Ukraine er tvunget til at træffe "defensive foranstaltninger". Efterretningerne opsummerer, at "de ukrainske væbnede styrkers hurtige succeser har en betydelig indvirkning på Ruslands overordnede operationelle planer".

### 13. september
De ukrainske væbnede styrker meddelte, at frontlinjen i Kherson oblast var rykket 12 km fremad, og at 500 km² inklusive 13 bosættelser var blevet genoprettet.

### 14. september
Den ukrainske præsident Volodymyr Zelenskyj rejser til Izjum, som netop var blevet generobret.

### 15. september
Ifølge det ukrainske politi blev der i Izjum fundet en massegrav med mere end 440 lig, med civile og ukrainske soldater. 
Maria Zakharova , talskvinde for Ruslands udenrigsministerium, advarer om, at USA krydser en "rød linje" i sagen om langrækkende missilforsyninger til Ukraine. I dette tilfælde ville USA ifølge Rusland blive den direkte part i konflikten i Ukraine.

### 16. september
Ifølge skøn fra den britiske militære efterretningstjeneste mangler de russiske væbnede styrker unge officerer. Som følge heraf skærer de russiske militærakademier ned på kadetuddannelseskurser og fremrykker eksamensdatoer, så kandidater kan udsendes til Ukraine så hurtigt som muligt..

### 17. september
Ifølge den britiske militære efterretningstjeneste har russiske styrker i lyset af det ukrainske militærs fortsatte offensive indsats på grænsen til Luhansk oblast bygget en ny "forsvarslinje" mellem floden Oskol og byen Svatove, 160 km nordvest for Luhansk, og dermed ikke kunne holde forsvaret af Oskil.
I den sidste uge har der været gentagne rapporter om partisan- og modstandsaktiviteter fra befolkningen i Luhansk oblast. Tilsyneladende af denne grund slukkede besættelsesmyndighederne i "Folkerepublikken Lugansk" det mobile internet i hele området i dagene før, og den 17. september også for kabelinternettet.

### 18. september
De ukrainske regionale guvernører i Kharkiv, Mykolaiv og Dnipropetrovsk oblasterne sagde, at flere byer (inklusive Izjum, Tjuhujiv, Mykolajiv og Nikopol) blev beskudt af russiske styrker og ramte bolig- og kommercielle bygninger, et hospital, tankstationer og produktionsanlæg, og civile blev dræbt.
Den britiske militære efterretningstjeneste konkluderer, at russiske styrker i de sidste syv dage midt i svigt ved fronten har øget deres afstandsmissilangreb på "civil infrastruktur". Ifølge efterretningstjenesten giver angrebene ingen umiddelbar militær gevinst, men har til formål at underminere befolkningens og den ukrainske regerings moral.

### 19. september
Ved middagstid den 19. september rapporterede den ukrainske hær, at den lille by Yarova, øst for Svjatohírsk, som blev erobret den 12. september og også på den nordlige bred af floden Donets, var blevet generobret. Om eftermiddagen rapporterede de også om erobringen af den lille by Bilohorivka længere mod øst.

### 20. september
I de besatte områder havde såkaldte "borgerkomitéer", påståede græsrodsbevægelser, opfordret til "folkeafstemning" om optagelse i Rusland. De lokale magthavere efterkom straks denne anmodning og bekendtgjorde at "folkeafstemningen" skulle finde sted i samme uge.

### 21. september
Præsident Putin annoncerede den 21. september en delvis mobilisering af Rusland med øjeblikkelig virkning. Den russiske forsvarsminister sagde, at 300.000 reservister gradvist vil blive indkaldt.

### 23. september
Den 23. september begyndte "folkeafstemningerne" om, hvorvidt de skulle tilslutte sig Rusland, i de delvist russisk-besatte ukrainske Kherson og Zaporizhia oblaster, samt i separatistrepublikkerne Donetsk og Luhansk.

### 24. september
Ifølge den ukrainske præsidentrådgiver Mychajlo Podoljak, er mere end 1.200 bosættelser blevet ødelagt som følge af krigen siden februar 2022.

New York Times rapporterede den 24. september, at russiske militære ledere i Kherson havde anmodet om et velordnet tilbagetog over Dnepr. Præsident Putin tillod ikke dette. The Times henviste til en vurdering fra amerikanske tjenester.

### 25. september
Ifølge Meduza, den russiske tosproglige internetavis i Letland, der citerer tal fra FSB, har 261.000 mænd forladt Rusland, siden den delvise mobilisering blev erklæret den 21. september 2022.

### 26. september
Den russiske oligark Jevgenij Prigozjin, en nær allieret med Vladimir Putin, indrømmer for første gang offentligt, at han grundlagde Wagnergruppen, et privat militærfirma anklaget for krigsforbrydelser på steder, hvor det var baseret. Prigozhin har tidligere nægtet enhver involvering i organisationen.

### 27. september
De falske folkeafstemninger afholdt af de russiske besættelsesmyndigheder på ukrainsk territorium sluttede.
Ifølge deres egne udsagn har de ukrainske væbnede styrker generobret landsbyen Pisky-Radkivski i Kharkiv oblast. Generobringen af det strategisk vigtige jernbaneknudepunkt Kupjansk-Wuslovy i Kharkiv oblast, som ifølge ukrainske oplysninger blev beskudt af russiske styrker, blev også indirekte bekræftet.

### 28. september
Ifølge besættelsesmyndighederne stemte 99,23 procent af vælgerne ved de falske folkeafstemninger i Donetsk oblast for foreningen med Rusland, i Luhansk oblast 98,42 procent og i Zaporizjzja oblast 93,11 procent og i Kherson oblast 87,05 procent.

Ifølge en ukrainsk menneskerettighedsorganisation har de russiske myndigheder i de ukrainske områder, der er besat af russiske styrker, startet tvangsindkaldelse af ukrainere efter Ruslands mobilisering.

### 29. september
Den følgende dag meddelte den russiske regering, at de ukrainske regioner, hvor der tidligere havde fundet falske folkeafstemninger sted, ville blive "indlemmet" i russisk territorium. Ifølge regeringens talsmand Dmitry Peskov vil Ruslands præsident, Vladimir Putin, underskrive en aftale den 30. september om at inkludere regionerne i Den Russiske Føderation.

### 30. september
Efter en tv-transmitteret eftermiddagstale af den russiske præsident Vladimir Putin til en ceremoniel sammenkomst i Kreml, underskrev Putin og de russiske administratorer af de russisk-holdte ukrainske områder traktater, der annekterer Kherson oblast, Zaporizjzja oblast, folkerepublikken Lugansk og folkerepublikken Donetsk til at være en del af Rusland.
Ifølge ukrainske og russiske rapporter fortsatte ukrainske tropper med at vinde terræn på Kharkiv-fronten og omringede russiske enheder i Lyman.

## Oktober 2022

### 1. oktober
Ukraine har generobret Lyman, hvor over 5.000 russiske soldater blev omringet. De russiske tropper var i stand til at trække sig tilbage fra Lyman.

### 2. oktober
Den 2. oktober brød ukrainske tropper gennem det russiske forsvar i Kherson oblast langs den vestlige bred af af floden Dnepr og vandt efterfølgende territorium. Erobringen af landsbyerne Khreshchenivka og Solota Balka er dokumenteret.
Ifølge den ukrainske regering blev blev den 2. oktober også landsbyerne Archanhelske og Myrolyubiwka tilbageerobret.

### 3. oktober
Ved middagstid rapporterede den ukrainske hær at kommunen Borowa øst for floden Oskol i Kharkiv oblast var blevet generobret, hvilket betød en hurtig fremrykning af den ukrainske modoffensiv, sandsynligvis fra landsbyen Pisky-Radkiwski, som blev generobret for et par dage siden.

### 4. oktober
Ukrainske styrker fortsatte deres territoriale gevinster med deres offensiver i øst og syd. I syd, i Kherson oblast, trak de russiske tropper sig i vid udstrækning tilbage mod syd på en linje mellem landsbyen Davydiv Brid ved floden Inhulets, som var blevet kæmpet om i to måneder, og landsbyen Dudchany ved floden Dnepr.

### 5. oktober
Den russiske præsident Vladimir Putin underskrev loven om formel annektering og beordrede konfiskation af atomkraftværket Zaporizhia.

### 6. oktober
Rusland rapporterer erobringen af landsbyen Saytseve i Donetsk oblast.
Ukrainske væbnede styrker udgav videooptagelser, der viser ukrainske tropper, der befrier bosættelsen Hlushkivka i det østlige Kharkiv oblast.

De enorme mængder ammunition, som de russiske væbnede styrker efterlod, og som blev fundet under den ukrainske modoffensiv, gjorde det muligt at genopbygge Ukraines næsten udtømte ammunitionslagre, især med hensyn til artillerigranater.

### 7. oktober
Den britiske militære efterretningstjeneste oplyser, at størstedelen af de ukrainske kampvogne, der er i tjeneste, nu er erobrede russiske køretøjer.

### 8. oktober
I dag klokken 06.17 er der på vejdelen af broen til Krim eksploderet en bilbombe som satte fire til syv tankvogne, der med tog skulle til Krim, i brand. To brofag er delvist kollapset. De russiske myndigheder oplyser, at man har indstillet trafikken over broen, og at man arbejder på at indsætte færger.

### 9. oktober
Ukraine har ifølge egne udsagn generobret syv byer i Luhansk oblast, som stort set er besat af Rusland. Disse omfattede landsbyerne Nowoljubivka og Hrekivka, sagde den ukrainske administrationschef for Luhansk, Serhiy Hajdaj. Disse to og en mere tilhører bosættelseskommunen Krasnorichenske , Swatove Raion, vest for Kreminna - Svatove-vejen, fire andre bosættelser hører til bosættelseskommunen Kolomyichycha, vest for Svatove, inklusive Stelmakhivka, som blev generobret den 9. oktober.

### 10. oktober
Ifølge den ukrainske regering blev elleve vigtige infrastrukturanlæg i hovedstaden Kiev og otte andre regioner beskadiget af russiske luftangreb mandag morgen. Det ukrainske militær sagde, at deres luftforsvar havde opsnappet 43 af 83 missiler, som Rusland siges at have affyret om morgenen den 10. oktober.

### 11. oktober
Det første tyske IRIS-T SLM luftforsvarssystem blev overdraget til det ukrainske militær.
Rusland listede Meta Platforms, som inkluderer Instagram, Facebook og WhatsApp, som en "terrorist og ekstremistisk" gruppe.

### 12. oktober
FN's generalforsamling vedtog en resolution, der fordømmer Ruslands "forsøg på ulovlig annektering" af ukrainsk territorium. Af de 193 medlemmer stemte 143 for resolutionen, hvor kun Hviderusland , Nicaragua , Nordkorea , Rusland og Syrien stemte imod. 35 stater, herunder Kina, Indien, Pakistan, Kasakhstan, Kirgisistan, Tadsjikistan og Usbekistan, som er medlemmer af Shanghai Cooperation Organisation, undlod at stemme; Ligesom 9 andre lande deltog det nye SCO-medlem Iran ikke i afstemningen.
Ukraine var i stand til at befri yderligere fem bosættelser i Kherson oblast.
Rusland sagde, at det havde anholdt fem russere og tre ukrainere og armeniere) på grund af Krim-broeksplosionen.

### 13. oktober
Ifølge en rapport fra den ukrainske generalstab udgivet af The Kyiv Independent har den russiske hær standset offensive forsøg på dele af Donetsk-fronten på grund af ekstremt lav moral, med hyppige deserteringer og ulydige ordrer.

### 15. oktober
Elleve mennesker blev dræbt og 15 andre såret, efter at to skytter åbnede ild mod en gruppe frivillige på en russisk militær træningsplads i Soloti, Belgorod oblast, nær grænsen til Ukraine. De to angribere blev dræbt under hændelsen.

### 16. oktober
Ifølge Washington Post og iranske kilder forbereder Iran ikke kun yderligere leverancer til Rusland af de tidligere brugte Shahed 136- droner, men også af de hurtigere og mere destruktive Arash-2- droner samt Fateh-110 ballistiske missiler og deres efterfølger Zolfaghar. 

### 17. oktober
Ukrainske embedsmænd hævdede at have fundet vrag af flere HESA Shahed 136 kamikaze-droner, som ramte Kyiv og forårsagede tre til fire eksplosioner og dræbte mindst 4 mennesker, ifølge byens borgmester, Vitali Klitschko.
Den Europæiske Union oprettede Den Europæiske Unions militære bistandsmission Ukraine (EUMAM Ukraine), en særlig militær mission til at træne de ukrainske væbnede styrker på EU-medlemsstaternes territorium.

### 18. oktober
Rusland affyrede tre raketter mod infrastrukturen i Sumy og affyrede 300 gange i regionen på én dag og dræbte fem mennesker. I Mykolaiv blev der beskudt solsikkeoliebeholdere, der skulle eksporteres, og en to-etagers boligbygning blev ramt, hvilket resulterede i én død. I Dnipro var infrastrukturen også blevet ramt, hvilket efterlod dele af byen uden elektricitet og uden vand.

### 19. oktober
Den russiske præsident, Vladimir Putin, underskrev et dekret, der indfører krigslov i Ukraines Rusland-annekterede Kherson, Zaporizhia, Donetsk og Luhansk oblaster, med virkning fra den 20. oktober.

### 20. oktober
Talsmand for det amerikanske udenrigsministerium, Ned Price, sagde, at USA kan bekræfte, at iransk militærpersonel er udstationeret på Krim og hjælper russiske soldater der med at indsætte iranske droner til at udføre angreb i Ukraine.

### 21. oktober
Ifølge The Jerusalem Post er ti medlemmer af Irans væbnede styrker involveret i at affyre droner ind i ukrainske byer blevet dræbt i Kherson oblast.

### 22. oktober
Rusland bombede igen Ukraines energiforsyningsinfrastruktur; Som et resultat, ifølge ukrainske data, er mere end 1 million mennesker uden elektricitet. Det ukrainske luftvåben rapporterede, at 18 missiler ud af i alt 33 blev opsnappet.

### 23. oktober
Den russiske forsvarsminister Sergej Sjojgu har fortalt forsvarsministrene i Frankrig, Storbritannien, USA og Tyrkiet, at den ukrainske regering er begyndt at bygge en beskidt bombe. (en beskidt bombe er baseret på almindeligt sprængstof, men den kan samtidig indeholde radioaktivt, biologisk eller kemisk materiale) De ønsker at bruge dem på sit eget territorium under falsk flag for at give Rusland skylden for brugen af radioaktivt materiale. Den ukrainske regering påpegede, at Ukraine er medlem af den nukleare ikke- spredningstraktat. Den ukrainske regering udtalte også, at Rusland "ofte giver andre skylden for noget, som det selv planlægger." En fælles erklæring fra Frankrig, Storbritannien og USA var, at Rusland ønskede at skabe et påskud for yderligere eskalering.

### 24. oktober
Om aftenen rapporterede den ukrainske hær om at de igen har trængt de russiske tropper tilbage i den nordøstlige del og og at de har generobret yderligere fire landsbyer, tre på den østlige og sydøstlige udkant af Luhansk oblast og en ved grænsen til det nordlige Donetsk oblast.

### 25. oktober
Ukraines atomenergiagentur Enerhoatom rapporterede om uautoriseret arbejde udført af det russiske militær på lagertanke for brugt kernebrændsel på atomkraftværket Zaporizhia ; Ukrainske teknikere og observatører fra Det Internationale Atomenergiagentur blev nægtet adgang. Enerhoatom opfordrede IAEA til at afklare processerne.

### 26. oktober
Det russiske udenrigsministerium frigiver et foto, der angiveligt viser en "beskidt" bombe, der bygges i Ukraine, men det er fra 2010 og viser ifølge den slovenske regerings atomeksperter røgdetektorer.

### 27. oktober
I den russisk-kontrollerede by Berdjansk meddelte regeringen, at en ny lov skal træde i kraft, som vil give den russiske administration mulighed for at foretage stikprøvekontrol af indbyggernes mobiltelefoner. Enhver, der abonnerer på ukrainske medier, kan klassificeres som en "udenlandsk agent". Myndighederne understreger dog, at der "kun" vil blive udsendt en advarsel, hvis der bliver gjort et første fund. Yderligere overtrædelser kan resultere i bøder og strafansvar i henhold til den russiske lov om udenlandske agenters aktiviteter.

### 28. oktober
Vladimir Putin hævdede igen, at han er klar til forhandlinger for at afslutte konflikten, og at Ukraine ikke ønsker at sidde ved forhandlingsbordet.

### 29. oktober
Natten til den 29. oktober 2022 fandt et koordineret angreb fra flere skibe og luftbårne droner på skibe fra den russiske Sortehavsflåde i havnen i Sevastopol sted. 
Det var i første omgang uklart, hvor mange skibe der blev beskadiget. Det russiske forsvarsministerium brugte angrebet som en undskyldning for at suspendere kornaftalen med Ukraine.

### 30. oktober
Rusland annoncerede sanktioner mod 11 britiske oversøiske territorier og anklagede dem for uvenlige handlinger mod Moskva. Med disse sanktioner var Storbritannien og alle 14 britiske oversøiske territorier på Ruslands liste over sanktionerede områder.

### 31. oktober
Russiske styrker affyrede om morgenen raketter mod blandt andet Kyiv, Kharkiv og Zaporizhia. Bombningen ødelagde vandforsyningen til omkring 80 % af alle husstande i Kiev, og strømforsyningen til 350.000 husstande blev afbrudt.
Et russisk krydsermissil, der angiveligt er skudt ned af et ukrainsk antiluftskyts system, styrter ned i udkanten af Naslavcea, Moldova. Ifølge den moldoviske regering blev der ikke rapporteret om tilskadekomne, men nogle huse blev beskadiget af eksplosionen.
November

## November 2022

### 1. november
De russiske besættelsesmyndigheder i Kherson oblast meddelte efter evakueringerne fra byen Kherson, fra det 15 km lange område omkring det nedre Dnipro og de delvise evakueringer fra områderne på den vestlige side af Dnepro, nu også omfatter civilbefolkningen i Raion Kakhovka på østbredden af Dnipro fra den 6. november. 
Den russiske besættelsesadministration af Kherson oblast skal flytte fra byen Kherson til Skadovsk.

### 2. november
Rusland tilsluttede sig igen Kornaftalen, som blev suspenderet efter droneangrebet på Sevastopol den 29. oktober.

### 3. november
IAEA's undersøgelser fandt ingen beviser, der understøtter den russiske regerings påstand om, at Ukraine bygger en beskidt bombe.

Russiske angreb på Ukraines energiinfrastruktur førte til strømafbrydelser i store dele af landet. Ifølge den ukrainske regering blev næsten 4,5 millioner mennesker (inklusive indbyggerne i Kiev og ti andre regioner) afskåret fra energiforsyningen om aftenen.

### 4. november
Ifølge ukrainske kilder har russiske tropper de seneste dage tredoblet deres angreb på Donbass-fronten, og situationen for den ukrainske hær er "spændt, men under kontrol".

### 5. november
Ifølge skøn fra den britiske militære efterretningstjeneste SIS er det russiske militær overvældet af forberedelsen og træningen af de omkring 300.000 mennesker, der er indkaldt til krigsindsatsen. Den britiske efterretningstjeneste påpegede, at fra begyndelsen af november begynder omkring 120.000 russiske værnepligtige hvert år grunduddannelse, og at russiske militærenheder ville træne i Hviderusland på grund af mangel på trænere og faciliteter. Efterretningstjenesten antager, at mange russiske soldater, der blev sendt til Ukraine, efter at mobiliseringen blev annonceret, modtog ringe eller ingen træning.

### 6. november
Ifølge det ukrainske militær begyndte russiske enheder at ødelægge både tilhørende civilbefolkningen langs Dnipro-floden i Kherson-regionen.

### 7. november
Ifølge den russiske præsident er omkring 50.000 allerede i kamp af de mere end 300.000 mennesker, der er indkaldt efter mobiliseringen.

### 8. november
Ifølge britisk militær efterretningstjeneste er det russiske militær begyndt at lægge antitank-hindringer omkring byen Mariupol to steder i den besatte Donetsk-region.
Ifølge et medlem af Rådet for Ukraines nationale sikkerheds- og forsvarspolitik er genoprettelse af territorial integritet hovedbetingelsen for at genoptage forhandlingerne med Rusland.

### 9. november
I en udsendelse i det russiske stats-tv anbefalede general Sergei Surovikin offentligt den russiske forsvarsminister Sergej Sjojgu tilbagetrækningen af alle russiske enheder vest for Dnepr, hvorefter Sjojgu beordrede denne tilbagetrækning. Den annoncerede tilbagetrækning var blevet forberedt for dage siden. Kherson er den eneste oblasthovedstad, som Rusland var i stand til at besætte i løbet af 2022-invasionen og den har været under russisk besættelse siden marts. Ukrainerne var ikke imponerede over de russiske udtalelser; guvernøren i Mykolajiv oblast, hvor kampene før Kherson fandt sted, mindede om, at russerne for det meste gør det modsatte af, hvad de annoncerede.

### 10. november
I forbindelse med tilbagetrækningen i Kherson ødelagde russiske besættelsesstyrker vigtige dele af infrastrukturen: kraftvarmeværker, den lokale radiostation og radiomaster blev sprængt i luften. Byen er uden el og vand.

### 11. november
Det første ukrainske militærpersonel rykkede ind i Khersons bymidte uden modstand.

### 12. november
Der er stadig 70 procent af Kherson oblast, øst for Dnepr, under russisk besættelse. Ifølge russiske nyhedsbureauer har den russiske besættelsesadministration flyttet sit administrative center for Kherson Oblast til byen Henitjesk. Ifølge byadministrationen er situationen i byen Kherson "en humanitær katastrofe". Beboerne mangler vand, medicin og mad. Regionens energileverandør lovede, at bosættelserne i de befriede regioner i Kherson oblast ville blive forsynet med elektricitet igen.

### 13. november
Ifølge den britiske militære efterretningstjeneste besluttede den russiske undervisningsminister Sergei Krastov at indføre militærundervisning i russiske skoler fra september 2023. Ifølge efterretningstjenesten eksisterede et militærprogram i russiske skoler så tidligt som i 1993, under Sovjetunionen . Ifølge britisk militær efterretningstjeneste bestod det sovjetiske program af Kalashnikov -håndteringslektioner, førstehjælpslektioner og træning i, hvordan man opfører sig i tilfælde af et angreb/brug af masseødelæggelsesvåben. Ifølge efterretningstjenesten blev der allerede i 2014 forsøgt i Rusland at genoptage militærskoleprogrammet.

### 14. november
Den ukrainske præsident Zelenskyj besøgte den befriede by Kherson og sagde, at russiske krigsforbrydelser var blevet afsløret i de tilbageerobrede dele af Kherson oblast. Beboere i byen Kherson blev også fængslet og tortureret.

### 15. november
En eksplosion fandt sted omkring klokken 15.30 i den polske landsby Przewodów nær grænsen til Ukraine, hvor en trailer fyldt med majs blev ødelagt og to arbejdere på en gård blev dræbt.
NATOs generalsekretær Jens Stoltenberg udtalte, at der ikke var tegn på et målrettet russisk angreb. Han sagde, at det sandsynligvis handlede om et ukrainsk antiluftskyts missil, som uforvarende havde ramt Polen. Ifølge foreløbige analyser var hændelsen sandsynligvis forårsaget af et ukrainsk antiluftskytsmissil, der blev brugt mod russiske krydsermissilangreb . Der er ingen beviser eller viden om, at Rusland forbereder offensive militære aktioner mod NATO.

### 16. november
Mark A. Milley, formand for Joint Chiefs of Staff, sagde på en pressekonference om Ukraine-krigen. "Militært set er sandsynligheden for en ukrainsk militær sejr, der består i at jage russerne ud af hele Ukraine, inklusive det, de kalder Krim, ikke særlig høj."

### 17. november
Ifølge ukrainske oplysninger blev der i Kherson opdaget elleve steder, hvor folk siges at være blevet holdt fanget. Der blev fundet spor af tortur fire steder. 63 lig blev fundet. Retshåndhævende myndigheder tæller 436 tilfælde af tortur under den russiske besættelse.

### 18. november
Ifølge den ukrainske premierminister Denys Sjmyhal er halvdelen af Ukraines energiinfrastruktur blevet beskadiget eller ødelagt af det igangværende bombardement.
De russiske myndigheder siger, at de er begyndt at bygge forsvarslinjer på Krim- halvøen.

### 19. november
Washington Post rapporterede den 19. november 2022, at de russiske og iranske regeringer nåede til enighed i begyndelsen af november om at producere Shahed-droner på russisk jord. Den russiske hær bruger blandt andet dronerne til angreb på den ukrainske energiforsyningsinfrastruktur. Med egen produktion kunne Rusland udvide angrebene.

### 20. november
Ifølge den ukrainske regering er omkring 4.700 raketter blevet affyret af Rusland mod mål i Ukraine siden februar. Ifølge Ukraines generalanklagers kontor er mere end 8.300 civile blevet dræbt i Ukraine siden februar 2022 som følge af krigen. Mere end 11.000 mennesker i Ukraine er blevet såret siden den russiske invasion begyndte. 

### 21. november
Administrerende direktør for den ukrainske elleverandør DTEK, Maksym Timchenko, har i den britiske radio BBC opfordret Ukraines befolkning til at forlade landet, hvis de har mulighed for det, for at aflaste elnettet. Dette skulle også gøre det muligt for sygehusene at blive forsynet med strøm, så tilskadekomne soldater også kan behandles.

### 22. november
Det russiske selskab Gazprom har truet med yderligere at skære ned på gasforsyningerne gennem rørledningerne, der krydser ukrainsk territorium, som fortsætter med at fungere på trods af krigen. Bekymringen udtrykte beskyldningen om, at omkring 52,5 millioner kubikmeter gas bestemt til Republikken Moldova ikke nåede frem til destinationen. Den moldoviske regering giver derimod Rusland skylden for flaskehalsen.

### 23. november
Europa-Parlamentet vedtog en resolution, der udpeger Rusland som statssponsor af terrorisme i EU . Resolutionen er ikke juridisk bindende og har dermed ingen direkte konsekvenser for EU's medlemslande. 494 MEP'er stemte for resolutionen. 58 parlamentsmedlemmer stemte imod og 44 undlod at stemme.

### 24. november
Kievs borgmester Klitschko meddelte, at vandforsyningen i byen fungerer igen. Rørsystemet fungerer dog ikke med fuld kapacitet, især i højhuse er vandtrykket ikke altid tilstrækkeligt. Dagen før, efter massive russiske angreb, var vandforsyningen i Kiev fuldstændig kollapset. Om eftermiddagen var dele af metropolen uden strøm.

### 25. november
Ifølge amerikanske og ukrainske embedsmænd er omkring 1/3 af det vestligt leverede artilleri altid ude af funktion i Ukraine på grund af slidrelaterede mekaniske problemer. "Pentagons europæiske kommando" siges at have en reparationsbase i Polen, men det er problematisk at transportere alt dertil.

### 26. november
Nogle eksperter har udtrykt bekymring over NATO's evne til at fortsætte med at levere artilleriammunition til en langvarig stor krig, fordi krigen optager den i et hurtigere tempo, end det bliver produceret. En anden bekymring er, at ammunition af samme kaliber produceret i forskellige NATO-nationer normalt ikke kan udskiftes, hvilket fører til alle typer problemer med at levere specifikke våben. 

### 27. november
Ifølge de britiske militære efterretningstjenester har russiske styrker lidt massive tab i Donetsk oblast, ved Pavlivka og Vuhledar i løbet af de sidste to uger.

### 28. november
Ifølge det ukrainske militær er områderne omkring Bakhmut og Avdijivka de mest omstridte. De russiske væbnede styrker brugte blandt andet raketkastere, morterer, kampfly og kampvogne der. Den russiske hær udfører omkring 200 artilleriangreb der hver dag. russiske styrker beskyder også byen Kherson dagligt med artilleri. Alene dagen før, den 27. november, blev der rapporteret om 54 artilleriangreb i Kherson..

### 30. november
Europa-Kommissionen har meddelt, at den ikke vil frigive den russiske centralbanks indefrosne aktiver - omkring 300 milliarder euro i udenlandsk valuta - før Rusland underskriver en fredsaftale med Ukraine, der omfatter krigsskadeerstatning. EU anslår skaderne forårsaget af Den Russiske Føderation i Ukraine til 600 milliarder euro. Efter EU-Kommissionens opfattelse vil den påtænkte procedure bevare ejendomsretten og statsimmunitet (beskyttelse mod tvangsauktion af statens aktiver og aktiver).

## December 2022

### 2. december
For at reducere indtægterne fra salget af russisk olie, som Rusland er med til at finansiere krigen i Ukraine med, har EU-landene (undtagelse: Ungarn) og Australien, Japan, Canada, USA og Storbritannien sat det globale prisloft for russisk olie. Dette gælder fra 5. december 2022 og aktiveres dermed sammen med den af EU besluttede olieimport-embargo (som kun gælder for EU) mod Rusland. Ifølge beslutningen vil prisloftet blive revideret hver anden måned for at tage højde for markedsudviklingen. Ifølge EU-kommissionen nyder udviklings- og vækstlande godt af prisloftet. Derudover øger prisloftet effektiviteten af sanktionerne mod Rusland.

### 3. december
Ifølge den britiske militære efterretningstjeneste har en stor del af af Ruslands militære indsats og ildkraft siden begyndelsen af august 2022 fundet sted langs en 15 kilometer lang frontlinje foran den ukrainsk-kontrollerede by Bakhmut. Ruslands planer er "sandsynligvis" at omringe byen. At tage byen kunne give Rusland mulighed for at angribe nær de nordøstlige byer Kramatorsk og Slovjansk.
Ukrainske tropper landede på østbredden af floden Dnepr over for byen Kherson og rejste det ukrainske flag der.

### 5. december
Eksplosioner udbrød mandag ved den russiske militærluftbase Engels-2 nær byen Engels i Saratov oblast, hundreder af kilometer fra den ukrainske grænse; Eksplosioner blev også rapporteret på en anden flyveplads nær Rjasan, omkring 200 km sydøst for Moskva.
Prisloftet på 60 US$ per tønde for russisk havolie, som blev pålagt af Australien, EU og G7, trådte i kraft.

### 6. december
I den del af Kherson oblast, der var besat af russiske tropper, annoncerede besættelsesadministrationen en valutaændring ved årsskiftet og opfordrede befolkningen til at veksle deres finansielle aktiver i ukrainske hryvnia til russiske rubler.

### 7. december
Den 7. december beskød russiske styrker Kurakhove i Donetsk oblast og dræbte ti civile og sårede fem andre.

### 9. december
En domstol i Moskva idømte den fremtrædende oppositionspolitiker Ilya Yashin otte et halvt års fængsel. Yashin havde rapporteret om Butja-massakren på en måde, der afveg fra den russiske propaganda.

### 10. december
Efter bombardementet af den ukrainske by Odessa med kamikaze-droner kollapsede byens elnet. Ifølge den lokale guvernør Maxym Marchenko blev flere kraftværker ødelagt. Der er kun strøm til faciliteter som hospitaler, fødeklinikker, og pumpestationer. Energileverandøren DTEK meddelte, at omfanget af ødelæggelserne var enormt. Ifølge energiministeriet i Odessa kan det tage op til tre måneder, før elnettet er fuldt genoprettet. Især opfordrede guvernøren familier uden adgang til elektricitet til at forlade regionen, hvis det var muligt.
Efter at derfra russisk side var rapporteret om det ukrainske bombardement af Krim (inklusive ved Melitopol), bekræftede den ukrainske generalstab, at de havde udført en række luftangreb på mål i de russisk-besatte områder.

### 11. december
Ifølge den ukrainske regering er strømforsyningen i Odessa delvist genoprettet.

### 12. december
Den russiske præsident Vladimir Putin aflyste sin traditionelle pressekonference ved årets udgang for første gang i sin embedsperiode.

### 13. december
En international donorkonference i Paris har givet tilsagn om bistand på omkring en milliard euro til Ukraine. Den ukrainske præsident havde tidligere anslået energibehovet i sit krigshærgede land til omkring 800 millioner euro i vinteren 2022/2023. På baggrund af angreb på strøminfrastrukturen har Ukraine brug for strømgeneratorer, transformere, værktøj og reservedele til at reparere højspændingsledninger og gasturbiner.

### 15. december
Ifølge den øverstbefalende for de ukrainske væbnede styrker, general Valeriy Zalushny, forbereder Rusland 200.000 nye soldater til at blive indsat i en anden større offensiv i 2023,"i februar, i bedste fald i marts og i værste fald i slutningen af januar". Ifølge Zalushny er han ikke i tvivl om, at dette storstilede infanteriangreb på den ukrainske hovedstad Kiev vil finde sted. Han kan dog ikke udelukke, at det store angreb vil blive indledt fra syd.

### 16. december
Rusland har advaret USA mod at levere MIM-104 Patriot antiluftskyts missilsystemer til Ukraine.
Den amerikanske regering afviste disse advarsler.

### 18. december
Ifølge borgmesteren i den ukrainske hovedstad er varmeforsyningen i Kiev blevet genoprettet.
Den ukrainske præsident erklærer, at elektriciteten er blevet genoprettet for næsten seks millioner ukrainere.
Generalstaben for de ukrainske væbnede styrker rapporterede, at de havde ødelagt mindst to fjendtlige ammunitionsdepoter og antiluftskyts forsvarsstillinger i Donbass og gjort en fjendtlig enhed (bataljon) med en styrke på 400 til 800 personer ukampdygtig.

### 19. december
Agenter fra den tyske udenrigsefterretningstjeneste Bundesnachrichtendienst anskaffer og undersøger russiske våbensystemer, der er taget som bytte af de ukrainske tropper fra de russiske styrker.

### 20. december
Den russiske præsident Vladimir Putin har afsløret, at "situationen i Donetsk- og Luhansk-folkerepublikkerne samt i Kherson- og Zaporizhia-regionerne" viser sig at være "ekstremt vanskelig" for de russiske væbnede styrker.
Den ukrainske præsident, Volodymyr Zelenskyj, har været på besøg i den østukrainske by Bakhmut. Ukraines viceforsvarsminister, Hannah Maylar, var også med.

### 21. december
Præsident Volodymyr Zelenskyj foretog sin første rejse til udlandet siden den russiske invasion den 24. februar. Han besøgte den amerikanske præsident Joe Biden i Washington, DC og talte til den amerikanske kongres .

### 24. december
Den 24. december beskød russiske styrker byen Kherson og dræbte mindst fem mennesker og sårede 20 andre, ifølge ukrainske kilder.

### 26. december
Natten til den 26. december udbrød der igen eksplosioner ved Engels-2 militærflyveplads, dybt inde i Ruslands bagland i Saratov oblast; Russiske kilder hævdede, at en drone blev skudt ned og dræbte 3 militærpersoner.

### 27. december
Den russiske præsident Vladimir Putin udstedte et dekret om at forbyde salg af russiske olieprodukter til lande og enheder, der overholder prisloftet på 60 USD pr. denne måned. Dekretet er planlagt til at træde i kraft den 1. februar 2023 og forblive i kraft indtil den 1. juli.

### 28. december
Efter anmodninger fra borgerne og en efterfølgende officiel beslutning blev Catherine-monumentet i Odessa, til minde om byens grundlæggelse, demonteret.
Monumentet skal overføres til et museum.

### 30. december
Ifølge det kinesiske statslige tv-selskab CCTV sagde den kinesiske præsident, Xi Jinping, i en videokonference med den russiske præsident, Vladimir Putin, at Kina fastholder sin "objektive og retfærdige" holdning og ikke ønsker at tage parti i krigen mellem Rusland og Ukraine.

### 31. december
Den ukrainske forsvarsminister Oleksiy Reznikov talte til det russiske folk i en otte minutters videotale på russisk og advarede dem om en ny mobilisering fra den russiske stat, erklæringen om krigsret i Rusland og en relateret lukning af grænserne. Ifølge den ukrainske militære efterretningstjeneste vil fornyet mobilisering i Rusland starte i januar 2023.

## Januar 2023

### 1. januar
I Makijivka i den besatte Donetsk oblast blev en skole ødelagt af ukrainsk artilleriild med HIMARS. Ifølge ukrainske kilder blev denne skole brugt af 700 russiske tropper som kaserner og samtidig som materiale- og ammunitionsdepot. Ifølge ukrainske kilder blev omkring 400 russiske soldater dræbt og resten såret.

### 2. januar
Ifølge det ukrainske militær blev 39 droner skudt ned under det russiske angreb på Kiev og omegn natten til den 2. januar. Dronerne er af den iranske Shahed -type , hedder det. Derudover blev to droner af russisk type og et luft-til-jord missil ødelagt, oplyser militæret.

### 3. januar
I begyndelsen af januar 2023 oplyste den britiske militære efterretningstjeneste Defence Intelligence med hensyn til slaget ved Bakhmut, at Ukraine havde styrket sine forsvarsstillinger der i slutningen af december, og at begge stridende fraktioner havde lidt store tab der i december. Efterretningstjenesten vurderede angrebene fra russiske styrker og Wagner-lejesoldater nær Bakhmut i december som svage eller dårligt koordinerede.

### 4. januar
Ifølge den ukrainske efterretningstjeneste flytter Rusland flere tropper til den nordlige del af Krim og udvider stillinger der og i den besatte del af Kherson oblast for at sikre en nordlig landkorridor til Krim.

### 5. januar
Forbundskansler Olaf Scholz og USA's præsident Joe Biden aftalte telefonisk, at Tyskland ville forsyne Ukraine med et Patriot antiluftskyts missilsystem og Marder infanteri kampvogne, og at USA ville levere M2/M3 Bradley infanteri kampvogne.

### 6. januar
Den nye bistand annonceret af den amerikanske regering dagen før er cirka 3 milliarder dollars værd. Antallet af Bradley pansrede mandskabsvogne, der allerede er annonceret, anslås til 50. Bradleys er blandt andet udstyret med panserværnsmissiler; Aid Pack inkluderer også 100 pansrede troppevogne og minebestandige køretøjer og 138 Humvee SUV'er.

### 8. januar
Ifølge den ukrainske viceforsvarsminister Hanna Maljar og den ukrainske præsident Volodymyr Zelenskyj er der hårde kampe i byen Soledar nær Bakhmut.

### 10. januar
Lejesoldaterorganisationen Gruppa Vagnera rapporterede at have erobret byen Soledar. Medlemmer af de ukrainske væbnede styrker var dog stadig omringet i centrum af byen og havde fået et ultimatum om at overgive sig ved midnat den 11. januar.
Ifølge generalløjtnant Oleksiy Pavlyuk har det ukrainske militær anlagt store minefelter i den nordlige del af Kiev på alle punkter, der er tilgængelige for kampvogne for at forhindre hurtige fremrykninger fra russiske tanktropper i tilfælde af en fornyet russisk offensiv fra Hviderusland. Hvis angriberne ikke kunne komme igennem disse barrierer, ville det være lettere for ukrainsk artilleri at bekæmpe disse tropper. Ifølge den ukrainske ledelse har den russiske hær stationeret militærenheder i Hviderusland langs grænsen til Ukraine. Militære eksperter anser dog endnu ikke, at de russiske enheder i Hviderusland er store nok til at iværksætte et storstilet angreb fra Hviderusland. Ikke desto mindre binder de ukrainske tropper, som mangler på andre frontsektioner.

### 11. januar
Ruslands forsvarsminister Sergei Shoigu udnævnte generalstabschef Valery Gerasimov til chef for russiske tropper i Ukraine. Den tidligere kommandant, Sergei Surovikin, som havde overtaget denne stilling i oktober 2022, blev Gerasimovs stedfortræder. Salyukov udnævnte også to andre deputerede og oberst-general Alexei Kim. Denne personaleomlægning blev begrundet med det påståede "behov for tættere samarbejde mellem de russiske hærens enheder" og "udvidelsen af omfanget af de opgaver, der skulle løses".

### 13. januar
Ifølge den ukrainske hær, fortsætter forsvaret af Soledar.

### 14. januar
Om aftenen ødelagde en russisk Ch-22 raket en del af en ti-etagers boligblok i Dnipro, og dagen efter var antallet af civile ofre, der blev rapporteret, mindst 30 døde og mere end 70 sårede.

### 16. januar
Ifølge en chef for en ukrainsk droneenhed mistede man kontrollen over en sidste del af den hårdt beskadigede landsby Soledar, hvor der kun boede et par hundrede mennesker.

### 17. januar
Ifølge Ukraines præsidentielle stabschef Andriy Yermak er mere end 9.000 civile dræbt i krigen i Ukraine, siden det russiske totalangreb begyndte i februar 2022.

### 18. januar
Af årsager, der stadig er uklare, styrtede en ukrainsk helikopter ned i nærheden af en børnehave og en boligbygning i Brovary nær Kiev. 16 mennesker mistede livet; 29 andre blev såret. Blandt de dræbte var den ukrainske indenrigsminister Denys Monastyrskyj, hans stedfortræder Yehvhenij Jenin og en statssekretær. Helikopteren var på vej til en del af fronten.

### 20. januar
Det amerikanske finansministerium har stemplet den russiske paramilitære Gruppa Vagnera som en transnational kriminel organisation. Denne bestemmelse giver mulighed for internationale sanktioner.

### 23. januar
Ifølge den ikke-statslige organisation ( NGO) Rus Sidyashchaia er kun 10.000 af de 50.000 rekrutter, der er rekrutteret i russiske fængsler til Ukraine-krigen, stadig aktivt udsendt for Wagner-gruppen. "Resten er dræbt, såret, savnet, overgivet eller forladt." Den ukrainske generalstab rapporterede om hårde kampe og afviste angreb på Bakhmut og Avdiivka. Ifølge det russiske militær har Ukraine omgrupperet sine enheder i Zaporizjzja oblast.

### 24. januar
Den 24. januar besluttede den tyske regering at levere Leopard 2A6 kampvogne til Ukraine.

### 25. januar
Regeringerne i Holland, Finland, Norge, Spanien og Portugal erklærede sig også villige til at udlevere Leopard 2 kampvogne til Ukraine. Den amerikanske regering bekræftede, at den vil levere 31 M1 Abrams kampvogne til Ukraine.
Den ukrainske hær bekræftede officielt, at den havde trukket sig tilbage fra Soledar i Donetsk oblast.

### 26. januar
I en resolution opfordrede Europarådet til, at der oprettes en international særdomstol mod Rusland.

Ifølge Ukraine blev 55 missiler affyret mod mål i Ukraine sammen med yderligere 24 Shahed-136- droner. Det ukrainske luftvåben hævder at have skudt alle dronerne og 47 af missilerne ned. Med i angrebet var et Kh-47 Kinzhal hypersonisk missil. Kyivs borgmester sagde, at en person var død og to blev såret, da en boligblok blev ramt i Holosiiv-distriktet . Overalt i landet blev 11 mennesker dræbt og 11 såret, ifølge Emergency Service.

### 29. januar
Wagner-gruppen hævdede, at de erobrede landsbyen Blahodatne nord for Bakhmut. Ukraine afviste denne påstand og sagde, at det afviste angrebet.

Det ukrainske militær erklærede også, at det havde afvist russiske angreb på i alt 14 steder i Donbass.

### 31. januar
Ifølge skøn fra den tyske forening Connection, der hjælper desertører fra andre lande, er omkring 150.000 mænd i den militære alder flygtet fra Rusland alene til Vesteuropa siden krigens begyndelse. Tyskland har givet humanitære visa til 1.149 sårbare russiske borgere siden starten på Ruslands angrebskrig mod Ukraine.

## Februar 2023

### 2. februar
I en tale i anledning af 80-året for Den Røde Hærs sejr over den tyske Værnemagt i Slaget om Stalingrad sendte den russiske præsident Vladimir Putin trusler mod Tyskland, som han beskyldte for at være involveret i Ukraine-krigen ved at levere Leopard 2 kampvogne. Putin sammenlignede den nuværende støtte til Ukraine fra Vesten med Adolf Hitlers politik og bebudede reaktioner på kampvognsleverancerne: "Vi har noget at reagere med. Og sagen ender ikke med brugen af pansrede køretøjer. Det burde alle forstå."

### 3. februar
Rusland planlægger at nationalisere godser og aktiver ejet af ukrainske personer og virksomheder på den annekterede halvø Krim. Disse omfatter den rigeste mand i Ukraine Rinat Akhmetov, oligarken Ihor Kolomojskyj, 12 banker og fodboldklubben Dynamo Kyiv.

### 5. februar
Tredje del af EU's embargo mod russisk olie og olieprodukter træder i kraft.

### 6. februar
De første Leopard kampvogne på vej til Ukraine ankom til Polen.

### 7. februar
Det ukrainske parlament forlængede krigsloven med 90 dage. Det var den femte forlængelse siden krigen begyndte i februar 2022. Ifølge mediernes rapporter stemte 348 parlamentsmedlemmer for forlængelsen. 226 stemmer havde været nødvendige.

### 8. februar
Baseret på observationen af stigende russiske angreb, der involverer enheder og regimenter fra mindst tre store russiske divisioner, vurderer den amerikanske tænketank ISW, at den forventede og annoncerede russiske vinteroffensiv nu finder sted i den nordlige del af Dvorichna via Kupjansk og Svatove til Kreminna. Den russiske side formåede at genvinde initiativet her, selvom terrængevinsten for det store angreb stadig er minimal.

### 9. februar
Forskning fra ARD-tv-magasinet Monitor har afsløret, at Rusland har adgang til halvledere, integreret kredsløb og anden højteknologi, der er nødvendig for våbenteknologi fra Tyskland og andre vestlige lande, selvom sanktioner skal forhindre dette. Ifølge undersøgelsen omgår mindst én tysk virksomhed indirekte sanktionerne ved at sælge de sanktionerede teknologier til Tyrkiet, hvor de videresælges til Rusland af en virksomhed, der blev grundlagt der i 2022. Undersøgelsen afslørede også, at efter starten på den russiske angrebskrig steg Tyrkiets eksportvolumen inden for "halvledere og elektroniske kredsløb" fra omkring 300.000 US-dollars i 2021 til mere end 86 millioner US-dollars i 2022.

### 11. februar
Ifølge skøn fra USA's forsvarsministerium er omkring 80 procent af de russiske tropper involveret i aggressiv krigsførelse. Derudover mistede den russiske hær "sandsynligvis halvdelen" af sine vigtigste kampvogne.

### 13. februar
Ifølge britisk den britisk militære efterretningstjeneste har det russiske militær styrket sine stillinger nær Zaporizjzja oblast, byerne Vasylivka og Orikhiv, da landbroen mellem Rusland og den annekterede halvø Krim ville gå tabt, hvis russiske styrker ikke kunne stoppe en modoffensiv fra Ukraines side.

### 14. februar
Ifølge en rapport fra Yale University om børnedeportationer under den russisk-ukrainske krig, blev mindst 6.000 ukrainske børn deporteret til 43 russiske lejre eller faciliteter på Krim eller Rusland indtil februar 2023. "Det primære formål med de lejre, vi identificerede, ser ud til at være politisk genopdragelse. "Ifølge rapporten handler det om ukrainske børn såvel som forældreløse børn og også om børn med forældre eller formyndere. Andre børn er blevet adopteret af russiske familier eller er blevet anbragt i plejefamilier.

### 16. februar
Ifølge den ukrainske præsidentrådgiver Mykhailo Podoliak har Rusland ændret sin tilgang til luftangreb. Ifølge Podoljak bruger de russiske væbnede styrker dummy-missiler uden sprænghoveder og balloner til at overliste og overvælde det ukrainske antiluftværn ved at tilbyde dem for mange mål.

### 17. februar
Ifølge skøn fra britisk militær efterretningstjeneste blev mellem 175.000 og 200.000 soldater, der kæmpede for Rusland, såret eller dræbt i krigen. Af disse blev mellem omkring 40.000-60.000 dræbt.

### 18. februar
Den polske premierminister Mateusz Morawiecki indvilligede i at levere MiG-jagerfly til Ukraine på betingelse af, at andre stater, især USA, gør det samme.

### 19. februar
Ifølge Estlands premierminister Kaja Kallas bruger Rusland "lige så mange artillerigranater på en dag, som Europa producerer på en måned". Ifølge Kallas arbejder den russiske rustningsindustri på treholdsskift.

### 21. februar
Greenpeace og miljøorganisationen Eco-action har ifølge egne udsagn dokumenteret knap 900 tilfælde af alvorlige miljøskader forårsaget af krigen i Ukraine.

### 23. februar
Det ukrainske militær rapporterede, at de afviste i alt 90 russiske angreb, der begyndte dagen før nær Kupjansk (Kharkiv oblast) og byerne Avdijivka, Bakhmut, Lyman og Sjakhtarsk i Donetsk oblast.

### 24. februar
Folkerepublikken Kina offentliggjorde et positionspapir, der tidligere var annonceret som en fredsplan med titlen Kinas holdning til den politiske løsning på Ukraine-krisen med følgende punkter: 1. "Respekt for alle landes suverænitet", 2. "Farvel til Den kolde krigs mentalitet", 3. "Ophør af fjendtligheder", 4. "Genoptagelse af fredsforhandlinger", 5. "Løsning af den humanitære krise", 6. "Beskyttelse af civile og krigsfanger", 7. " Hold atomkraftværker sikre", 8. "Reduktion af strategiske risici ", 9. "Sikring af korneksporten", 10. "Afslut sanktioner ", 11. "Holde industri- og forsyningskæder stabile", 12. "Fremme genopbygning efter konflikt".

### 25. februar
Den Europæiske Union indførte en tiende pakke af sanktioner mod Den Russiske Føderation.

Rusland stoppede olieforsyningerne gennem Druzjbarørledningen til Polen.

### 26. februar
I Belarus var der eksplosioner på en militærflyveplads nær Minsk; Belarussiske partisaner tog ansvaret for at beskadige et russisk Beriev A-50 rekognosceringsfly stationeret der.

## Marts 2023

### 1. marts
Ukrainske styrker i det østlige Ukraine rapporterede, at russiske tropper rykkede frem nær Bakhmut, men var i stand til at skubbe det russiske angreb tilbage nordvest og syd for Kreminna.
Ukraine har nægtet ansvaret for adskillige dronestyrt i Rusland siden begyndelsen af ugen, nogle hundrede kilometer fra den ukrainske grænse.

### 4. marts
Talsmanden for den ukrainske hær Øst, oberst Serhiy Cherevatyy, rapporterede, at situationen i Bakhmut var vanskelig, men under kontrol. Russiske styrker har vundet terræn, men ukrainske styrker har endnu ikke følt sig tvunget til at trække sig tilbage. Russiske styrker er endnu ikke klar til fuldt ud at omringe byen når som helst snart, som ifølge Institute for the Study of War forsinker de russiske fremskridt.

### 6. marts
En videooptagelse, der viser skydningen af en mand i en ukrainsk uniform, som til formodede russiske soldater, svarede med ordene "Slawa Ukrajini" (Leve Ukraine). Den ukrainske generalanklagemyndighed åbnede en undersøgelse af beviser for en krigsforbrydelse. En ukrainsk kampenhed sagde, at det ifølge "foreløbige oplysninger" var en soldat, der havde været savnet i kampe nær Bakhmut siden begyndelsen af februar 2023.

### 9. marts
Atomkraftværket Zaporizhia blev på grund af beskydning afbrudt fra det ukrainske elnet. Dieselgeneratorer overtog kraftværkets nødstrømforsyning, inden den almindelige strømforsyning kunne genoprettes den samme dag. Det var sjette gang siden begyndelsen af den russiske invasion, at kraftværket gik i nøddrift.

### 10. marts
Yevgeny Prigozhin, leder af den russiske Wagnergruppe, har meddelt, at kontorer til rekruttering af lejesoldater til den russiske militæroperation i Ukraine er åbnet i 42 russiske byer.

### 16. marts
Ifølge den britiske efterretningstjeneste og amerikanske militæranalytikere har de russiske offensive forsøg mistet intensiteten på grund af store tab af soldater og materiel. Den ukrainske oberst Oleksiy Dmytrashkivskyi rapporterede, at antallet af daglige russiske angreb langs fronten var faldet fra 90-100 angreb til 20-29. Ifølge det britiske forsvars- og efterretningsministerium blev i Vuhledar, hvor den russiske hær allerede havde mistet over 130 kampvogne og pansrede køretøjer i februar, blev et fornyet russisk kampvognsangreb ødelagt ved brug af panserminer fra "Remote Anti-Armor "Mine System".

### 17. marts
Den Internationale Straffedomstol (ICC) udstedte arrestordrer på den russiske præsident Vladimir Putin og præsidentens kommissær for børns rettigheder Maria Lvova-Belowa. Straffedomstolen anklager både for at være ansvarlig for udvisningen af ukrainske børn til Rusland og for at have begået krigsforbrydelser i forbindelse hermed.

### 20. marts
Ukraines forsvarsministerium meddelte, at en forsendelse af Kalibr krydsermissiler var eksploderet, mens de blev transporteret med jernbane i Jankoy, Krim. Mindst én person blev angiveligt såret.

### 24. marts
Både kampene om Bakhmut og om Avdiivka fortsatte, i den nordlige del af Bakhmut og vest for Zalizianske var de russiske styrker i stand til at rykke frem. Der var også hårde kampe langs Lyman - Kupjansk fronten. Røde Kors rapporterede omkring 10.000 civile, der kæmpede for at overleve i og omkring Bakhmut.

### 25. marts
Den russiske præsident Vladimir Putin meddelte, at lagerfaciliteter for taktiske kernevåben vil blive etableret i Belarus senest den 1. juli 2023, hvorefter taktiske atomvåben vil blive overført fra Rusland til Belarus. Dette blev besluttet som en del af en aftale mellem regeringerne i begge lande.

### 27. marts
Ukraine modtog leveringen af de 18 Leopard 2A6 kampvogne og omkring 40 Marder-infanterikampvogne, der blev annonceret i januar fra Tyskland.

### 28. marts
Wagnergruppen var i stand til at vinde terræn i Bachmut fra sydøst i retning af byens centrum. Den amerikanske tænketank Institute for the Study of War (ISW) anslog, at russiske styrker har besat 65% af Bakhmut.
Det britiske forsvarsministerium rapporterede, at det russiske 10. pansrede regiment havde mistet en stor del af sine kampvogne, der forsøgte at omringe Avdijivka fra syd. Ukrainske styrker var i stand til at vinde terræn vest for Dibrowa (nær Kreminna.

## April 2023

### 1. april
Russiske, ukrainske og vestlige kilder bemærkede, at den russiske vinteroffensivs mål om at besætte de administrative grænser for Ukraines Donetsk- og Luhansk -oblaster inden udgangen af marts ikke kunne nås. I det østlige Ukraine var ukrainske styrker i stand til at vinde begrænset territorium vest for Chervonopopivka (Syeverodonetsk Raion) og nordøst for Verkhnyokamyanske (Bakhmut Raion). Ifølge Institutes for the Study of War fik den russiske generalstabschef Waleri Gerassimow tildelt opgaven, at erobre Donbass inden den 31. marts 2023.

### 4. april
Som svar på den russiske invasion af Ukraine blev Finland det 31. medlem af NATO.
Ukraines vicepremierminister Iryna Vereshchuk opfordrede ukrainere i de russisk-besatte områder til at flygte fra de besatte områder på baggrund af en planlagt ukrainsk offensiv.
 .

### 7. april
Det britiske forsvarsministerium sagde, at russiske styrker erobrede den vestlige bred af floden Bakhmutka i Bakhmut, hvilket kan true Ukraines forsyningslinjer.
Ifølge den russiske udenrigsminister Sergej Lavrov er fredsforhandlinger med Ukraine kun mulige i forbindelse med en "ny verdensorden" uden amerikansk overherredømme.

### 12. april
Det russiske parlament vedtog en lov, der øjeblikkeligt forbyder borgere at forlade landet, hvis de undlader at efterkomme en indkaldelse fra den russiske hær. Efter gentagne gange at ignorere stævninger, kan der pålægges sanktioner såsom fratagelse af kørekort, spærring af registrering af selvstændig erhvervsvirksomhed. Forbud mod registrering af køretøjer, og forbud mod udlån og låntagning, ejendomshandler og indkomstbeskatning.

### 13. april
En russisk domstol har idømt Wikimedia en bøde svarende til 22.000 € for at nægte at slette artiklenom den russiske besættelse af Zaporizjzja oblast fra den russisksprogede Wikipedia.

### 18. april
Det ukrainske militær har krydset floden Dnipro nær byen Kherson (nord for Olesjky) og etableret stillinger på østsiden af Dnipro.

### 20. april
Sent på aftenen affyrede et russisk krigsfly et missil mod den russiske by Belgorod og ramte byens centrum. Ifølge russiske oplysninger var der en "uplanlagt affyring af ammunition". Tre personer blev såret og huse beskadigede. Et krater på 20 meter i diameter blev dannet.

### 25. april
Sekretariatet for FN's højkommissær for menneskerettigheder opfordrede til en undersøgelse af den opsnappede radiomeddelelse, angiveligt af en ukrainsk soldat, der beordrede henrettelse af en Wagner-lejesoldat, såvel som Jevgenij Prigozjins udtalelse om at dræbe ukrainske krigsfanger, da de ville være tilskyndelse til krigsforbrydelser, forudsat at optagelserne er autentiske.

### 26. april
Den kinesiske leder Xi Jinping talte med den ukrainske præsident Volodymyr Zelenskyj i telefon for første gang siden krigen begyndte. Ifølge kinesiske statsmedier ønsker regeringen at sende en særlig udsending til Ukraine og arbejde sammen med de stridende parter for at løse konflikten.

### 27. april
Den danske forsvarskommando meddelte, at en dansk patruljebåd få dage før angrebet på Nord Stream-rørledningerne observerede og fotograferede et russisk specialfartøj med navnet SS-750 nær eksplosionspunktet.

### 28. april
Natten til den 28. april brugte Rusland droner og krydsermissiler til at angribe den civile infrastruktur i tre ukrainske byer. Af 23 affyrede krydsermissiler var ukrainske luftforsvar i stand til at skyde 21 ned, 11 af dem i nærheden af Kyiv, som blev angrebet for første gang i 51 dage. To mennesker døde under beskydningen i Dnipro. Byen Uman blev hårdest ramt. Ti boligbygninger blev beskadiget der. Mindst 25 mennesker blev dræbt i angrebene.

### 29. april
En eksplosion ved et brændstofdepot på den russisk-besatte halvø Krim, blev ifølge russiske myndigheder forårsaget af mindst én drone. Den ukrainske militære efterretningstjeneste forklarede, at depotet tjener til at forsyne den russiske Sortehavsflåde, og at ti olietanke med en samlet kapacitet på omkring 40.000 tons blev ødelagt der. Ukraine har hverken accepteret eller nægtet ansvaret for hændelsen.

## Maj 2023

### 1. maj
Ifølge den britiske militære efterretningstjeneste har Rusland grundet en forventet ukrainsk offensiv bygget positioner langs den nordlige grænse af halvøen Krim. Ifølge den militære efterretningstjeneste, som er afhængig af satellitbilleder til disse oplysninger, er der gravet hundredvis af kilometer skyttegrave på russisk territorium (bag den russisk-ukrainske grænse i
Belgorod oblast og Kursk oblast.

### 2. maj
Det ukrainske parlament Verkhovna Rada har forlænget krigsretten med 90 dage.

### 3. maj
Om natten brød et bygningstag i Kreml i brand. Det russiske præsidentkontor hævdede, at to droner blev skudt ned der på det tidspunkt, og affaldet faldt på Kremls område. Præsidentens kontor anklagede den ukrainske regering for at forsøge at myrde den russiske præsident, Vladimir Putin. Den ukrainske præsident Volodymyr Zelenskyj erklærede derefter: "Vi angriber ikke Putin eller Moskva, vi kæmper på vores eget territorium."

### 5. maj
Der ukrainske militær opsnappede angiveligt et russisk luftbåret Kh-47 Kinzhal hypersonisk missil på vej mod Kiev ved hjælp af et Patriot antiluftskyts missilsystem.

### 8. maj
Tyskland har overhalet Polen som det land med flest ukrainske flygtninge; i maj 2023 var 1,07 millioner krigsflygtninge indkvarteret der, mere end noget andet land i EU.

### 10. maj
Ukraines præsident Volodymyr Zelenskyj erklærede, at en storstilet offensiv endnu ikke har fundet sted, fordi alle det lovede militære udstyr endnu ikke er blevet leveret; så man venter stadig på pansrede køretøjer. Uden disse ville en offensiv koste mange menneskeliv.
Wagnergruppens chef Jevgenij Prigozjin svarede, at den ukrainske modoffensiv allerede var i fuld gang, og at de ukrainske styrker ville angribe på Bakhmuts flanker. På denne baggrund advarede Prigozjin mod en omringning af sine tropper der. - Det ukrainske militær bekræftede, at den russiske hærs 72. motoriserede riffelbrigade forlod deres positioner i den sydvestlige udkant af byen i slaget ved Bakhmut.

### 11. maj
Det russiske forsvarsministerium hævdede, at De russiske luftbårne styrker langs en 100 kilometer bred front ved Soledar stort set afviste i alt 26 offensive forsøg fra det ukrainske militær, hvor mere end 1.000 ukrainske soldater og op til 40 kampvogne var indsat. Det blev også hævdet, at de luftbårne tropper dræbte 230 ukrainske soldater nær Bakhmut. -
Ifølge den ukrainske generalstab, i den østlige del af fronterne, ved Bakhmut, Marjinka , Avdiivka og Lyman var der omkring 30 russiske angreb.

### 15. maj
Den britiske regering vil foruden yderligere våbenleverancer, levere hundredvis af langtrækkende kampdroner til Ukraine.
)

### 16. maj
Fra midten af maj 2023 er der omkring 400.000 russiske soldater og lejesoldater på ukrainsk nationalt territorium, hvoraf 370.000 er soldater, 20.000 er medlemmer af den russiske nationalgarde og omkring 7000 er medlemmer af sikkerheds- og militærkompagnier eller lejesoldater. Ifølge den ukrainske generalstab er antallet af russiske soldater, der døde i krigen, steget til over 200.000.

### 22. maj
De paramilitære grupper Legion Freedom of Russia og det russiske frivillige korps (RDK) siges at have angrebet stillinger i forskellige landsbyer nær grænsen og taget kontrol over bosættelsen Kosinka i Ruslands Belgorod oblast. Ingen civile kom til skade.
Lederen af den russiske Wagner-gruppen, Jevgenij Prigozjin, har meddelt, at han vil trække sine tropper tilbage fra Bakhmut mellem 25. maj og 1. juni og overdrage byen til de russiske væbnede styrker. Den ukrainske hær erklærede kampene i Bakhmut for ikke afsluttet. Der er stadig ukrainske enheder i den sydvestlige del af Bakhmut med bygninger og stillinger. Ifølge den ukrainske generalstab forbliver Bakhmut og Marjinka "epicenteret for kampene."

### 28. maj
Ifølge den ukrainske militæradministration indledte Rusland natten til den 28. maj et rekordstort angreb - målt på antallet af indsatte droner - på Ukraine. De ukrainske myndigheder sagde, at 52 ud af 54 droner blev opsnappet. De fleste af dem, 40 i alt, blev ødelagt over Kyiv. Ifølge militærguvernør Serhiy Popko var det det 14. angreb på Kyiv siden begyndelsen af måneden. Ifølge borgmesteren i Kyiv, Vitalij Klytjko, blev to mennesker, mindst én person, dræbt af nedfaldende dronerester, flere mennesker blev såret. Dronerne beskadigede flere bygninger.

## Juni 2023

### 4. juni
Det "Russiske Volunteer Corps" og "Legion Freedom of Russia" - russiske frivillige enheder, der kæmper på den ukrainske side - offentliggjorde videoer på Telegram for at vise, at de var trængt ind i en forstad til den russiske by Sjebekino i Belgorod oblast i nærheden af grænsen. I en video tilbød chefen for "Frivilligkorpset", den russiske højreekstremist Denis Nikitin, løsladelse af to russiske soldater, hvis guvernør Gladkov sent på eftermiddagen kom ubevæbnet til kirken i landsbyen Novaya Tavolshanka nær grænsen for at tale om situationen i regionen.

### 6. juni
Nova Kakhovka-dæmningen til Kachowka vandkraftværket, som holdt 18 milliarder kubikmeter vand tilbage, blev om morgenen ødelagt som følge af en eksplosion. I månederne forinden havde de stridende parter beskyldt hinanden for at ville sprænge dæmningen i luften. En konsekvens af ødelæggelsen af dæmningen er oversvømmelsen af store områder syd for dæmningen, der støder op til floden Dnepr. Ifølge de lokale myndigheder i byen Nova Kakhovka, der støder op til dæmningen, er vandet steget mere end 10 meter.
Ifølge en ukrainsk ikke-statslig organisation er næsten 100 landsbyer og byer truet af oversvømmelser som følge af bruddet på dæmningen.

### 7. juni
Det ukrainske forsvarsministerium meddelte, at dets styrker var avanceret fra 200 til 1100 meter rundt om Bakhmut.

### 11. juni
Ved middagstid den 11. Juni meddelte den ukrainske hær, at den som en del af den igangværende modoffensiv havde befriet bosættelsen Blahodatne syd for byen Welyka Nowosilka i Donetsk oblast.

### 13. juni
FN's nødhjælpskoordinator Martin Griffiths advarede om de vidtrækkende konsekvenser af bruddet på Kachowka-dæmningen den 6. juni 2023 for verdensbefolkningen. Hele området, der strækker sig til Sortehavet og Krim, er et kornmagasin ikke kun for Ukraine, men for hele verden. Griffiths er overbevist om, at fødevarepriserne vil stige, da dæmningens kollaps vil forårsage enorme problemer med høst og plantning til næste høstsæson. Dette vil have en enorm indflydelse på den globale fødevaresikkerhed.

### 19. juni
De ukrainske væbnede styrker taler om deres modoffensive forløb efter planen, men der er stadig en "vanskelig situation" ved fronten. Fremrykningen blev bremset af miner og fæstningsværker. Ifølge dem blev otte bosættelser og 113 km² generobret.
Det danske forsvarsministerium annoncerede endnu en pakke med militærhjælp til Ukraine til en værdi af omkring 3,2 milliarder dollars, der skal leveres fra 2023 til 2028, som vil omfatte våben, militært udstyr, nødudstyr og træningsstøtte.

### 23. juni
Det russiske statslige nyhedsbureau TASS rapporterede, at der var blevet indledt en straffesag mod Wagnergruppens leder Jevgenij Prigozjin for at "tilskynde til en væbnet opstand".

### 24. juni
I løbet af natten tog Prigozjin og hans tropper kontrol over de militære installationer i de store russiske byer Rostov ved Don og Voronezj.
Om morgenen holdt den russiske præsident Vladimir Putin en fem minutters tv-tale og kaldte Wagner-troppernes fremrykning for "forræderi".
I Moskva blev der erklæret en "anti-terroristisk nødsituation", og skoleafslutningsceremonierne, som normalt finder sted den sidste weekend i juni, blev udskudt med en uge.
Senere på dagen meddelte Prigozjin, at hans styrker ville stoppe deres march mod Moskva og trække sig tilbage til militærlejre efter samtaler med den hviderussiske præsident, Aleksandr Lukasjenko.
Til gengæld skulle Prigozjin have lov til at gå i eksil i Belarus, og alle anklager mod ham og hans tilhængere skulle frafaldes.
Omkring kl. 23:00 begyndte Wagner-gruppen at trække deres styrker tilbage fra Rostov ved Don.

### 26. juni
Fra russiske kilder blev det kendt, at de ukrainske væbnede styrker formåede at etablere sig på venstre bred af floden Dnepr i Kherson oblast; Droneoptagelser offentliggjort på Telegram viste kampe på den tidligere russisk-kontrollerede kyst nær Antonivka-broen.

Den ukrainske hær bekendtgjorde befrielsen i Donetsk oblast af landsbyen Riwnopil vest for landsbyerne Makariwka og Storozheve, som allerede var blevet generobret den 11. juni.

### 27. juni
Den russiske præsident Vladimir Putin erkendte for første gang, at Wagnergruppen udelukkende var finansieret af staten.
Ifølge ukrainske kilder blev mindst 12 mennesker dræbt og 61 sårede i et russisk raketangreb på en restaurant i Kramatorsk i det østlige Ukraine.

## Juli 2023

### 10. juli
Ifølge officielle tal blev mindst fire civile dræbt og elleve andre såret i et russisk angreb på byen Orikhiv i det sydlige Ukraine tæt på fronten. Lederen af den militære administration i Zaporizjzja oblast meddelte, at boligområdet blev ramt af en styret flybombe under uddelingen af humanitær hjælp.

Ifølge officielle oplysninger fra Ukraine blev strategisk vigtige bakker omkring Bakhmut erobret.

### 11. juli
Den russiske generalløjtnant Oleg Zokov blev angiveligt dræbt i et missilangreb nær den russisk-kontrollerede by Berdjansk, Zaporizjzja oblast.

### 12. juli
Den ukrainske generalstab meddelte, at de ukrainske tropper har opnået deres mål med delvis succes sydvest for Bakhmut. Talsmanden for den ukrainske Tavriisk-gruppe, major Valerii Shershen, erklærede, at de ukrainske stridskræfter er rykket frem langs frontlinien i retning af Berdjansk.

### 14. juli
Den amerikansk-leverede klyngeammunition er ankommet, har Valerji Shershen, en talsmand for Ukraines sydlige Tavria Military District, bekræftet. Ammunitionen vil blive brugt strengt inden for de juridiske rammer og "kun til rydning af vores territorier".

### 17. juli
Natten til den 17. juli blev Krimbroen ifølge russiske oplysninger igen beskadiget af et ukrainsk angreb: Kort efter klokken 03.00 var der angiveligt to eksplosioner. Vejbanen sank i den ene retning og blev beskadiget i den anden; to voksne siges at være blevet dræbt i en bil og parrets datter såret. Broen blev spærret for vejtrafik, jernbanebroen kun kortvarigt.

Russiske myndigheder talte først om en "nødsituation" ved søjle 145, senere blev det rapporteret, at to flydende droner havde angrebet broen.

### 21. juli
Den 21. juli blev havnen i Odessa ramt af russiske luftangreb for tredje dag i træk. Ifølge ukrainske kilder ødelagde de russiske angreb på siloer 100 tons ærter og 20 tons byg.

Ifølge oplysninger fra UNESCO blev det arkæologiske museum, søfartsmuseet og litteraturmuseet, som er en del af verdens kulturarv, ramt under angrebene på Odessa.

### 23. juli
Ifølge guvernøren for det sydlige Ukraines Odessa oblast, Oleh Kiper, blev byens største ortodokse kirke, Transfiguration katedralen, hvis genopbygning først var afsluttet i 2010, alvorligt beskadiget af russisk beskydning. Flere andre beboelsesbygninger i det historiske centrumområde blev også beskadiget, og en civil blev dræbt. Endnu et angreb blev forhindret af de ukrainske luftforsvarssystemer. Der var også mindst tre dræbte i det østlige og nordøstlige Ukraine.

### 25. juli
Ifølge EU's landbrugskommissær Janusz Wojciechowski kunne EU håndtere næsten al ukrainsk korneksport. Tidligere var kornaftalen mellem Rusland og Ukraine gennem Sortehavet blevet annulleret af den russiske præsident. Den Internationale Valutafond (IMF) forventer, at afslutningen på kornaftalen kan få de globale kornpriser til at stige med mellem 10 og 15 procent.

### 26. juli
Den russiske Sortehavsflåde forbereder sig tilsyneladende på at blokere Ukraines Sortehavshavne.

### 31. juli
Ukraine rapporterede om fremgang på næsten 15 kvadratkilometer (12,6 af dem på fronten i det sydlige Ukraine) inden for den seneste uge. I alt 240 kvadratkilometer er blevet generobret siden begyndelsen af modoffensiven.

## August 2023

### 1. august
Flere fragtskibe ignorerede den russiske flådeblokade og passerede gennem ukrainsk farvand. Ams1, der er registreret under Sierra Leones flag, gik ind i Donaudeltaet fra Istanbul og satte kursen mod havnebyen Izmajil, viser offentligt tilgængelige AIS-data. Turen blev ledsaget af flere ubevæbnede NATO-fly og en drone.

### 4. august
Ifølge den ukrainske efterretningstjeneste brugte den ukrainske hær om natten den 4. august sødroner til at angribe russiske krigsskibe i havnen i den russiske by Novorossijsk (Krasnodar kraj). En drone lastet med 450 kilo sprængstof detonerede på flanken af landingsskibet Olenegorskiy Gornyak og beskadigede det.

### 5. august
Nationale sikkerhedsrådgivere fra 40 lande, herunder Kina, USA, Indien, Brasilien og Sydafrika, mødtes i Saudi-Arabien for at diskutere en mulig fredelig afslutning på krigen. Der var ikke sendt nogen invitation til Rusland. Formålet med konsultationerne var "konsolidering af forskellige fredsplaner", der var blevet fremlagt af flere stater efter starten på den russiske invasion.

### 10. august
Den ukrainske generalstab rapporterede om omfattende russiske offensive forsøg i byerne Kupjansk, Lyman, Bakhmut, Avdijivka, Marjinka og Sjakhtarsk og erklærede, at de selv ville gå i offensiven på de forreste sektioner mod Melitopol og Berdjansk.

På grund af de russiske angreb nær Kupjansk i Kharkiv Obast, evakuerede ukrainske myndigheder 37 byer der; mere end 11.000 indbyggere er berørt. På grund af de russiske angreb nær Kupjansk i Kharkiv oblast, evakuerede ukrainske myndigheder 37 byer der; mere end 11.000 indbyggere er berørt.

### 17. august
Den amerikanske regering har meddelt, at den vil tillade Danmark og Holland at eksportere F-16 til Ukraine, når uddannelsen af ukrainske piloter og flyteknikere på F-16 fly til Ukraine er afsluttet.

### 18. august
Den amerikanske regering anslår at næsten 500.000 soldater og lejesoldater er blevet dræbt eller såret siden angrebet i februar 2022. De ukrainske væbnede styrker havde registreret næsten 70.000 døde og 100.000 til 120.000 sårede; Ifølge amerikanske tal er antallet af dræbte russiske soldater og lejesoldater omkring 120.000, og antallet af sårede er mellem 170.000 og 180.000.

### 20. august
Under et besøg i Danmark af den ukrainske præsident lovede den hollandske og danske regering at forsyne Ukraine med F-16 kampfly. Den danske statsminister Mette Frederiksen erklærede, at hun ville overgive nitten F-16 kampfly til Ukraine. Otte enheder skal leveres i 2024, fem mere året efter. Den hollandske regering gav ingen oplysninger om antallet af enheder. Den ukrainske præsident meddeler dog, at han vil modtage 42 F-16 kampfly fra Holland.

### 23. august
Det russiske nyhedsbureau Tass rapporterede nedstyrtningen af et privat jetfly tilhørende Wagnergruppen og at alle ti ombordværende personer døde. Lederen af denne gruppe, Jevgenij Prigosjin, og dens grundlægger, Dmitry Utki, stod på passagerlisten.

### 24. august
Efter at Danmarks og Hollands regeringer meddelte Norge også, at de ville udlevere F-16 kampfly til Ukraine og uddanne piloter på flyene.
USA annoncerede også, at de ville træne ukrainske piloter på F-16 fra oktober 2023.

### 27. august
Den ukrainske hær erklærede, at den havde befriet landsbyen Robotyne i Zaporizjzja oblast og rykker frem mod landsbyerne Novoprokopivka, Mala Tokmachka og Ocheretuvate længere mod syd.

## September 2023

### 3. september
Ukraines præsident Volodymyr Zelenskyj annoncerede afskedigelsen af forsvarsminister Oleksіj Reznіkov og udnævnte Rustem Umjerov som sin efterfølger. Selenskyj begrundede sin beslutning med at ministeriet har brug for nye tilgange og andre formater for samarbejde med soldaterne og samfundet som helhed".
Ifølge brigadegeneral Oleksander Tarnavskyj har de ukrainske væbnede styrker brudt igennem den første og stærkeste af flere russiske forsvarslinjer i Zaporizhia-regionen i deres modoffensiv.

### 10. september
Den ukrainske militære efterretningstjeneste meddelte at den militærstrategiske vigtige Boyko-borerigger vest for Krim-halvøen, igen er under kontrol. Disse blev blandt andet brugt af Rusland som radarstationer til at overvåge skibstrafikken ud for den ukrainske kyst.

### 13. september
Institute for the Study of War (ISW) rapporterede om russiske landvindinger i Kupjansk- Kreminna-området i Luhansk oblast. Den russiske hær har samlet og angrebet enheder i regionen i ugevis. De ukrainske styrker er i defensiven dér.

### 20. september
Polen meddelte, at det ikke længere ville yde nogen yderligere udenlandsk militærhjælp til Ukraine end den, der allerede er fastsat i traktaten.

### 22. september
Den amerikanske regering besluttede at efterkomme den langvarige ukrainske anmodning om at forsyne Ukraine med MGM-140 ATACMS-ballistiske missiler.

### 23. september
Den 23. september bekræftede den amerikanske tænketank Institute for the Study of War (ISW) påstande fra de ukrainske væbnede styrker om, at endnu et gennembrud var sket gennem russiske minefelter, bemandede skyttegrave, panserskyttegrave og betonbarrierer i Zaporizjzja oblast. Ifølge ISW var den gennembrudte russiske forsvarslinje vest for landsbyen Werbowe den mest befæstede i hele oblasten.

### 25. september
En undersøgelseskommission fra FN's menneskerettighedsråd rapporterer, at den russiske side fortsætter med at begå systematiske krigsforbrydelser i den russisk-ukrainske krig : "Der er løbende beviser for, at russiske styrker i Ukraine begår krigsforbrydelser, herunder ulovlige angreb med eksplosive våben, angreb på civile, tortur, seksuel og kønsbaseret vold og angreb på energiinfrastruktur”. o

### 26. september
De to tyske katolske hjælpeorganisationer missio Aachen og Renovabis ser religionsfriheden i Ukraine truet af krigen: 450 kirkebygninger er indtil videre blevet ødelagt af den russiske angrebskrig.

## Oktober 2023
Bemærk: Udsagn om krigsførelse under en militær konflikt er generelt ikke verificerbare på grund af umuligheden af objektivitet på grund af krig og den politisk begrænsede og ofte kontrollerede frigivelse af information fra begge sider. På grund af nyhedssituationen kan selv seriøst klingende antagelser normalt hverken skelnes fra bidragydernes indre overbevisning eller fra forsætlig indflydelse på meninger og medier.

### 4. oktober
Ukraine sagde, at det havde ødelagt et russisk luftforsvarssystem og radaranlæg i russiske Belgorod oblast. Det russiske forsvarsministerium meddelte dog, at det med held havde afvist et ukrainsk luftangreb i Belgorod-, Bryansk- og Kursk-regionerne, der angiveligt blev udført med 31 droner.

### 13. oktober
Både Ukraine og Rusland rapporterede om kampe omkring byen Avdijivka i Donetsk oblast, som er under kontrol af ukrainske styrker. Ifølge Institute for the Study of War fik russiske enheder terræn nord og syd for Avdiivka, men mistede mindst 36 køretøjer i processen. Den ukrainske kommandant Oleksandr Syrskyj rapporterede om massive angreb fra russiske styrker med det formål at omringe byen Kupjansk.

### 15. oktober
Ifølge den britiske militære efterretningstjeneste bygger Rusland en alternativ jernbaneforbindelse til Mariupol for at forkorte transporttider for forsyning af Zaporizjzja oblast-sektoren af fronten. Jernbanenettet i den besatte del af Ukraine er stort set funktionelt, men er sårbart over for sporadiske forstyrrelser fra ukrainsk artilleri, raketter og sabotage. For at ødelægge jernbanetransport er kontinuerlige angreb fra luft- og/eller landtropper nødvendige.<

### 17. oktober
Efter at Ukraine længe havde bedt venligsindede stater om længererækkende missiler siden krigens begyndelse, modtog de ukrainske væbnede styrker - ifølge den ukrainske præsident Volodymyr Zelenskyj og The Wall Street Journal - ATACMS- missiler fra USA og iflg. den ukrainske hær, indsatte dem i luftangreb mod flyvepladser nær de russisk-besatte byer Luhansk og Berdjansk; Ni helikoptere blev ødelagt.

### 19. oktober
Den ukrainske hær har gjort endnu et fremskridt på de russisk-besatte bredder af Dnepr i det sydlige Ukraine; Ifølge russiske kilder blev det udført af marinesoldater nær Kherson.

### 20. oktober
Det ukrainske militær sagde, at der i gennemsnit blev udkæmpet 60 kampe om dagen langs hele fronten, men at antallet af kampe steg til 90 kampoperationer den 19. og 20. oktober.
I endnu et mislykket forsøg på at storme Avdiivka mistede russiske styrker 150 pansrede køretøjer og 900 soldater inden for en dag, ifølge den ukrainske generalstab.

### 27. oktober
Det tidligere medlem af Ukraines parlament og pro-russiske politiker Oleg Tsarjov blev skudt og bliver behandlet på intensiv, sagde den russisk-udnævnte embedsmand Vladimir Rogov i den sydlige ukrainske Zaporizjzja oblast. Ifølge insidere og amerikanske efterretningsoplysninger valgte Rusland ham til at stå i spidsen for en marionetregering i Kiev efter invasionen af Ukraine.

### 30. oktober
Premierminister Mark Rutte meddelte på Platform X, at Holland ønskede at forsyne Ukraine med de lovede F-16 kampfly inden for de næste to uger. Flyerne ville være på træningscentret i Rumænien om to uger.

## November 2023

### 1. november
Den sydkoreanske efterretningstjeneste (NIS) rapporterede, at Rusland havde modtaget en million artillerigranater fra Nordkorea. Da forbruget af artillerigranater i den russisk-ukrainske krig var enormt, ville denne ammunition holde i to måneder, hvis intensiteten blev opretholdt.

### 3. november
Ved en frontlinje i Zaporizjzja oblast var medlemmer af den 128. ukrainske bjerginfanteribrigade ved at blive dekoreret omkring klokken 10, da en russisk Iskander-raket ramte og dræbte 19 af dem. En soldat kritiserede cheferne for at have afholdt ceremonien. Den ukrainske forsvarsminister Rustem Umyerov annoncerede en undersøgelse.

### 15. november
For første gang udtalte den russiske besættelsesmyndighed i Kherson oblast også, at det var lykkedes Ukraines væbnede styrker at krydse floden Dnepr og etablere sig i nærheden af landsbyen Krynky. Landsbyen ligger cirka 30 kilometer fra Kherson og omtrent fire kilometer fra flodens østlige bred.

### 16. november
Ukraine rapporterede nye højder i russiske militære tab på én dag. Samtidig rapporterer den britiske militære efterretningstjeneste, at Rusland vinder terræn i kampen om Avdiivka nær industriområdet under ukrainsk kontrol (koks- og kemifabrikken).

### 18. november
Den britiske militære efterretningstjeneste identificerede tre steder i Ukraine, hvor der udkæmpes hårde kampe i den anden uge af november; den østlige bred af Dnepr i Kherson oblast, byen Avdiivka i Donetsk oblast og i Kupjansk-distriktet i Kharkiv oblast, som ligger på grænsen til Luhansk oblast.

### 19. november
Ifølge den ukrainske hær lykkedes det at presse de russiske styrker tilbage på den østlige bred af floden Dnepr i det sydlige Ukraine. Skønnene varierede "mellem tre og otte kilometer", afhængigt af terrænets beskaffenhed.

### 20. november
Det britiske forsvarsministerium rapporterede i sin daglige efterretningsrapport, at kritikken af lange udsendelser i Ukraine voksede i Rusland: Den 7. november gik kvinder af russiske soldater på gaden i Moskva i Moskva for første gang siden starten af invasionen og krævede, at deres mænd blev roteret ud af frontlinjen. Selvom demonstrationen blev afsluttet af politiet efter få minutter, var selve kravet bemærkelsesværdigt.

### 21. november
Den russiske særlige udsending Rodion Miroschnik sagde i Moskva, at det "nuværende regime" i Ukraine er "absolut giftigt", og at de ikke ser "ingen muligheder for sameksistens med det i øjeblikket.

### 26. november
Det britiske forsvarsministerium, med henvisning til efterretningstjenester, sagde, at krigen førte til huller i vigtige russiske våbensystemer: "Ekstraordinære russiske luftbrobevægelser i november 2023 indikerer, at Rusland sandsynligvis har flyttet strategiske luftforsvarssystemer fra Kaliningrad oblast for at imødegå de seneste tab". Ukraine har for nylig ødelagt flere russiske S-400 Triumf antiluftskytssystemer.

## December 2023

### 1. december
Det ukrainske luftvåben rapporterede russiske luftangreb bestående af 25 Shahed-droner og to missiler. 18 droner og et missil blev opsnappet. Ifølge ukrainske data er mere end 170.000 bygninger blevet beskadiget eller ødelagt siden den russiske invasion i februar 2022. De ødelagte bygninger omfattede mere end 20.000 beboelsesejendomme, 3.500 uddannelsesinstitutioner og 420 bygninger fra store og mellemstore virksomheder. Derudover blev lufthavne og civile flyvepladser, 344 broer og krydsninger og 25.000 veje ramt af ødelæggelser.

### 6. december
USA har sendt FBI efterforskere til Cypern for at hjælpe de cypriotiske myndigheder med at undersøge, hvordan russiske oligarker unddrager sig sanktioner mod Rusland gennem Cypern.

### 9. december
Ukraine fordømte planerne om at afholde det russiske præsidentvalg i 2024 i besatte ukrainske områder.

### 12. december
Et omfattende hackerangreb på Ukraines største mobiltelefonudbyder, Kyivstar, førte til det landsdækkende sammenbrud af dets mobilnetværk, som kun gradvist blev genoprettet i større byer i løbet af dagen. En hackergruppe, som Ukraine mener er i forbindelse med den russiske militære efterretningstjeneste GRU, tog ansvaret for det massive cyberangreb. 24 millioner kunder blev berørt af hackerangrebene. I Kiev fejlede missilalarmsystemer midlertidigt, og i Zaporizhzhia virkede betalingsterminaler fra nogle banker på apoteker og supermarkeder ikke. I Chernihiv var noget af gadebelysningen slukket.

### 14. december
For første gang siden krigens begyndelse holdt den russiske præsident Vladimir Putin en årlig pressekonference. I den gentog han, at målet med den russiske militæroperation i Ukraine var "denazificering og demilitarisering" af Ukraine. Han gjorde dette, i kombination med Ukraines afkald på NATO-medlemskab, til en betingelse for fred. Observatører så dette som et tilbud til Vesten, der beder Ukraine om at kapitulere i krigen..

### 19. december
FN's Menneskerettighedskontor dokumenterede talrige dødsfald blandt civile i russisk varetægt i en ny rapport. Der var tegn på tortur hos mindst 39 mennesker , rapporterede FN's højkommissær for menneskerettigheder Volker Türk. Tortur og anden grusom behandling er udbredt i interneringscentre i russisk-besatte områder," sagde han. Mange af sagerne drejede sig også om seksuel vold

### 26. december
Russiske kilder meddelte, at den russiske hær havde erobret byen Marjinka. Den ukrainske øverstkommanderende Valeriy Saluzhny sagde, at ukrainske styrker havde trukket sig tilbage til udkanten af Mariinka.

### 29. december
I de tidlige morgentimer gennemførte Rusland den mest massive bølge af drone- og missilangreb, siden overfaldet begyndte, og angreb Kyiv, Odessa, Dnipro, Kharkiv og Lviv . Ifølge ukrainske oplysninger blev mindst 38 mennesker dræbt og 144 såret.

### 30. december
Ifølge russiske myndigheder blev mindst 18 mennesker dræbt og over 100 såret som følge af ukrainsk beskydning af Belgorod i den russiske oblast af samme navn. Rusland opfordrede derfor også til en særlig samling i FN's Sikkerhedsråd.

## Januar 2024

### 3. januar 2024
I den første officielle fangeudveksling i flere måneder blev over 200 krigsfanger løsladt på begge sider. På det tidspunkt var mere end 2.800 mennesker blevet løsladt fra fangenskab. Ifølge ukrainske oplysninger er mere end 4.000 ukrainske soldater stadig krigsfanger.

### 4. januar 2024
Den russiske præsident Vladimir Putin underskrev et dekret, der vil tillade hurtig naturalisation af udlændinge, hvis de har sluttet sig til de væbnede styrker eller til russiske lejesoldater som Redut for at kæmpe mod Ukraine.

### 12. januar 2024
Den britiske premierminister Rishi Sunak besøgte Kyiv uanmeldt. Han havde tidligere lovet militær støtte til en værdi af 2,5 milliarder pund (omkring 2,9 milliarder euro). Samtidig underskrev begge lande en aftale om sikkerhedssamarbejde, som gælder for en periode på ti år med mulig forlængelse.

### 18. januar 2024
For at modvirke en våbenmangel for Ukraine grundlagde Frankrig, Tyskland og 20 andre lande en artillerikoalition i Paris for at producere ammunition og raketter. Frankrig meddelte også, at det ville fremskynde sin våbenproduktion og levere 78 CAESAR artillerisystemer.

### 21. januar 2024
Russiske besættelsesmyndigheder rapporterede, at mindst 25 mennesker blev dræbt og 20 personer blev såret som følge af ukrainsk beskydning af et marked i Donetsk.

### 22. januar 2024
Ifølge ukrainske oplysninger blev 18 mennesker dræbt og mere end 130 såret over hele landet i russiske missilangreb, og mere end 200 steder blev ramt. Ifølge embedsmænd i Kharkiv blev otte mennesker dræbt i et angreb på en boligbygning alene i den by.

## Februar 2024

### 3. februar 2024
Ifølge ukrainske kilder koncentrerede russiske styrker fyrre tusinde soldater, hundredvis af haubitser og over 600 kampkøretøjer øst for den ukrainsk-kontrollerede by Kupjansk. Den ukrainske militærtænketank Center for Defense Strategies udtalte, at Rusland ønsker at have erobret "hele Donetsk- og Luhansk -oblasterne samt en del af Kharkiv-oblasten op til Oskil-floden " inden præsidentvalget i marts 2024. Oskil flyder gennem Kupjansk fra nord. Det ukrainske forsvarsministerium oprettede yderligere mekaniserede brigader og sendte dem til Kupjansk for at forstærke dem.

### 5. februar 2024
Ifølge den tyske generalmajor Christian Freuding bør manglen på store frontale skift ikke skjule det faktum, at begge stridende parter udfører "intensive operationer og nogle gange kæmper for hver meter."

### 11. februar 2024
Ukraines præsident Volodymyr Zelenskyj udnævnte viceforsvarsminister Oleksandr Pavliuk til at erstatte Oleksandr Syrskyj, som hærfører.

### 13. februar 2024
Efter adskillige forsøg godkendte Senatet endelig en lov, der giver mulighed for at fortsætte amerikansk militærhjælp til en værdi af 60,1 milliarder dollars til Ukraine.

### 15. februar 2024
FN, Verdensbanken og den ukrainske regering rapporterede enstemmigt, at materielle krigsskader i Ukraine beløb sig til mindst 152 milliarder dollars.

### 17. februar 2024
Generaloberst Oleksandr Syrskyj meddelte, at han havde beordret alle ukrainske enheder, der kæmpede i Avdijivka, til at trække sig tilbage for at undgå, at de blev omringet af russiske tropper.

### 18. februar 2024
Statsminister Mette Frederiksen meddelte, at hele beholdningen af artilleriammunition, der opbevares i Danmark, vil blive doneret til Ukraine. Artillerigranater er en væsentlig del af Ukraines forsvar. Frederiksen påpegede, at der er nok af disse i Europa.
Den tjekkiske præsident Petr Pavel sagde på sikkerhedskonferencen i München, at hans regering havde identificeret omkring 800.000 kugler på det globale marked; Tjekkerne ledte efter europæiske købere til ammunitionen og sendte dem derefter til Ukraine.

### 24. februar
Efter Frankrig, Tyskland, Storbritannien og Danmark har Italien og Canada også underskrevet en bilateral sikkerhedsaftale med Ukraine.

### 26. februar
Begge sider rapporterede, at landsbyen Lastochkyne , omkring to kilometer vest for Avdiivka , var blevet taget af russiske tropper.

## Marts 2024

### 3. marts 2024
Den britiske militære efterretningstjeneste anslog, at 983 russiske soldater blev dræbt eller såret om dagen i februar 2024 og udtalte, at russiske styrker ikke havde lidt så store tab i nogen måned siden krigens start (28.507 på 29 dage). Det høje gennemsnitlige antal afspejler, at Rusland er forpligtet til en masse- og udmattelseskrig, sagde tjenesten. Dette kostede mange menneskeliv, men øgede presset på de ukrainske stillinger langs fronten. Efterretningstjenesten har anslået tab af russisk personel i Ukraine til 355.000 (inklusive sårede) siden februar 2022.

### 7. marts 2024
Som et resultat af Ukrainekrigen blev Sverige det 32. land, der blev medlem af NATO den 7. marts 2024, efter
Finland i 2023.

### 8. marts 2024
Den ukrainske præsident underskrev et dekret, der tillader værnepligtige i frontlinjen, der blev indkaldt til militærtjeneste, før russiske tropper krydsede grænsen i februar 2022, at blive overført til reserven i en længere pause.

### 12. marts 2024
Natten til den 12. marts rykkede Ruslands Frihedslegion , det russiske frivilligkorps og den sibiriske bataljon frem fra Ukraine ind i de russiske grænseregioner Belgorod oblast og Kursk oblast og angreb russiske soldater.

### 15. marts 2024
FN 's Menneskerettighedsråds kommission for krigsforbrydelser i Ukraine rapporterede, at den havde indsamlet yderligere beviser for, at Rusland systematisk og omfattende torturerede ukrainske krigsfanger. I en rapport dokumenterede kommissionen voldtægtstrusler og elektriske stød på kønsorganerne; Nogle ukrainske fanger i russisk varetægt er så sultne, at de spiser sæbe, orme og hundemad.

### 22. marts 2024
Den russiske regerings talsmand, Dmitry Peskov, sagde i et interview med det russiske ugeblad Argumenty i Fakty, at den russiske militæroperation i Ukraine "startede som en særlig militær operation", men den "blev til krig for Rusland." Han er overbevist om dette "og alle er nødt til at forstå dette for at kunne mobilisere sig personligt." Peskov forklarede, at i juridisk henseende var kampene stadig en "særlig operation", men i virkeligheden var det en krig. Det var første gang, at den russiske regering anerkendte krigen som sådan.

### 27. marts 2024
Ifølge det ukrainske militær var der i alt 51 ildkampe den foregående dag langs den næsten 1.000 kilometer lange frontlinje. Der var mange russiske forsøg på at rykke frem dagen før, især nær byen Novomykhailivka i Donetsk oblast .

### 30. marts 2024
Både britiske militære efterretningstjenester og ukrainske efterretningskilder rapporterede, at russiske styrker rekrutterede omkring 30.000 mennesker om måneden til krigsindsatsen i Ukraine, men uden at foretage yderligere mobilisering.

## April 2024

### 1. april 2024
Et angreb fra 48 kampvogne og pansrede køretøjer nær den ukrainske by Avdiivka kollapsede efter ukrainske angreb med droner og målrettet artilleriild, hvor en tredjedel af køretøjerne blev ødelagt. Ifølge ukrainske oplysninger var det første gang i lang tid, at den russiske hær indsatte større motoriserede kampenheder.

### 2. april 2024
Ukraines præsident underskrev en lov, der tillader værnepligtige at tiltræde militærtjeneste, så snart de fylder 25. Tidligere var der en minimumsalder på 27 år. Med lovens ikrafttræden er militærtjenesten i Ukraine begrænset til 36 måneder; tidligere var der ingen tidsbegrænsning for dette. Med loven foregår indkaldelse online. Når loven træder i kraft, kan staten spærre kørekortet og bankkontoen for dem, der ikke reagerer på opkaldet.
Med den nye lov kunne cirka 400.000 flere mænd teoretisk udnævnes til militærtjeneste. Samtidig ventede beslutningen om at stramme mobiliseringsreglerne.

### 6. april 2024
Den ukrainske atomenergileverandør Energoatom anklagede Rusland for at udføre fjendtligheder ved
Zaporizjzja atomkraftværk.

### 8. april 2024
Den ukrainske energiminister German Galushchenko sagde, at i de foregående uger var op mod 80 procent af termiske kraftværker, mere end halvdelen af vandkraftværkerne og et stort antal relæstationer i Ukraine blevet angrebet.

### 12. april 2024
Ifølge oplysninger fra den amerikanske regering begyndte Kina at yde massiv indirekte støtte til de russiske væbnede styrker sidste år. I 2023 ville omkring 90 procent af russisk mikroelektronikimport til produktion af raketter, tanke og fly komme derfra. Ifølge amerikanske oplysninger ville Rusland uden denne import fra Kina have svært ved at fastholde angreb på Ukraine. Derudover bestod over 70 procent af russisk import fra oktober til december 2023 af kinesiske værktøjsmaskiner . Ifølge amerikanske oplysninger udvider Rusland sit militære apparat med kinesisk støtte hurtigere, end den amerikanske regering troede muligt i begyndelsen af konflikten.
Den russiske præsident Vladimir Putin sagde, at han kunne "påvirke det militær-industrielle kompleks i Ukraine" med luftangreb på det ukrainske energinet. Ifølge en ukrainsk medieundersøgelse er størstedelen af de ukrainske termiske kraftværker blevet ødelagt eller er under russisk kontrol siden midten af marts 2024.

### 20. april 2024
Flertallet af USA's Repræsentanternes Hus- med 311 af 423 stemmer, inklusive alle 210 fra demokrater og 101 fra republikanerne - godkendte yderligere såkaldt udenlandsk bistand til Ukraine og godkendte dermed cirka 61 milliarder amerikanske dollars. 20 procent, eller 12 milliarder dollars, heraf vil gå til Ukraine i form af et lån, mens det resterende beløb skal bruges til at producere forsvarsmateriel i USA. Lovpakken vedtaget af det amerikanske Repræsentanternes Hus – som stadig mangler at blive godkendt af det amerikanske senat – giver også mulighed for at konfiskere russiske statsaktiver opbevaret i USA.

### 21. april 2024
I april 2024 udtalte den russiske udenrigsminister Sergej Lavrov, at Kharkiv spillede en "vigtig rolle" i den russiske præsident Vladimir Putins plan om at etablere en demilitariseret zone i Ukraine. Dette var beregnet til at beskytte russiske grænsebosættelser mod ukrainske modangreb. Ifølge Lavrov gjorde Putin det klart, at frontlinjen skulle presses langt nok ind i Ukraine. Lavrov understregede yderligere sin støtte til Ruslands påstand om at regere over Ukraine og sagde, at fremtiden for Vestukraine højst er uklar, ellers vil der være et Ukraine, "der virkelig er russisk, som ønsker at være en del af den russiske verden, som taler russisk ." ønsker og opdrager sine børn". Ifølge Lavrov er der ikke tale om andet.

### 23. april 2024
Institute for the Study of War (ISW) rapporterede, at efter ødelæggelsen af tv-tårnet i Kharkiv forsøgte propagandakanaler tæt på Kreml at bruge desinformation til at vække "overdreven panik" blandt den ukrainske befolkning: Kanalerne skriver blandt andet: "at der er bekymringer vedr. en fremtidig russisk offensiv byen Kharkiv og at der er en masseudvandring af civile". Efter ødelæggelsen af tv-tårnet i Kharkiv kan spredningen af desinformation ifølge ISW stige yderligere, da befolkningen i Kharkiv nu er blevet delvist afskåret fra ukrainske medier.

### 24. april 2024
USA's præsident Joe Biden underskrev lovpakken, der vedrører levering af militære varer til en værdi af 61 milliarder US-dollar til Ukraine.

### 26. april 2024
Ifølge konsekvente rapporter fra ukrainske og russiske krigsobservatører klarede russiske tropper et selektivt gennembrud gennem ukrainske forsvarslinjer ved Ocheretyne i Donetsk oblast. Ifølge oplysninger fra Der Spiegel skete gennembruddet, da ukrainske frontlinjeenheder roterede der.

## Maj 2024

### 2. maj 2024
Ifølge den ukrainske præsident Volodymyr Zelenskyj brugte Rusland mere end 300 missiler, omkring 300 Shahed-droner og mere end 3.200 styrede bomber i angreb på Ukraine i april 2024.
Den britiske udenrigsminister og tidligere premierminister David Cameron lovede Ukraines årlige våbenleverancer til en værdi af tre milliarder pund "så længe det er nødvendigt" og gav Ukraine frihed til at bruge disse våben mod mål i Rusland.

### 8. maj 2024
Det ukrainske parlament besluttede at give visse fanger adgang til frivillig militærtjeneste. Mordere, seksualforbrydere , narkotikasmuglere og dem, der er dømt for alvorlig korruption eller forbrydelser mod den nationale sikkerhed, er dog udelukket.

### 10. maj 2024
Ifølge det ukrainske forsvarsministerium har Rusland indledt en storstilet jordoffensiv i Kharkiv oblast.

### 12. maj 2024
Ifølge begge sider er mindst otte byer blevet erobret af Rusland, siden landoffensiven begyndte i Kharkiv oblast.

### 24. maj 2024
Med hensyn til den russiske offensiv i Kharkiv oblast sagde den ukrainske præsident Volodymyr Zelensky, at ukrainske væbnede styrker har genvundet kontrollen over grænseregionen i den østlige del af Kharkiv Oblast.

### 31. maj 2024
En dag efter, at den amerikanske regering betinget tillod Ukraine at bruge amerikanske våben mod russiske mål, godkendte den tyske regering også brugen af tyske våben mod mål i russiske områder, der grænser op til Kharkiv oblast. Den tyske regering henviste til retten til selvforsvar, der er forankret i international lov.

## Juni 2024

### 1. juni 2024
Både ukrainske frontlinjeenheder og en ukrainsk antiluftskytsenhed nær Kiev rapporterede, at de ammunitionsforsendelser, der blev godkendt af den amerikanske kongres i april, endnu ikke var ankommet. Ifølge en undersøgelse fra The New York Times og ifølge en rapport fra Der Spiegel er det ukrainske luftforsvar i stigende grad inaktivt eller ude af stand til at kæmpe på grund af mangel på ammunition.

### 5. juni 2024
Ifølge den russiske regering er der 6.000 ukrainske krigsfanger i Rusland og 1.348 russiske krigsfanger i Ukraine.

### 6. juni 2024
Ukrainske tropper rykkede frem i Kharkiv oblast og vandt terræn i området omkring byen Vovtjansk.

### 13. juni 2024
På G7-topmødet i Fasano blev det besluttet at forsyne Ukraine med 50 milliarder amerikanske dollars (ca. 47 milliarder euro) på lang sigt fra renter som følge af russisk statsaktiver, der er frosset i G7-landene.

Ukraines præsident Zelenskyj sagde, at han modtog en mundtlig forsikring fra den kinesiske leder Xi Jinping om, at hans land ikke ville levere våben til Rusland.

### 18. juni 2024
Den russiske viceudenrigsminister Sergei Ryabkov sagde, at på baggrund af krigen i Ukraine skulle nogle parametre beskrevet i den nukleare doktrin justeres. Den russiske atomdoktrin siger i øjeblikket, at landet må bruge atomvåben i to tilfælde: i tilfælde af et atomangreb på Rusland eller hvis et angreb med konventionelle våben bringer landets eksistens i fare.
Under et besøg i Nordkorea sagde den russiske præsident Putin, at de "sætter stor pris på, at Nordkorea støtter den særlige militæroperation i Ukraine." Under besøget skal der blandt andet underskrives en aftale om et "strategisk partnerskab" mellem de to lande.

### 22. juni 2024
Fortsatte russiske luftangreb har nu beskadiget eller ødelagt halvdelen af Ukraines elproduktionsinfrastruktur.
.
Ifølge den ukrainske præsident Volodymyr Zelenskyj har Rusland brugt over 2.400 styrede bomber mod Ukraine siden begyndelsen af måneden. Af disse blev 700 fyret mod byen Kharkiv.

### 25. juni 2024
Den Internationale Straffedomstol udstedte arrestordrer mod den tidligere forsvarsminister
Sergej Sjojgu og chefen for de væbnede styrkers generalstab, Valerij Gerasimov, over Ruslands gennemførelse af krigen i Ukraine.

### 30. juni 2024
Ifølge den ukrainske præsident blev Ukraine angrebet med 800 glidebomber alene i den tredje uge af juni.

## Juli 2024

### 2. juli 2024
For første gang siden krigens begyndelse rejste den ungarske premierminister Viktor Orbán, der betragtes som den "mest Kreml-venlige regeringschef i EU", til Ukraine, hvor han mødte præsident Volodymyr Zelenskyj. Orbán kommenterede blandt andet: "Målet med det ungarske formandskab er at bidrage til at løse de udfordringer, som EU står over for. Min første tur var til Kiev".

### 5. juli 2024
Ungarns premierminister Viktor Orbán rejste til Moskva for, ifølge sine egne udsagn, at holde formidlende fredsforhandlinger med den russiske præsident Vladimir Putin.

### 8. juli 2024
Børnehospitalet Ochmatdyt i Kyiv var målet for et angreb, der efterlod to døde og 30 sårede. Ifølge foreløbige undersøgelser fra Sekretariatet for FN's højkommissær for menneskerettigheder blev klinikken ramt af et russisk Ch-101 krydsermissil; Rusland så på den anden side det ukrainske jord-til-luft missilforsvarssystem
AMRAAM som årsagen. Angrebet er klassificeret som en krigsforbrydelse i den russisk-ukrainske krig af FN's kontor for koordinering af humanitære anliggender.

### 16. juli 2024
Ukrainske medier rapporterede den 16. juli, at brohovedet på venstre bred af floden Dnepr, som blev bygget i efteråret 2023, var blevet evakueret. Ifølge disse rapporter trak de ukrainske tropper sig tilbage for flere uger siden. Baggrunden for tilbagetrækningen var, at det ikke længere gav mening at holde stillingerne længere på grund af den omfattende ødelæggelse.

### 23. juli 2024
EU's udenrigspolitiske chef Josep Borrell fratog Ungarn retten til at være vært for et møde mellem EU's udenrigs- og forsvarsministre planlagt den 28.-30. august på grund af premierminister Viktor Orbans møde med Putin og hans beskyldninger mod, at EU havde en "pro-krig politik".

### 25. juli 2024
Danmark og Holland lovede at levere 14 Leopard 2A4 kampvogne til Ukraine, ifølge den hollandske forsvarsminister Ruben Brekelmans.

### 29. juli 2024
Den ukrainske præsident Volodymyr Zelenskyj nævnte endnu en gang en fuldstændig tilbagetrækning af russiske tropper fra ukrainsk territorium eller en afslutning på besættelsen som en forudsætning for en våbenhvile.

### 31. juli 2024
De første vestligt fremstillede F-16 kampfly blev leveret til Ukraine.

## August 2024

### 6. august 2024
Der var hårde kampe i den russiske grænseregion Kursk. Ifølge det russiske forsvarsministerium rykkede op til 300 krigere tilhørende den 22. mekaniserede brigade af de ukrainske væbnede styrker ind i grænsebyerne Nikolayevo-Daryino og Olezhnya . Ifølge Rusland blev angriberne slået tilbage, og der blev også påført skader på ukrainske reservater i Sumy-regionen. Det ukrainske forsvarsministerium kommenterede ikke begivenhederne. Nogle russiske militærbloggere modsagde de officielle oplysninger på sociale netværk. For eksempel var antallet af angribere væsentligt højere. Det blev også hævdet, at disse ikke var regulære ukrainske tropper, men medlemmer af det russiske frivillige korps.
Senest dagen efter erklærede den regionale regering i oblast Kursk undtagelsestilstand.

### 9. august 2024
Efter et drone-angreb udbrød der en omfattende brand i et ammunitionsdepot i den russiske flybase nær Lipetsk.

### 11. august 2024
Ukrainske tropper kunne nu udvide deres offensiv til Belgorod oblast. De russiske væbnede styrker har endnu ikke formået at forsvare sig effektivt. Ukraines strategi med, at Rusland sender tropper ud af Donbass til forsvar, har dog tilsyneladende ikke virket. I stedet blev Nationalgarden og Grænsevagtens enheder samt værnepligtige og paramilitære enheder indsat. Ukraines tilstrækkelige luftforsvarskapaciteter har hidtil forhindret effektive russiske luftangreb.
I skyggen af operationer i oblast Kursk gennemførte ukrainske tropper med succes et landingsangreb på Kinburn-halvøen og ødelagde endnu et stort ammunitionslager ved Morozovsk-luftbasen.

### 15. august 2024
Efter landets fremrykning ind i den russiske Kursk-region, oprettede Ukraine en militær kommando for de områder, det kontrollerede. Ifølge den ukrainske præsident Zelensky har den ukrainske hær overtaget fuld kontrol over byen Sudzja i Kursk oblast. Ifølge den ukrainske øverstkommanderende Oleksandr Syrskyj har ukrainske tropper i Kursk nu bragt 1.150 kvadratkilometer og 82 byer under kontrol. Det russiske forsvarsministerium rapporterede, at Rusland har genvundet kontrollen over landsbyen Krupez i Kursk oblast. Russisk stats-tv havde tidligere annonceret generobringen af byen Martynowka i Kursk oblast.

### 16. august 2024
Administrationen af den strategisk vigtige ukrainske by Pokrovsk i Donbass opfordrede civilbefolkningen til at forlade byen på grund af russiske landtropper, der nærmede sig fra Ocheretyne/Avdiivka.
Det ukrainske luftvåben formåede at ødelægge en af de tre vigtige broer på
floden Sejm i Glushkovo-distriktet. Det gør det stadig sværere at forsyne russiske tropper ved den ukrainske grænse. På grund af ukrainske bestræbelser på at ødelægge broerne over Seim, har russiske tropper nu bygget en pontonbro over floden.

### 22. august 2024
For første gang siden ukrainsk uafhængighed besøgte Indiens præsident Narendra Modi Ukraine. Indien har tætte økonomiske forbindelser med Rusland, men har ikke taget en klar politisk holdning til det russiske angreb.

### 25. august 2024
Ukraine har angiveligt erobret mere territorium i Ruslands Kursk oblast, end Rusland har i Ukraine siden starten af året.

### 29. august 2024
Holland ophævede alle operationelle restriktioner på de F16-jagerfly, det leverede til Ukraine.

## September 2024

### 3. september 2024
Mindst 50 mennesker blev dræbt og 271 såret i et russisk missilangreb på en militær uddannelsesfacilitet i den centrale ukrainske by Poltava. Dette er det russiske enkeltangreb med de største tab i 2024. Ofrene siges at være medlemmer af de ukrainske væbnede styrker.

### 5. september 2024
Mindst seks ukrainske regeringsembedsmænd, inklusive kabinetsmedlemmer, indgav deres afsked som en del af en Schmyhal-kabinetsrokade, der blev annonceret i juli, hvor "mere end 50 procent" af medlemmerne blev udskiftet, ifølge den regerende partifraktionsleder Davyd Arakhamija. Stillingen som udenrigsminister blev også omplaceret; Dmytro Kuleba blev efterfulgt af Andrii Sybiha.

### 9. september 2024
Holland understregede, at Ukraine har tilladelse til at bruge F-16 kampfly på russisk territorium. Den hollandske forsvarsminister Ruben Brekelmans sagde til Frankfurter Allgemeine Zeitung, at Holland "ikke har pålagt Ukraine operationelle restriktioner med hensyn til afstande. Holland opfordrede også sine vestlige partnere til at ophæve restriktionerne for brugen af vestlige våben i Ukraine-krigen.

### 11. september 2024
Rusland indledte en modoffensiv i Kursk oblast i det vestlige Rusland for at aflaste afskårne tropper på venstre bred af Seim. Det russiske forsvarsministerium rapporterede om ti steder, der var blevet generobret. Omkring 35.000 soldater er involveret i modoffensiven. I mellemtiden fortsatte russiske tropper med at rykke frem i Donbass og nærmede sig flere ukrainske bosættelser.

### 12. september 2024
Den russiske præsident, Vladimir Putin advarede NATO- medlemsstaterne mod at imødekomme Ukraines anmodning om at tillade det at bruge langtrækkende våben mod mål i Rusland. Ifølge ham ville den russiske regering tolke dette som NATO's deltagelse i krigen.

### 18. september 2024
I den russiske Tver oblast, vest for Moskva, blev ammunitionslageret øst for Toropets ramt. En enorm eksplosion var resultatet af et storstilet ukrainsk luftangreb, der involverede over 100 kamikaze-droner, ifølge avisen The New Voice of Ukraine. Det anslås, at omkring 30.000 tons våben og ammunition blev ødelagt.

### 21. september 2024
Natten til den 21. september blev to ammunitionsdepoter dybt inde i Rusland igen angrebet fra luften, Oktyabrsky ammunitionslager nær Toropets, syd for byen, og Tikhoretsk ammunitionslager nær Tikhoretsk i regionen Krasnodar kraj i det sydlige Rusland.

### 24. september 2024
Ukrainske styrker siger, at de har generobret et 30-bygnings, kampskadet industriområde i Vovtjansk.

### 27. september 2024
I slutningen af september 2024 var byruinerne af Vuhledar, som indtil da havde været holdt af ukrainske væbnede styrker, ved at falde; På det tidspunkt var russiske styrker rykket frem til bygrænsen i syd, øst og delvist i nord og derfra rykket ind i udkanten af byen.

## Oktober 2024

### 7. oktober 2024
Ukrainske droner angreb i Feodosija Krims største brændstofdepot og forårsagede en omfattende brand, som detekteredes af en NASA-satellit.

### 8. oktober 2024
Det ukrainske militær rapporterede, at russiske tropper var rykket ind i udkanten af den østlige ukrainske frontlinjeby
Toretsk.

### 9. oktober 2024
I deres endelige erklæring om et møde gjorde tolv Balkanstater og Tyrkiet Ruslands tilbagetrækning fra alle besatte områder til en betingelse for varig fred og talte for Ukraines optagelse i NATO.

### 13. oktober 2024
Ifølge deres overkommando afviste ukrainske faldskærmstropper et større angreb fra russiske styrker nær
Kurakhove i det østlige Ukraine. Syv ud af omkring 25 russiske pansrede mandskabsvogne og to af fem vigtigste kampvogne blev ødelagt ved hjælp af artilleri og kamikaze-droner.

### 16. oktober 2024
Den ukrainske præsident præsenterede sin strategi for at afslutte krigen, kendt som "Sejrsplanen", for det ukrainske parlament. I dagene og ugerne forinden havde han allerede præsenteret sin plan for regeringerne i Washington, London, Paris, Rom og Berlin. På den ene side ønsker Ukraine at føre yderligere kampe ind på russisk territorium for at få befolkningen i Rusland til at forstå, at angrebskrigen mod Ukraine også er til ugunst for dem, og at de så vil komme i opposition til den russiske regering. Derudover bør Vesten ophæve rækkeviddegrænserne for våben leveret til Ukraine eller tillade Ukraine at bruge de våben, det modtog fra Vesten mod militære mål dybt inde i Ruslands indre. Desuden bør det vestlige samfund af stater afvise russiske luftangreb på Ukraine. Ukraines optagelse i NATO er også en del af planen. Til gengæld tilbød Zelensky sit lands råvarer eller mineralressourcer. Hvis planen ikke gennemføres, kan råvarerne ifølge Zelensky blive Ruslands ejendom. Det sidste punkt vedrører tiden efter krigen; Den bestemmer, at individuelle amerikanske tropper, der er stationeret i Europa, vil blive erstattet af ukrainske enheder. Ud over de fem nævnte punkter indeholder planen tre hemmelige tilføjelser, som ifølge Zelensky kun de nævnte vestlige regeringer ellers er bekendt med.

### 21. oktober 2024
Ifølge den sydkoreanske efterretningstjeneste NIS vil nordkoreanske soldater, der sendes til Rusland, ikke kæmpe mod Ukraine under det nordkoreanske flag, men vil få russiske uniformer og falske identiteter for at skjule deres sande oprindelse. Nordkoreanske soldater siges at være blevet efterladt i deres stillinger i et skovområde nær Kursk af deres russiske instruktører i flere dage uden mad. De forlod positionerne uden tilladelse til at søge efter russiske kommandoposter og blev arresteret af russiske styrker efter en gåtur på omkring 60 kilometer.

### 24. oktober 2024
Ifølge ukrainsk militær efterretningstjeneste er de første nordkoreanske tropper indsat til Rusland.

## November 2024

### 1. november 2024
På et møde med den russiske udenrigsminister Sergei Lavrov i Moskva meddelte den nordkoreanske udenrigsminister Choe Son-hui , at hendes land ville støtte Rusland militært indtil krigens afslutning.

### 3. november 2024
Ifølge den militære chef for de ukrainske væbnede styrker, Oleksandr Syrsky , "stopper hans styrker en af de stærkeste russiske offensiver fra at lancere en fuldskala invasion." Den ukrainske generalstab rapporterede, at 110 infanteri- eller mekaniserede fremrykningsforsøg var blevet talt inden for en dag, omkring halvdelen af dem i frontsektoren af Donetsk-byen Kurakhove og 20 nær Pokrovsk.

### 8. november 2024
Menneskerettighedsrepræsentanterne fra Rusland og Ukraine mødtes for første gang siden begyndelsen af 2023; På mødet i Hviderusland blev der blandt andet udvekslet ligene eller resterne af faldne soldater og breve fra krigsfanger.

### 10. november 2024
Ifølge ukrainske og amerikanske regeringskilder er russiske styrker ved at indlede en modoffensiv i
Kursk oblast. Til dette formål blev 50.000 soldater samlet, hvoraf nogle var nordkoreanere.

### 12. november 2024
Den ukrainske præsident Zelenskyj skrev på Telegram, at Ukraines offensiv i den russiske Kursk oblast, som har været i gang siden august 2024 , binder omkring 50.000 russiske soldater i frontlinjeområdet dér, som derfor ikke kan indsættes på andre fronter på ukrainsk territorium.

### 13. november 2024
Nordkorea udvidede sin støtte til Rusland - Rusland modtog 50 M-1978 Koksan tunge tankvogne, et selvkørende artillerifartøj og 20 raketkastere fra Koreas Folkehær

### 20. november 2024
Ifølge sydkoreanske oplysninger befinder omkring 11.000 nordkoreanske soldater sig nu i den russiske Kursk-region nær Ukraine, hvor de er indsat sammen med russiske faldskærmssoldater og marineinfanterienheder.

### 29. november 2024
Den ukrainske udenrigsminister Andriy Sybiha bad NATO i et brev forud for et udenrigsministermøde i NATO-medlemslandene om straks at inkludere Ukraine i forsvarsalliancen. Den ukrainske præsident foreslog, at kun den del af Ukraine, der ikke er besat af Rusland, blev erklæret for et NATO-allianceområde.

## December 2024

### 1. december 2024
Ifølge det ukrainske forsvarsministerium oplevede de russiske væbnede styrker deres værste måned i november: 45.720 soldater blev dræbt eller såret.

### 2. december 2024
En dataanalyse fra Agence France-Presse viste, at russiske tropper opnåede den største territoriale fremgang i november 2024 siden marts 2022.

### 7. december 2024
På sidelinjen af genåbningen af Notre Dame i Paris mødtes den amerikanske præsident Donald Trump og den ukrainske præsident Volodymyr Zelenskyj i nærværelse af den franske præsident Emmanuel Macron.

### 12. december 2024
Ifølge ukrainske statistikker blev 604 kirker og andre religiøse steder ødelagt eller beskadiget som følge af den russiske angrebskrig.

### 16. december 2024
Ifølge den ukrainske militære efterretningstjeneste er mindst tredive nordkoreanske soldater blev dræbt eller såret i kampe med ukrainske tropper i Ruslands Kursk oblast. Tabene ville blive udlignet "med nyt personel" fra den
Koreas Folkehær.

## 2025

### 5. januar 2025
Medier rapporterede om nye offensive operationer fra de ukrainske styrker i Ruslands Kursk-region efter tidligere at have været i defensiven der.
Rusland erobrede næsten 3.600 kvadratkilometer af ukrainsk territorium sidste år. De største tab fandt sted i november 2024 på 610 kvadratkilometer. Det er slående, at de territoriale tab steg markant efter den ukrainske sommeroffensiv og Kursk-offensiven.

### 6. januar 2025
Det russiske forsvarsministerium erklærede byen Kurakhove i Donetsk oblast for erobret.

### 11. januar 2025
Den russiske hær siger, at den har taget kontrol over landsbyen Shevchenko i Donetsk oblast
Ifølge den ukrainske præsident Volodymyr Zelenskyj blev to nordkoreanske soldater taget som krigsfanger af den ukrainske hær i Kursk oblast i Rusland. De overlevede trods skader og blev ført til Kyiv hvor den ukrainske efterretningstjeneste afhørte dem i samarbejde med den sydkoreanske efterretningstjeneste og koreanske tolke. Pressen får også adgang. Han inkluderede billeder af fangerne i sine indlæg. Et billede viste også et russisk hær-id-kort. En af fangerne sagde ifølge den Ukraines sikkerhedstjeneste, at han var en grenader i den nordkoreanske hær og mente, at han blev sendt til Rusland for at træne i stedet for at kæmpe i krigen. Zelenskyj beskyldte endnu en gang russiske og nordkoreanske tropper for at dræbe sårede nordkoreanere, så deres involvering i krigen mod Ukraine ikke kunne bevises.

### 16. januar 2025
Den britiske premierminister Keir Starmer ankom til Kyiv for at indgå et 100-årigt partnerskab for at uddybe sikkerhedsbåndene mellem Storbritannien og Ukraine. Områderne videnskab, energi og handel er også dækket.

### 21. januar 2025
Den 47 USA's præsident, Donald Trump, sagde, at han snart vil tale med den russiske præsident, Vladimir Putin. Den ukrainske regering er klar til en fredsaftale. Trump forudså store vanskeligheder for Rusland med økonomien og inflationen. 

### 24. januar 2025
Ifølge deres egen beretning opnåede russiske tropper et afgørende gennembrud i kampene om byen Velyka Novosilka i
Donetsk oblast; Det var muligt at bryde igennem de ukrainske forsvarslinjer og afskære en del af de ukrainske enheder.

### 31. januar 2025
Ifølge New York Times rapporterede en talsmand for de ukrainske specialstyrker, at nordkoreanske soldater ser ud til at være blevet midlertidigt trukket tilbage fra fronten i den sydvestlige russiske Kursk oblast - i hvert fald i de områder, hvor de ukrainske specialstyrker opererer; Det skyldes formentlig de høje nordkoreanske tab.

### 3. februar 2025
En dataanalyse foretaget af nyhedsbureauet AFP, baseret på data fra US Institute for the Study of War , erobrede Rusland 430 kvadratkilometer territorium i januar 2025, 80 procent af det i Donetsk oblast. I januar 2023 havde Rusland kun været i stand til at vinde 285 kvadratkilometer, og i januar 2024 kun 146. Men sammenlignet med de to foregående måneder, november og december 2024, registrerede Rusland mindre territoriale gevinster i januar 2025.

### 4. februar 2025
Analytikere fra Deepstate - projektet rapporterede, at Ukraine formåede at generobre stillinger nær Nadiivka i Donetsk oblast. Landsbyen ligger 20 kilometer sydvest for den omstridte ukrainske by
Pokrovsk.
Ifølge den ukrainske præsident Volodymyr Zelenskyj blev 45.100 ukrainske soldater dræbt i krigen, og 390.000 hærpersonale blev såret. For den modsatte side gav Zelenskyj et tal på omkring 350.000 russiske tab og 600.000 til 700.000 sårede.
Nordkoreas statsoverhoved og partileder Kim Jong Un sagde, at hans land og hæren "altid vil støtte og opmuntre den russiske hærs og det russiske folks retfærdige sag til at forsvare deres suverænitet, sikkerhed og territoriale integritet", som fastsat i den strategiske partnerskabsaftale mellem de to lande.

### 10. februar 2025
Den russiske viceudenrigsminister Sergei Ryabkov sagde, at de var klar til at føre en dialog med USA om en mulig afslutning på krigen "på lige fod". Han afviste dog ultimatum til Rusland. For at krigen slutter, skal alle præsident
Vladimir Putins betingelser være opfyldt.

### 16. februar 2025
Hårde kampe brød ud igen i den vestlige russiske Kursk oblast. Generalstaben i Kyiv rapporterede om stærke russiske angreb med artilleristøtte. Et par dage tidligere havde ukrainske tropper opnået nye territoriale fremskridt der i overraskende fremskridt.

### 17. februar 2025
I et interview med NBC News talte den ukrainske præsident Volodymyr Zelenskyj om 45.100 dræbte ukrainske soldater og 390.000 sårede. Derudover er titusindvis af mennesker stadig savnet, enten som krigsfanger eller er faldet i kamp.

### 20. februar 2025
Efter de første samtaler med Rusland har USA's præsident, Donald Trump, indtaget Ruslands holdning og kaldt Ukraines valgte præsident Volodymyr Zelensky for en diktator, bebrejdet Ukraine for at blive invaderet af Rusland og, selv før starten af direkte samtaler med Ruslands præsident Vladimir Putin, udelukket Ukraines medlemskab af NATO og vedtaget den russiske opfattelse af den russiske besættelse af ukrainske besættelsesområder. Hverken Ukraine eller andre europæiske lande vil være involveret i forhandlingerne mellem USA og Rusland. Trump anklager også Zelensky for ikke at have opbakning fra befolkningen, hvilket er i modstrid med aktuelle meningsmålinger.
Zelenskyy forsøgte at holde forholdet til den amerikanske regering så intakt som muligt og modsagde den amerikanske præsidents beskyldninger om, at den ukrainske ledelse havde startet krigen og var ansvarlig for dens lange varighed. Trumps udtalelser blev kritiseret af både politikere fra det demokratiske parti som Chuck Schumer og politikere fra det republikanske parti som Don Bacon. Europæiske politikere som den franske præsident Emmanuel Macron har dog lovet yderligere støtte til det angrebne Ukraine.

### 22. februar 2025
USA ønsker at forelægge sit eget udkast til en FN-resolution til FN's generalforsamling. USA's
udenrigsminister Marco Rubio opfordrede på forhånd medlemslandene til at støtte teksten. Den nævner ikke udtrykkeligt Rusland som en aggressor og opfordrer ikke til tilbagetrækning af russiske tropper fra ukrainsk territorium. I modsætning til tidligere udkast indeholder dette udkast ikke længere nogen kritik af den russiske krig mod Ukraine. Indholdet blev rost som et "godt skridt" af den russiske FN-ambassadør Vasily Nebenzia. Vestlige diplomater udtrykte dog dyb bekymring.

### 23. februar 2025
Chefen for den ukrainske militære efterretningstjeneste HUR, Kyrylo Budanov, udtalte, at Nordkorea leverer omkring halvdelen af Ruslands ammunitionsbehov ved fronten og har påbegyndt storstilede forsyninger af 170 mm selvkørende haubitser og 240 mm multiple raketopsendelsessystemer til Rusland.

### 28. februar 2025
Den ukrainske præsident Volodymyr Zelenskys besøg hos den amerikanske præsident Donald Trump endte for tidligt i en strid. Det planlagte råstofpartnerskab mellem de to lande blev ikke underskrevet.

### 3. marts 2025
USA's præsident Trump beordrede et midlertidigt stop for amerikansk militærhjælp til Ukraine. 
En reaktion på det forestående tab af USA som alliancepartner er forslaget om en plan på 800 milliarder euro for europæisk oprustning fra Europa-Kommissionsformand Ursula von der Leyen.

### 8. marts 2025
USA blokerede Ukraines adgang til billeder fra jordobservationssatellitter drevet af Maxar Technologies . [ 84 ] Dette gjorde det muligt for Rusland at udvide sine angreb på Ukraine dag og nat i hele landet. Ved at gøre det udnyttede Rusland fordelen, som dette gav angriberne og suspensionen af militærhjælp fra den amerikanske regering.

### 10. marts 2025
I den russiske Kursk oblast er de ukrainske tropper blevet skubbet længere og længere tilbage de seneste dage. Russiske tropper forsøgte at afskære Ukraines forsyningslinjer. Under de russiske angreb brugte russiske tropper også gasrørledningen, som leverede gas til Europa indtil begyndelsen af 2025, til deres fordel. Rørene har en diameter på 1,40 meter. Ifølge russiske kilder kunne ukrainske positioner omgås på denne måde.

### 11. marts 2025
Ukraine erklærede sig villig til at acceptere en 30-dages våbenhvile.

### 12. marts 2025
Putins talsmand sagde, at de ville undersøge den foreslåede våbenhvileaftale af 11. marts.

### 16. marts 2025
I lyset af hundredvis af luftangreb mod ukrainske byer anklagede den ukrainske præsident Zelenskyy Putin for ikke at have nogen interesse i at afslutte krigen. Inden for en uge var der angreb med mere end 1.000 droner og 1.300 glidebomber.

### 18. marts 2025
I et telefonopkald med USA's præsident Trump indvilligede Ruslands præsident Putin i at standse alle angreb på ukrainsk energiinfrastruktur i 30 dage og indvilligede i yderligere udveksling af fanger. Den russiske regering meddelte efterfølgende, at det var afgørende, at vestlige lande stoppede med at levere våben og efterretningsinformation. Trump gentog, at Rusland i øjeblikket har fordelen og har omringet tusindvis af ukrainske soldater. Ukraines forsvarsminister Umyerov beskrev denne udtalelse som falsk.

### 20. marts 2025
Ifølge USA's udenrigsminister Marco Rubio fremsatte USA's præsident Donald Trump i en telefonsamtale med den ukrainske præsident Volodymyr Zelenskyj, at amerikansk ejerskab af de fire ukrainske atomkraftværker ville være den bedste beskyttelse af denne infrastruktur og støtte til Ukraines energiinfrastruktur. Zelenskyy modsagde den amerikanske regerings beretning på et vigtigt punkt: Ifølge ham var det eneste, der blev diskuteret, det russisk-besatte Zaporizjzja atomkraftværk, som kunne tage mere end to år at genstarte. Han understregede vigtigheden af denne facilitet for både Ukraine og resten af Europa. Zelenskyy understregede sin stats vilje til at acceptere et standsning af angreb på energiforsyninger og anden civil infrastruktur. Ukraine vil også acceptere det amerikanske forslag om en ubetinget våbenhvile i frontlinjen.

### 25. marts 2025
Ifølge USA blev ukrainske forhandlere under våbenhvileforhandlinger i Riyadh enige om et forslag om at afstå fra gensidige angreb i Sortehavet og på energiinfrastruktur. Formålet er at sikre skibsfarten og at forhindre brug af handelsskibe til militære formål såsom transport af våben. Den amerikanske regering ønsker også at hjælpe med at genoprette Ruslands adgang til det globale marked for landbrugs- og gødningseksport. Den russiske regering ønsker dog ikke at gennemføre en aftale om sikker sejlads i Sortehavet, før mere vidtrækkende sanktioner er ophævet.

### 31. marts 2025
Ruslands regering dæmpede forventningerne, herunder den amerikanske præsident Trumps, til en hurtig fredsløsning for Ukraine. Regeringens talsmand Dmitry Peskov sagde, at Rusland betragtede bestræbelserne på at afslutte kampene som en "langvarig proces." Peskov adresserede ikke direkte Donald Trumps nylige kritik af Vladimir Putin.

### 3. april 2025
NATO vurderer de russiske tab indtil nu til omkring 900.000 russiske soldater dræbt eller såret, herunder op til 250.000 døde. Alene i februar 2025 forventedes mere end 35.100 russiske soldater at blive dræbt eller såret.

### 5. april 2025
USA's udenrigsminister Marco Rubio sagde på et NATO- møde i Bruxelles, at USA's præsident, Donald Trump, sandsynligvis ikke ville acceptere den russiske præsident, Vladimir Putins forsinkende taktik vedrørende hans fredsbestræbelser meget længere. Dette ville være et spørgsmål om uger snarere end måneder. Mulige muligheder omfatter nye amerikanske sanktioner mod den russiske økonomi, men også om yderligere våbenhjælp til Ukraine.

### 8. april 2025
For første gang bekræftede den ukrainske præsident Volodymyr Zelenskyj udsendelsen af ukrainske tropper i den russiske
Belgorod oblast. Han sagde, at i Kursk og Belgorod oblasterne blev "aktive operationer udført i grænseregionerne på fjendens territorium"; krigen skal "vende tilbage til hvor den kom fra". Målet er at beskytte de ukrainske grænseregioner Kharkiv og Sumy. Moskvas militære observatører havde rapporteret, at Rusland havde ødelagt en egen dæmning i Belgorod oblast, ikke langt fra grænsen, med en flybombe for at forhindre brugen af ukrainsk kampvognsteknologi. Zelenskyj understregede endvidere, at russisk udstyr og besætternes logistik skal ødelægges og annoncerede nye angreb i det russiske bagland med langtrækkende droner.

### 16. april 2025
Efter anmodning fra præsident Zelenskyj forlængede det ukrainske parlament krigsloven, som skulle udløbe den 9. maj, indtil den 6. august 2025. Ifølge mediernes rapporter stemte godt to tredjedele af parlamentsmedlemmerne for.

### 21. april 2025
Efter at den russiske præsident Putin opfordrede til en våbenhvile påskesøndag den 20. april 2025, rapporterede både Ukraine og Rusland, at den anden side gentagne gange havde overtrådt den. Rusland ønskede ikke at forlænge denne påståede våbenhvile. Påskedag rapporterede den ukrainske hær, at den angreb en russisk droneopsendelsesbase i Kursk oblast og dræbte op til 20 russiske dronepiloter.

### 26. april 2025
Som en del af begravelsesceremonien for Pave Frans i Rom mødtes den amerikanske præsident Donald Trump og den ukrainske præsident Volodymyr Zelenskyj til samtaler i Peterskirken. Den amerikanske regering beskrev mødet som "meget produktivt." Zelenskyy sagde, at det var en god samtale og takkede Trump for det korte møde. Efter Zelenskys mening var det et meget symbolsk møde, der kunne betegnes som "historisk betydningsfuldt", hvis resultaterne skulle nås i fællesskab.
Ifølge Zelensky omfattede diskussionsemnerne beskyttelsen af det ukrainske folks liv, "en fuldstændig og betingelsesløs våbenhvile" og "en pålidelig og varig fred". Ud over et-til-en-mødet var der også et møde med den franske præsident Emmanuel Macron og den britiske premierminister Keir Starmer.
Få timer efter samtalen med Selenskyj i Rom udtrykte Trump tvivl om den russiske præsident Vladimir Putins vilje til rent faktisk at afslutte krigen i Ukraine. Trump sagde, at der ikke var nogen grund for Putin til at affyre missiler mod civile områder, byer og byer. Trump havde mistanke om, at Putin måske slet ikke ville afslutte krigen, men blot ville gå i stå, og overvejer at håndtere Putin anderledes i banksektoren eller med sekundære sanktioner.

### 28. april 2025
Det nordkoreanske statslige nyhedsbureau KCNA bekræftede, at enheder fra de nordkoreanske væbnede styrker deltog i "befrielsesoperationerne" af territorierne i den russiske Kursk oblast. Den nordkoreanske leder Kim Jong-un beskrev disse tropper, "som kæmpede for retfærdighed", som "helte, der repræsenterer deres fædrelands ære". Der er planlagt et mindesmærke i
Pyongyang for at mindes de soldater, der døde i krigen i Ukraine.

### 14. maj 2025
En unavngiven kilde med kendskab til sagen oplyser til det russiske nyhedsbureau Tass, at repræsentanter fra Rusland og Ukraine mødes torsdag den 15. maj på Dolmabahçe-paladset i Istanbul for at forsøge at finde frem til en løsning på krigen i Ukraine. Det russiske styre offentliggjorde om aftenen en liste over, hvilke repræsentanter det sender afsted til samtalerne - og landets præsident,
Vladimir Putin, fremgik ikke på listen.

### 26. maj 2025
Med udvekslingen af 303 fanger på begge sider blev den største fangeudveksling siden krigens begyndelse, med 1.000 krigsfanger og civile fanger på begge sider, afsluttet i morges.

### 27. maj 2025
Ifølge guvernøren i den ukrainske Sumy oblast, Oleh Hryhorov , har russiske tropper erobret de fire landsbyer Novenke , Basivka , Veselivka og Zhuravka i det nordøstlige Ukraine . Disse var dog allerede blevet evakueret for længe siden. Rusland stræber efter at etablere en bufferzone i regionen.

### 1. juni 2025
Ukraine angreb 4 russiske luftbaser (Olenja, Dyagilevo ved Rjasan, Ivanovo og Belaja) langt inde i Rusland med 117 små droner sendt fra lastbil-containere nær baserne, og flere vigtige russiske militærfly blev beskadiget, bl.a Tu-95, Tu-22M og Beriev A-50 rekognosceringsfly.

### 6. juni 2025
De massive russiske angreb på Ukraine natten til den 5.-6. juni var ifølge det russiske forsvarsministerium et "svar på terrorangrebene fra Kyiv" (1. juni). Moskva iværksatte "et massivt angreb med langtrækkende, højpræcisionsvåben fra luften, havet og land, samt angrebsdroner." Ifølge den ukrainske præsident Volodymyr Zelenskyj blev seks mennesker dræbt - tre af dem under en redningsaktion - og 49 såret.

### 29. juni 2025
Rusland udførte sit hidtil største luftangreb, med 477 droner og 60 missiler, heraf nedskød Ukraine 211 droner og 38 missiler (begge tal anslået af Ukraine).

### 10. juli 2025
I Malaysia mødtes udenrigsministrene fra USA (Marco Rubio) og Rusland (Sergej Lavrov) i forbindelse med ASEAN-topmødet. I dagene før havde den amerikanske præsident Donald Trump udtrykt sin utilfredshed med den russiske ledelse efter de igangværende russiske luftangreb: "Putin fortæller os en masse vrøvl, ærligt talt. Han er altid meget flink over for os, men det viser sig at være meningsløst." Trump fortsatte med, at Putin dræbte for mange mennesker.

### 18. juli 2025
Repræsentanter for EU-medlemslandene blev i Bruxelles enige om den 18. EU-sanktionspakke mod Rusland efter ugers blokade fra den slovakiske regering . Den har til formål at reducere Ruslands indtægter fra olieeksport til tredjelande og svække landets finansielle sektor. Det blev også aftalt, at Nord Stream 1 og 2 ikke ville blive genstartet.

### 23. juli 2025
Repræsentanter for Rusland og Ukraine mødtes til forhandlinger i Istanbul. Der blev ikke indgået en våbenhvileaftale. I stedet blev begge krigsførende parter enige om en yderligere udveksling af krigsfanger. Det var det tredje møde af denne art i Istanbul i år efter møderne i marts og maj 2025.

### 28. juli 2025
Mens den amerikanske præsident Donald Trump havde givet Rusland en frist på 50 dage til at implementere en våbenhvile den 14. juli, reducerede han den til 24 til 26 dage, eller "ti til tolv dage" fra den 28. juli. Trump udtrykte igen sin dybe skuffelse over den russiske præsident Vladimir Putin på grund af de igangværende russiske luftangreb.

### 1. august 2025
Den amerikanske præsident Trump annoncerede, at han havde bestilt to atomubåde tættere på Rusland, efter at den tidligere russiske præsident Dmitrij Medvedev havde fremsat aggressive udtalelser i dagene forinden.

### 6. august 2025
Den amerikanske regerings chefforhandler for udenrigspolitik, Steve Witkoff, mødtes i Moskva til flere timers forhandlinger med den russiske ledelse. Den amerikanske præsident Trump beordrede derefter blandt andet en fordobling af de eksisterende toldsatser til 50 % på import fra Indien (undtagen elektronik og lægemidler). Begrundelsen var Indiens køb af russisk olie. Han forbød også import af visse produkter af russisk oprindelse, herunder råolie, olie, oliebrændstoffer, olier og produkter fra deres destillation. Ifølge dekretet træder tolden i kraft fra den 21. dag efter dekretets underskrivelse.

### 9. august 2025
Regeringsrepræsentanter fra Storbritannien (David Lammy), USA (J.D. Vance), Ukraine, Frankrig, Tyskland, Italien, Finland og Polen undersøgte en fælles holdning eller et forslag til at indlede fredsforhandlinger mellem Ukraine og Rusland forud for et møde mellem præsidenterne for USA og Rusland, og muligvis Ukraine, som er planlagt til den 15. august i Alaska. De europæiske regeringer og EU-Kommissionen offentliggjorde en fælles erklæring om denne sag.

### 13. august 2025
Ifølge FN's Højkommissær for Menneskerettigheder nåede antallet af civile ofre i Ukraine et nyt treårigt højdepunkt i juli 2025 med 286 dræbte og 1.388 sårede, det højeste antal siden maj 2022.

### 16. august 2025
Topmødet mellem den amerikanske præsident Trump og den russiske præsident Putin på Elmendorf Air Force Base i Alaska endte uden konkrete resultater vedrørende Ukraine. Hverken en våbenhvile eller yderligere konsekvenser blev annonceret. Lederen af partiet Forenet Rusland og næstformand for Den Russiske Føderations Sikkerhedsråd siden 2020 , Dmitrij Medvedev , så mødet som et bevis på, at forhandlinger om at afslutte krigen uden forhåndsbetingelser og fortsatte fjendtligheder kan finde sted samtidigt. De fleste pressekommentatorer anså mødet for en succes for Putin, fordi han som mistænkt krigsforbryder blev modtaget med protokolære hædersbevisninger og applauderet af den amerikanske præsident. Samtidig havde han endnu engang formået at afværge de truende amerikanske sanktioner. Intet håndgribeligt var sket for Ukraine. De amerikanske oppositionsdemokrater og adskillige politikere fra EU-lande (med undtagelse af den ungarske premierminister Orbán ) udtrykte også lignende synspunkter. Den amerikanske præsident Trump annoncerede efter mødet, at han søgte en direkte fredsaftale snarere end en forudgående våbenhvileaftale.